# Kyle Busch
Kyle Thomas Busch (* 2. května 1985, Las Vegas) je americký automobilový závodník a šampión sérií NASCAR Cup a Xfinity v rámci závodů NASCAR. Jezdí ve voze značky Chevrolet s číslem 8 za tým Richard Childress Racing v NASCAR Cup Series, s číslem 10 za tým Kaulig Racing v Xfinity Series a s číslem 7 za tým Spire Motorsports v Craftsman Truck Series. V letech 2010-2023 byl vlastníkem týmu Kyle Busch Motorsports, který se účastnil závodů v sérii Craftsman Truck a Xfinity a Kyle zde působil jako vyhledávač mladých talentovaných jezdců.
Kyle je mladší bratr Kurta Busche, šampióna NASCAR z roku 2004. V současnosti je držitelem několika rekordů napříč všemi třemi nejvyššími sériemi závodů NASCAR jako například 24 vítězství za sezónu (2010) nebo celkový počet 231 vítězství, čímž odsunul dosavadního krále NASCAR, Richarda Pettyho (200 vítězství), v historických tabulkách na druhé místo. Dále drží rekord v počtu vítězství za sezónu v Xfinity Series, kde v roce 2010 vyhrál 13 závodů a také má v této sérii největší počet vítězství (102). Také vlastní rekord v počtu vítězství v sérii Craftsman Truck (66), čímž překonal dosavadního leadera, Rona Hornadayho, Jr. (51 vítězství), a je držitelem celkem 14 tzv. weekend sweepů, protože se mu 14krát v kariéře povedlo vyhrát všechny závody během jednoho víkendu, které se jely na stejné trati. Dále je to jediný jezdec, který dokázal vyhrát v každé ze tří nejvyšších sérií aspoň 60 závodů. V roce 2019 dokázal vyrovnat rekord Morgana Shepherda v podobě 11 top 10 dojezdů v řadě od začátku sezóny.
V roce 2006 se v 21 letech stal nejmladším účastníkem, který se kdy dokázal dostat do playoff Chase for the Cup (playoff se starými pravidly). Je prvním jezdcem, kterému se podařilo zvítězit s vozem značky Toyota v nejvyšší sérii Sprint Cup (dnes a dále NASCAR Cup) v závodě na Atlanta Motor Speedway v roce 2008 a prvním, který s tímto vozem získal titul šampióna v roce 2015. Dále je jediným jezdcem, který kdy dokázal vyhrát čtyři po sobě jdoucí jarní závody na Richmond Raceway (2009-2012) a je to také vítěz vůbec prvního závodu série Sprint Cup na Kentucky Speedway z roku 2011 a posledního závodu na Auto Club Speedway z roku 2023. V roce 2008 se stal prvním jezdcem, který kdy v historii všech tří nejvyšších sérií odjel 3 závody na 3 různých tratích ve 3 různých sériích pro 3 různé týmy během 3 dnů (V Cupu na Pocono Raceway, v Xfinity na Nashville Superspeedway a v Trucích na Texas Motor Speedway).
Je jedním z pouhých 6 jezdců, kteří kdy dokázali získat titul v nejvyšší sérii NASCAR Cup a v Xfinity Series a v roce 2005 se stal teprve 14. jezdcem, který kdy dokázal vyhrát alespoň jeden závod ve třech nejvyšších sériích NASCAR. Spolu s Mattem Kensethem, Bradem Keselowskim, Martinem Truexem, Jr. a Kylem Larsonem je jediný jezdec, který v 21. století dokázal v závodě nejvyšší série NASCAR Cup vést více než 400 kol (konkrétně 415 kol v kuse na Bristol Motor Speedway). V roce 2009 se stal prvním jezdcem historie, který dokázal vyhrát dva závody NASCAR v jeden den (závody série Camping World Truck a Nationwide na Auto Club Speedway). Stal se také prvním jezdcem, který kdy vyhrál všechny tři závody během jednoho závodního víkendu a to hned dvakrát (v roce 2010 a 2017 na Bristol Motor Speedway). Je také jedním z pouhých tří jezdců, kteří kdy dokázali vyhrát závod nejvyšší série NASCAR Cup v den svých narozenin, když v roce 2009 zvítězil na Richmond Raceway a v roce 2021 se mu to podařilo znovu, když zvítězil na Kansas Speedway. V roce 2018 se mu jako prvnímu jezdci v historii povedlo vyhrát na všech tratích v sérii Monster Energy Cup (dnes a dále NASCAR Cup), kde kdy startoval.

## Kariéra a život před NASCAR
Kyle Busch dostal první závodní lekce ve věku 6 let, kdy řídil motokáru v sousedství Las Vegas. Nemohl dosáhnout na pedály, proto se jeho otec Tom Busch staral o pedály a Kyle držel volant. Jak vyrůstal, pracoval v garáži spolu se svým otcem a starším bratrem Kurtem Buschem. Ve věku 10 let se stal šéfmechanikem "trpasličího týmu" jeho bratra.
Svou závodní kariéru začal krátce po svých 13. narozeninách v roce 1998. V letech 1999 až 2001 vyhrál více než 65 závodů v závodech legendárních vozů, získal 2 tituly na Bullringu poblíž Las Vegas Motor Speedway a poté se přesunul do série Late Model. V roce 2001 v ní nasbíral 10 vítězství na Bullringu.
Ve věku 16 let začal působit v sérii Craftsman Truck (dnes a dále Camping World Truck), kde se ujal Fordu týmu Roush-Fenway Racing s číslem 99 jako náhradník za propuštěného Nathana Haseleua. Debutoval na trati Indianapolis Raceway Park, kde ve svém prvním závodě skončil na 9. místě. Ve svém 2. závodě na Chicago Motor Speedway dokonce vedl závěrečná kola, ale došlo mu palivo 12 kol před cílem.
Kyle Busch byl nejrychlejší v tréninku na závod na Auto Club Speedway, jenže se později dozvěděl, že nemůže startovat v závodech, které jsou sponzorované tabákovými výrobky do té doby, dokud mu nebude 18 let. Závod monopostů série CART na Auto Club Speedway, který se jel ve stejný víkend, byl totiž sponzorován cigaretami Marlboro. Tim Woods III tedy nahradil Kyla Busche ve voze číslo 99. Celkem za sezónu 2001 odstartoval Kyle Busch 6 závodů a dvakrát dokázal dojet na 9. místě.
6 týdnů po incidentu zvedlo pro sezónu 2002 vedení NASCAR minimální věk závodníků na 18 let, aby se incident z předchozího roku nemohl opakovat. Pro Kyla Busche to znamenalo dočasný konec a začal závodit v American Speed Association, kde v roce 2002 skončil na 8. místě v průběžném bodování.
Ve stejném roce Kyle Busch úspěšně odmaturoval o rok dříve s vyznamenáním na střední škole v Durangu v Las Vegas, aby se mohl plně soustředit na svou závodní kariéru. Na závěr sezóny v sérii ARCA odjel jeden závod pro WP Motorsports v Chevroletu číslo 22 na Charlotte Motor Speedway, ve kterém skončil na 12. místě.

## Kariéra v NASCAR

### 2003
Kyle Busch vstoupil do sezóny 2003 jako vývojový jezdec týmu Hendrick Motorsports. V něm odjel v sérii ARCA RE/MAX 7 závodů a získal 2 vítězství na Nashville Superspeedway a Kentucky Speedway.
Jakmile v květnu oslavil své 18. narozeniny, mohl se vrátit ke své předčasně ukončené kariéře v NASCAR. Odjel 7 závodů v Busch Series (dnes a dále Xfinity Series) v Chevroletu číslo 87 pro tým NEMCO Motorsports, ve kterých dokázal dvakrát dojet na 2. místě.

### 2004
Kyle Busch začal svou sezónu 2004 účastí v sérii ARCA RE/MAX v závodě na Daytona International Speedway, který dokázal vyhrát. Poté začal svou první plnou sezónu v Busch Series, ve které nahradil Briana Vickerse v Chevroletu číslo 5. Své první Pole Position dokázal získat v 5. závodě sezóny na Darlington Raceway a své první vítězství získal na Richmond International Raceway. Později v sezóně dokázal vyhrát další 4 závody na Charlotte Motor Speedway, Kentucky Speedway, Indianapolis Raceway Parku a Michigan International Speedway, čímž vyrovnal dosavadní rekord Grega Biffla, který v roce 2001 také dokázal vyhrát 5 závodů ve své první plné sezóně. V průběžném bodování skončil na 2. místě za Martinem Truexem, Jr.
Ve stejném roce se také uskutečnil jeho debut v nejvyšší sérii Nextel Cup v Chevroletu číslo 84 týmu Hendrick Motorsports. Pokusil se kvalifikovat do 9 závodů, uspěl v 6 závodech a jeho nejlepší dojezd bylo 24. místo na Auto Club Speedway.

### 2005
V říjnu 2004 bylo oznámeno, že Kyle Busch začne jezdit od roku 2005 na plný úvazek v nejvyšší sérii Nextel Cup pro tým Hendrick Motorsports jako náhradník za Terryho Labonteho v Chevroletu číslo 5. Ve své první plné sezóně dokázal zvítězit na Auto Club Speedway a stal se tak dosavadním nejmladším vítězem závodu, když předchozí rekord Donalda Thomase překonal o pouhé 4 dny. Na konci sezóny dokázal zvítězit ještě na Phoenix International Raceway a svou první plnou sezónu zakončil 20. místem v průběžném bodování spolu s titulem Nejlepší nováček roku. Stal se také dosavadním nejmladším vítězem Pole Position, když si v únoru vyjel první místo v kvalifikaci na závod Auto Club 500 na Auto Club Speedway.
Kyle Busch se také účastnil několika závodů v sériích Busch a Craftsman Truck. V Busch Series pro Hendrick Motorsports odstartoval 14 závodů a zvítězil na Charlotte Motor Speedway. V Craftsman Truck Series odstartoval 11 závodů pro tým Billy Ballew Motorsports a zvítězil třikrát na Charlotte Motor Speedway, Dover International Raceway a Atlanta Motor Speedway.

### 2006
V roce 2006 získal Kyle Busch jedno vítězství v nejvyšší sérii Nextel Cup na New Hampshire Motor Speedway díky správně zvolené strategii se šetřením paliva. Dokázal se také poprvé kvalifikovat do playoff Chase for the Cup jakožto nejmladší účastník, kterému se to do té doby podařilo (v 21 letech). Sezónu zakončil 10. místem v průběžném bodování.
Opět se zúčastnil i závodů v sériích Busch a Craftsman Truck. V sérii Busch odjel 34 závodů, dokázal zvítězit na Bristol Motor Speedway a skončil na 7. místě v průběžném bodování. V sérii Craftsman Truck odjel 7 závodů a zvítězil na Charlotte Motor Speedway.

### 2007

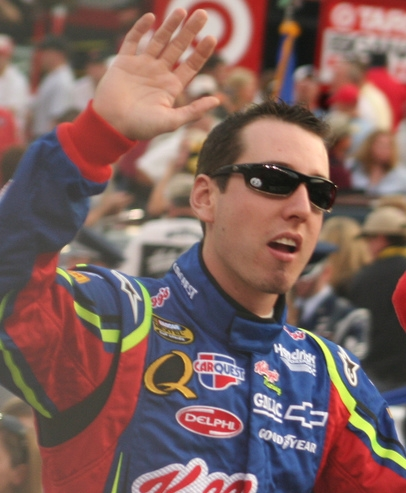
Kyle Busch v roce 2007.

V roce 2007 se Kyle Busch stal prvním jezdcem, který dokázal zvítězit v novém a bezpečnějším typu závodního vozu, tzv. vůz zítřka (Car of Tomorrow). Zvítězil na Bristol Motor Speedway, ale po závodě trochu zkritizoval nový vůz, že za moc nestojí. Toto vítězství bylo již 200. v rámci všech tří nejvyšších sériích NASCAR pro tým Hendrick Motorsports a také 600. vítězství pro značku Chevrolet. Během druhého závodu na Texas Motor Speedway se Kyle Busch prostě a jednoduše na závod po nehodě vykašlal a odešel bez toho, aniž by o tom informoval svůj tým. Dale Earnhardt, Jr. tedy musel závod dokončit za něj jako náhradník, jakmile mechanici dokázali vůz opravit. Během závodu na Talladega Superspeedway v Busch Series měl Kyle Busch nehodu, ve které se převrátil sedmkrát přes střechu a jeho bezpečnostní zařízení HANS dokonce prasklo. Jezdec odešel z nehody po svých a nezraněn. Během exhibičního závodu All-Star Challenge na Charlotte Motor Speedway dostal Kyle Busch smyk a vyřadil ze závodu jak sebe, tak svého staršího bratra Kurta Busche. Oba bratři byli na sebe dost naštvaní a nepromluvili spolu až do dne Díkuvzdání, kde jim při společné večeři jejich babička promluvila do duše. V červnu bylo oznámeno, že Kyle Busch v následující sezóně nebude jezdit za tým Hendrick Motorsports. Jeho náhradníkem se stal Dale Earnhardt, Jr. Během závodu Pepsi 400 na Daytona International Speedway skončil Kyle Busch těsně druhý ve foto finiši o pouhých 0,005 sekundy za vítězným Jamiem McMurraym. V srpnu Kyle Busch oznámil, že od sezóny 2008 bude jezdit pro tým Joe Gibbs Racing v Toyotě číslo 18 jako náhradník za J. J. Yeleyho.
Kyle Busch se také zúčastnil jako každý rok i několika závodů série Busch a Craftsman Truck. V sérii Busch odstartoval 19 závodů a vyhrál 4 závody na Daytona International Speedway, Richmond International Raceway, Kansas Speedway a Phoenix International Raceway. V sérii Craftsman Truck odstartoval 11 závodů a nasbíral 2 vítězství na Atlanta Motor Speedway a Phoenix International Raceway.

### 2008
Kyle Busch začal své působení v Joe Gibbs Racing jako jezdec, který vedl nejvíc kol (86) v 50. ročníku slavné Daytony 500, kde skončil na 4. místě. Následující závod na Auto Club Speedway dokončil taktéž na 4. místě a stal se poprvé v kariéře vedoucím mužem průběžného bodování. A nejen to, po dvou druhých místech z prvních dvou závodů v Nationwide Series a druhém a prvním místu z prvních dvou závodů v Craftsman Truck Series málem vedl průběžné bodování ve všech třech nejvyšších sérií NASCAR najednou (byl první ve Sprint Cupu, druhý v Nationwide Series a první v Craftsman Truck Series). V závodě na Atlanta Motor Speedway získal své první vítězství pro tým Joe Gibbs Racing stejně jako první vítězství pro značku Toyota v nejvyšší sérii Sprint Cup. V závodě na Richmond International Raceway dostal Kyle Busch lehký smyk a 3 kola před koncem závodu poslal miláčka diváků, Dala Earnhardta, Jr., do zdi. Tento incident zapříčil to, že se z Kyla Busche stal největší záporák celé sezóny 2008 a při každé příležitosti na něj diváci bučeli a nenáviděli tak moc, jak jen dokázali.

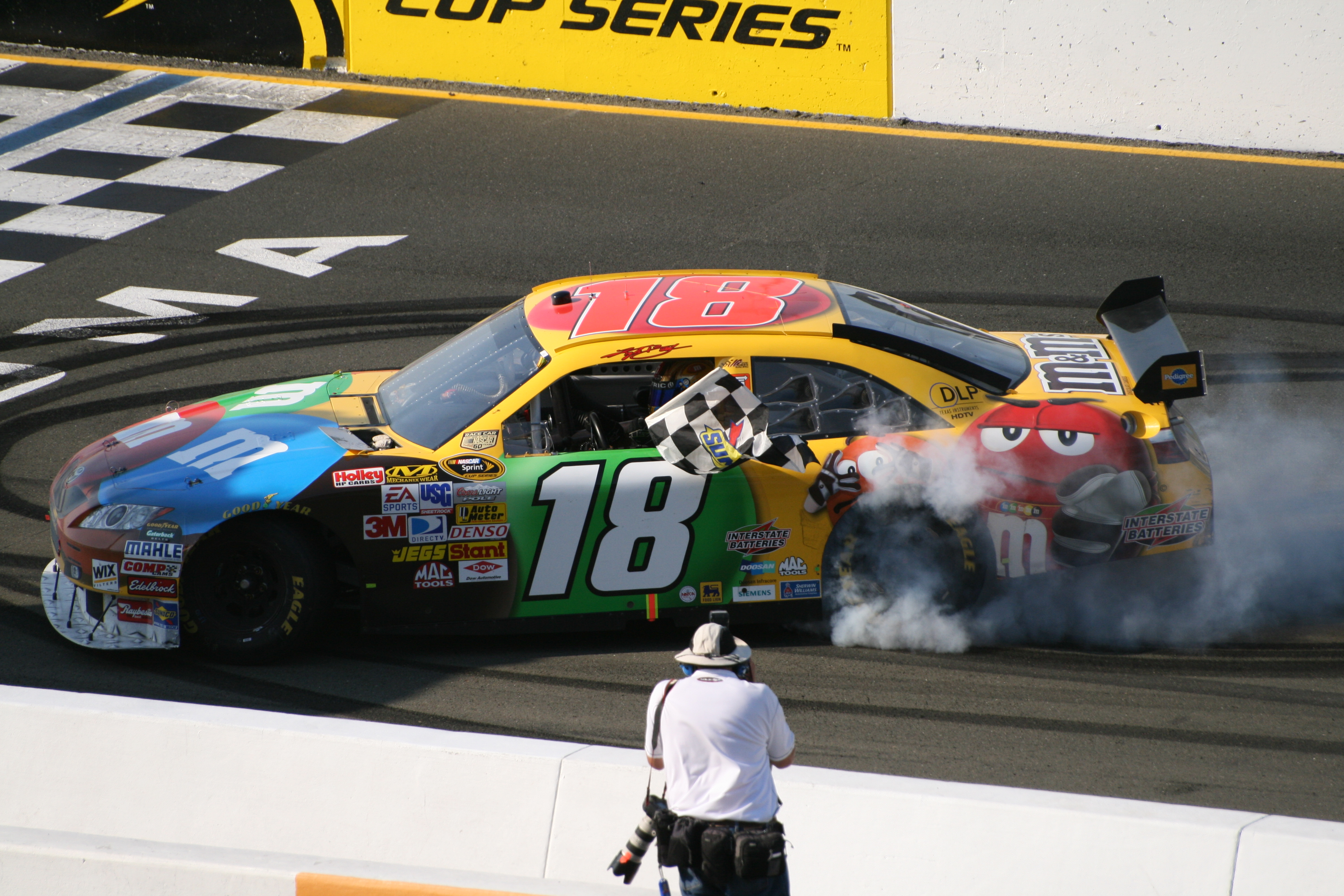
Kyle Busch slaví vítězství na Infineon Raceway (2008).

Základní část sezóny 2008 byla pro Kyla Busche velmi úspěšná. Na špici průběžného bodování se udržel po dobu 16 závodů po sobě s pohodlným náskokem přes 200 bodů a zvítězil celkem v 8 závodech (V Atlantě, Talladeze, Darlingtonu, Doveru, Sonomě, Daytoně, Chicagolandu a Watkins Glen). Ve druhém závodě na Bristol Motor Speedway vedl Kyle Busch 415 z 500 kol, ale byl odstrčen z cesty Carlem Edwardsem, který dokázal závod vyhrát. Kylu Buschovi se to moc nelíbilo a začal po skončení závodu narážet do Edwardsova vozu. Ten mu to oplatil posláním do smyku a oba pánové dostali za tento incident podmínku.
Kyle Busch vstoupil do playoff Chase for the Cup jako vedoucí muž, ale 34. místo z prvního závodu na New Hampshire Motor Speedway, poslední 43. místo ze závodu na Dover International Speedway a 28. místo ze závodu na Kansas Speedway ho definitivně vyřadily z boje o titul. Z náskoku 30 bodů a vedení průběžného pořadí se tak během tří závodů stala ztráta -311 bodů a poslední 12. místo. Kyle Busch tuto obrovskou ztrátu dokázal stáhnout alespoň na 10. místo po posledním závodě sezóny na Homestead-Miami Speedway.
Jak už bylo zvykem u týmu Hendrick Motorsports, ani s týmem Joe Gibbs Racing Kyle Busch nepřestal jezdit v sérii Nationwide (dříve Busch) a pro tým Billy Ballew Motorsports opět jezdil v sérii Craftsman Truck. V sérii Nationwide odjel 30 závodů a společně s jeho týmovými kolegy Dennym Hamlinem, Joeym Loganem a Tonym Stewartem získal titul vlastníků pro svůj tým v Toyotě číslo 20. Sám Kyle Busch dokázal za těch 30 závodů zvítězit hned desetkrát (v Texasu, Phoenixu, Mexico City, Charlotte, Chicagolandu, Indianapolis Raceway Parku, Fontaně, Doveru, Charlotte a Texasu), čímž vyrovnal rekord Sama Arda, který v roce 1984 také vyhrál 10 závodů. Nejezdil pouze pro Joe Gibbs Racing, ale i pro slabší tým Todd Braun Racing s Toyotou číslo 32, ve které zvítězil v Charlotte a i pro ještě slabší tým D'Hondt Motorsports s Toyotou číslo 92, se kterou na trati Watkins Glen International dojel na 2. místě.
V sérii Craftsman Truck odjel 18 z 25 závodů opět pro tým Billy Ballew Motorsports, se kterým zvítězil ve 3 závodech ve Fontaně, Atlantě a Bristolu. Za celou sezónu tedy Kyle Busch odstartoval neskutečných 84 závodů a 21 z nich vyhrál, čímž výrazně překonal dosavadní rekord Kevina Harvicka, který v roce 2006 vyhrál 14 závodů napříč všemi třemi nejvyššími divizemi NASCAR (5 vítězství v Nextel Cupu a 9 vítězství v Busch Series).

### 2009
Kyle Busch začal sezónu 2009 vítězstvím ve kvalifikačním závodě na slavnou Daytonu 500. Během závodu Daytona 500 opět vedl nejvíc kol (88), ale kvůli bouračce závod nedokončil. Následující týden se stal prvním jezdcem v historii, který kdy dokázal vyhrát 2 závody NASCAR na stejné trati v jeden den, když odpoledne zvítězil v závodě série Craftsman Truck a večer v závodě série Nationwide. Na tato vítězství navázal Kyle Busch vyhranými závody Sprint Cupu v Las Vegas a Bristolu.

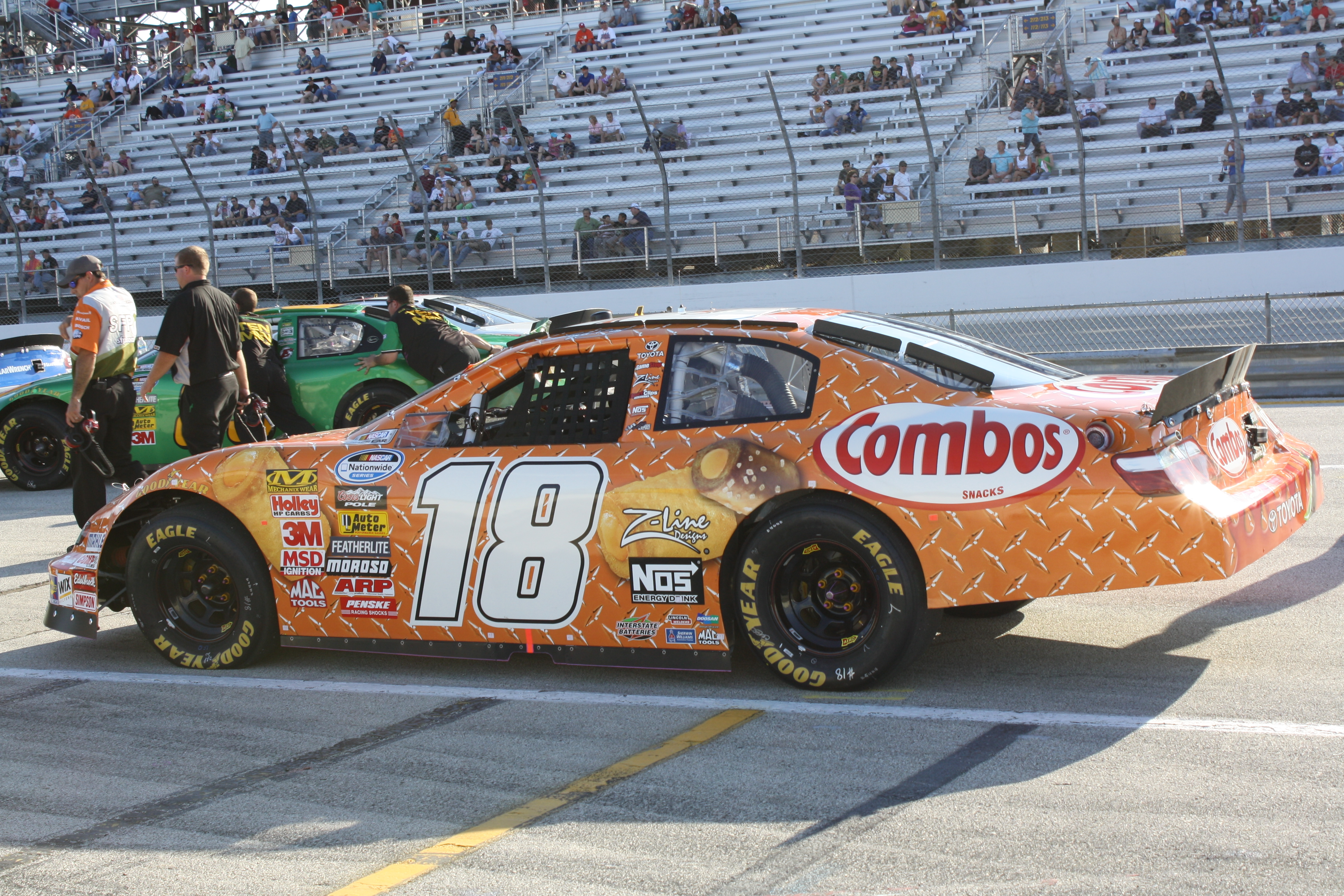
Kyle Busch na Milwaukee Mile (2009).

2. května se stal teprve druhým jezdcem historie po Calu Yarboroughovi, který dokázal zvítězit v nejvyšší sérii Sprint Cup v den svých narozenin v závodě na Richmond International Raceway. V závodě Coke Zero 400 na Daytona International Speedway se Kyle Busch v posledním kole zapletl do velké havárie, kterou sám způsobil blokováním vozů za sebou. Jezdci se nic nestalo. Kyle Busch poté ve druhém závodě na Bristol Motor Speedway získal své 4. vítězství v sezóně. Do playoff Chase for the Cup se ale nedostal, k postupu mu chybělo na posledního Briana Vickerse pouhých 8 bodů. Chuť si tedy trochu spravil během závodů playoff, které oproti minulé sezóně nebyly tak hrozné a stačily by mu teoreticky na 5. místo v průběžném bodování, pokud by byl účastníkem. A poslední hořkou pilulku musel spolknout v závodě na Texas Motor Speedway, kde mu 3 kola před cílem došlo palivo a naděje na vůbec první historický tzv. weekend sweep zhasly (Kyle Busch vyhrál závody série Camping World Truck a Nationwide Series v Texasu). Sezónu zakončil jako nejlepší jezdec mimo playoff na 13. místě.
Kyle Busch se v sérii Nationwide rozhodl jet všechny závody o titul. V průběhu celé sezóny patřil téměř vždy mezi nejrychlejší, kteří v každém závodě vedli spoustu kol a bojovali o vítězství. Za celou sezónu nasbíral 9 vítězství ve Fontaně, Texasu, Richmondu, Nashvillu, Loudonu, Gateway, Charlotte, Texasu a Homesteadu. Od 7. závodu sezóny na Phoenix International Raceway vedl průběžné bodování a vedení si udržel až do úplného konce. Startem a vítězstvím v posledním závodě sezóny na Homestead-Miami Speedway získal svůj první titul v NASCAR a poprvé od roku 1983 dokázal někdo kromě Sama Arda vyhrát poslední závod sezóny a zároveň získat i titul.
V sérii Craftsman Truck startoval v 15 závodech naposledy pro tým Billy Ballew Motorsports a nasbíral 7 vítězství ve Fontaně, Atlantě, Bristolu, Chicagolandu, Loudonu, Talladeze a Texasu. Dokonce dokázal zvítězit v 5 závodech po sobě, ve kterých startoval. Od příští sezóny se totiž rozhodl založit vlastní tým Kyle Busch Motorsports a závodit pro něj. Za celou sezónu dokázal Kyle Busch překonat svůj vlastní rekord 84 závodů ve všech třech nejvyšších sérií NASCAR z minulého roku, který navýšil na číslo 86 a málem i vyrovnal svůj předešlý rekord 21 vítězných závodů (zvítězil dvacetkrát) taktéž z minulého roku.
Kyle Busch se také ukázal v jednom závodě série Camping World East Series (lépe známá jako K&N Pro Series East) na Iowa Speedway. Ve svém prvním startu dokázal z Pole Position zvítězit.

### 2010
11. prosince 2009 Kyle Busch oznámil, že bude v sezóně 2010 jezdit pro svůj vlastní tým Kyle Busch Motorsports v sérii Camping World Truck (dříve Craftsman Truck). Plán byl takový, že se nasadí dvě Toyoty s čísly 18 (pro Kyla Busche a Briana Icklera) a 56 (pro Taylera Malsama na plný úvazek). Jenže nastaly komplikace, Ickler a Malsam dostali nabídku jezdit v Nationwide Series a finanční problémy donutily Kyla Busche zrušit tým s číslem 56 po pár závodech. Náhradníky pro Toyotu s číslem 18 se tedy stali Johnny Benson, Jr. a Kasey Kahne.

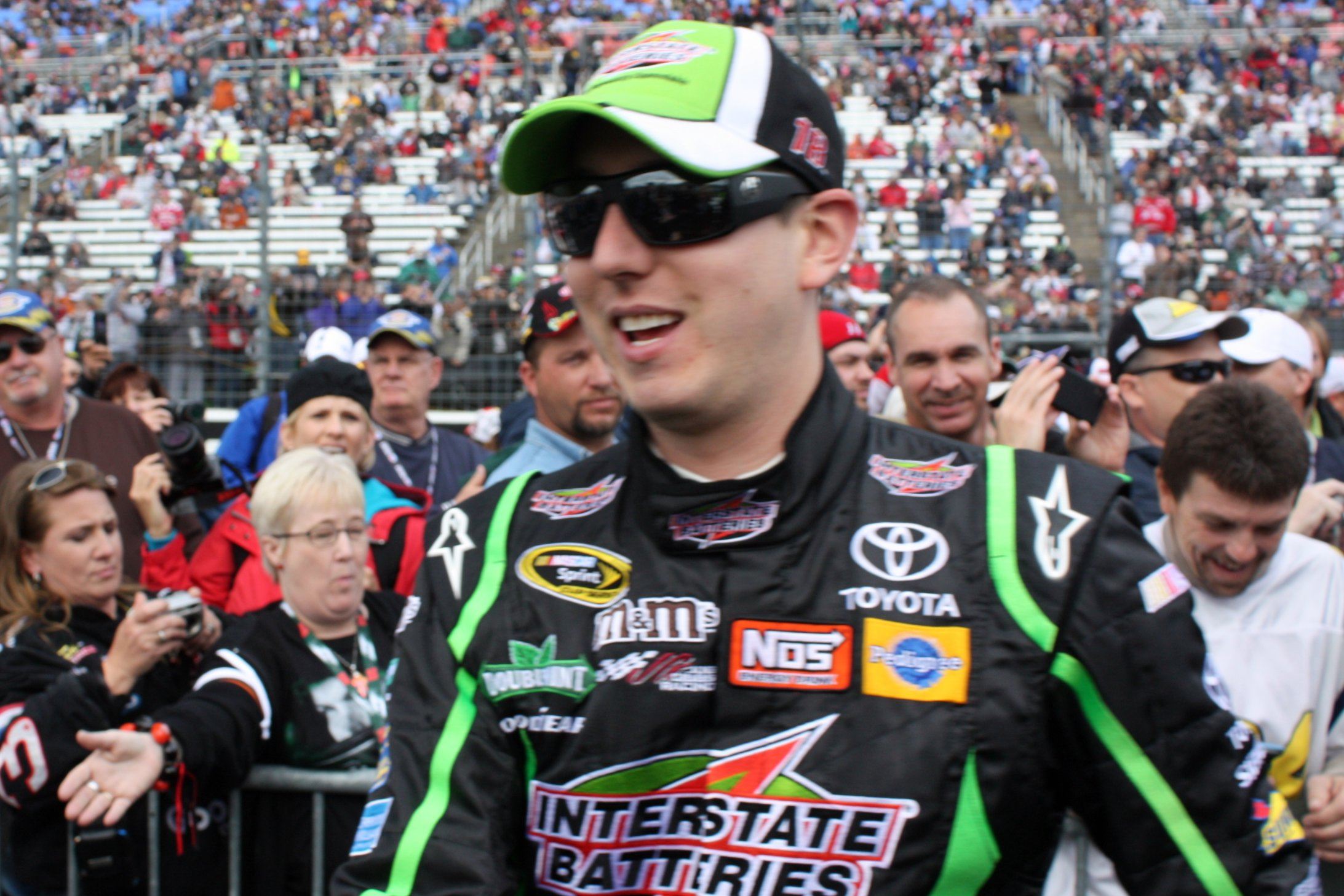
Kyle Busch v roce 2010.

21. srpna 2010 se Kyle Busch stal vůbec prvním jezdcem v historii NASCAR, který kdy dokázal zvítězit ve všech třech závodech během jednoho závodního víkendu. Povedlo se mu to na Bristol Motor Speedway, kde vyhrál ve středu závod série Camping World Truck, v pátek závod série Nationwide a v sobotu závod nejvyšší série Sprint Cup. Kyle Busch byl nazván "debílkem" Bradem Keselowskim během představování jezdců na závod nejvyšší série Sprint Cup v Bristolu, kterého Kyle Busch poslal do smyku v závodě série Nationwide poté, co se ho údajně on pokusil úmyslně vyřadit ze závodu.
7. listopadu 2010 během závodu na Texas Motor Speedway se Kyle Busch dostal do smyku a po zastávce v boxech jel úmyslně rychleji, než je povoleno, aby neztratil kolo. Vedení závodu nemohlo jeho přestupek ignorovat a dostal penalizaci. Kyle Busch během penalizace ukázal prostředníček směrem k jednomu z mužů, co kontrolují zastávky v boxech. Za tohle gesto byl penalizován ztrátou 2 kol a později dostal ještě pokutu 25 tisíc dolarů spolu s podmínkou do konce roku. Kyle Busch poté zakončil sezónu 2010 se 3 výhrami v Richmondu, Doveru a Bristolu a na 8. místě v průběžném bodování.
V sérii Nationwide opět padaly rekordy. Kyle Busch startoval ve 29 závodech, nasbíral rekordních 13 vítězství ve Fontaně, Phoenixu, Texasu, Doveru, Charlotte, Loudonu, Chicagolandu, Indianapolis Raceway Parku, Iowě, Bristolu, Doveru, Fontaně a Homesteadu, čímž překonal svůj vlastní rekord z roku 2008 a také rekord Sama Arda z roku 1984. Navzdory tomu, že vynechal 6 závodů, dokázal se umístit na 3. místě v průběžném bodování a zařídil pro Toyotu s číslem 18 titul vlastníků (už 3. titul vlastníků pro tým Joe Gibbs Racing v řadě).
V sérii Camping World Truck startoval v 16 závodech, nasbíral zde 8 vítězství v Nashvillu, Charlotte, Bristolu, Chicagolandu, Loudonu, Talladeze, Texasu a Homesteadu a dokázal získat titul vlastníků pro Toyotu s číslem 18 ve svém prvním roce působení v novém týmu, což se ještě nikdy nikomu v historii celé série nepovedlo. Také se mu povedlo vyhrát závod v Talladeze ve velmi těsném foto finiši, ve kterém zvítězil o pouhých 0,002 sekundy před Aricem Almirolou.

### 2011
Během druhého závodního víkendu na Phoenix International Raceway zvítězil Kyle Busch v závodech série Camping World Truck a Nationwide. V závodě série Nationwide dokonce vedl poprvé v kariéře úplně všechna kola od startu až do cíle a byl opět blízko dalšímu tzv. weekend sweepu. Do té doby, dokud ho 9 kol před cílem závodu Sprint Cupu nepředjel Jeff Gordon a nedojel si pro vítězství. Kyle Busch si později během závodního víkendu na Bristol Motor Speedway spravil chuť, když vyhrál jak závod série Nationwide, tak závod nejvyšší série Sprint Cup. Na Richmond International Raceway dokázal vyhrát už svůj 3. jarní závod v řadě.

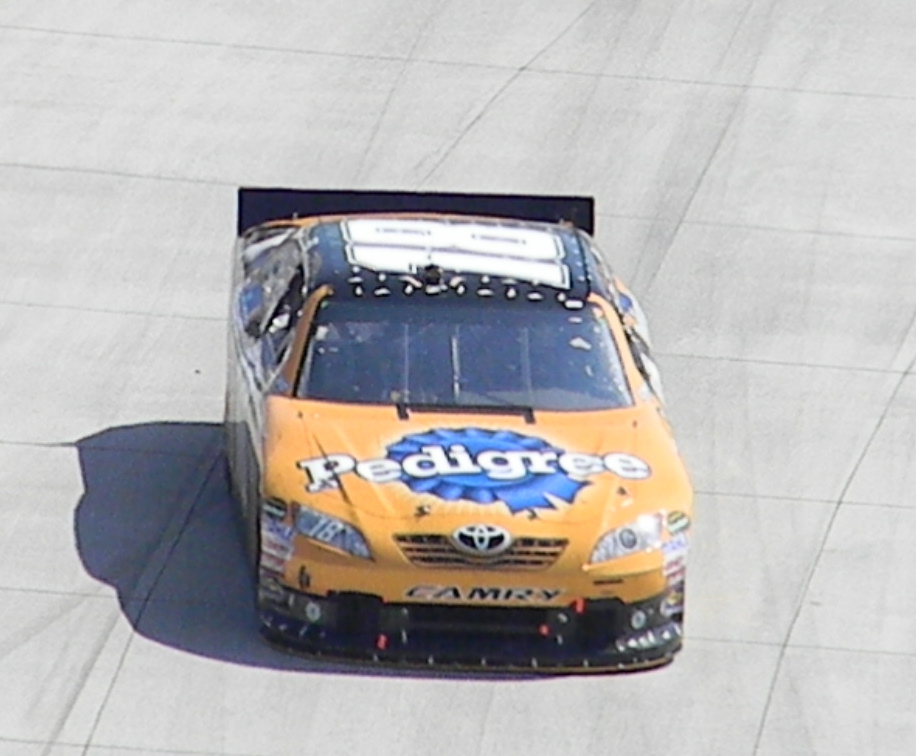
Kyle Busch na Martinsville Speedway (2011).

Během závodního víkendu na Darlington Raceway se Kyle Busch dostal do křížku s Kevinem Harvickem poté, co ho údajně úmyslně poslal do smyku, když nad svým vozem ztratil lehce kontrolu. Oba pánové dostali pokutu 25 tisíc dolarů a dostali podmínku na 4 závody. Během závodu O'Reilly Auto Parts 250 na Kansas Speedway v sérii Camping World Truck se údajně dostal Kyle Busch do potyčky s Richardem Childressem poté, co lehce popostrčil Childressův Chevrolet s číslem 22 po dojetí závodu. Podle očitých svědků dokonce Richard Childress Kyla Busche fyzicky napadl a podle jeho slov bude brát každé další lehké poškození jeho vozů velmi osobně. Richard Childress dostal za tento incident pokutu 150 tisíc dolarů spolu s podmínkou do konce roku. Kyle Busch se bránil, že chtěl jen přátelsky pogratulovat vítěznému vozu.
Kyle Busch dokázal vyhrát úplně první závod nejvyšší série Sprint Cup na Kentucky Speedway a pro 4. vítězství sezóny si dojel na Michigan International Speedway. Tímto vítězstvím si jako první zajistil účast v playoff Chase for the Cup.
Během závodu O'Reilly 200 na Bristol Motor Speedway byl Kyle Busch poslán do zdi Elliottem Sadlerem. Kyle Busch využil čekání na žlutou vlajku a počkal si na Elliotta Sadlera, až ho o kolo předjede, aby mu oplatil předešlý kontakt. Později se nechal slyšet, že ho Sadler úmyslně vyřadil proto, že je to jezdec týmu Kevin Harvick Incorporated v Nationwide Series. Elliott Sadler a Kevin Harvick ale popřeli fakt, že svoje problémy tahají i do jiných sérií.
O 2 dny později dokázal Kyle Busch v sérii Nationwide vyhrát už svůj 50. závod a překonal tak dosavadní rekord Marka Martina se 49 vítězstvími. Aby toho nebylo málo, jeho 50. vítězství mělo rozestup pouhých 0,019 sekundy před druhým Joeym Loganem, týmovým kolegou.

#### Incident s Ronem Hornadaym, Jr.
4. listopadu 2011 v závodě série Camping World Truck na Texas Motor Speedway se Kyle Busch dostal do konfliktu s veteránem série, Ronem Hornadaym, Jr. Ron Hornaday, Jr. se vyhýbal pomalejšímu vozu Johnnyho Chapmana, ale došlo ke kontaktu s Kylem Buschem a oba se lehce otřeli o zeď. Kylu Buschovi poté doslova ruply nervy a natlačil vůz Rona Hornadayho, Jr. do zdi, čímž ukončil své naděje na vítězství v závodě a Hornadayho naděje na titul šampióna. Vedení závodu okamžitě stáhlo Toyotu s číslem 18 ze závodu za agresivní řízení. Ron Hornaday, Jr. se vyjádřil, že pokud nebude Busch suspendován, bude na něho čekat u něj doma.
Následující den bylo oznámeno, že Kyle Busch má přísný zákaz startovat v dalších závodech závodního víkendu (v závodech série Nationwide a nejvyšší série Sprint Cup). Denny Hamlin nahradil Kyla Busche v Toyotě s číslem 18 v sérii Nationwide a Michael McDowell v Toyotě číslo 18 v sérii Sprint Cup. Jednalo se teprve o druhý podobný incident. V roce 2002 byl za agresivní řízení ze závodu na Martinsville Speedway v sérii Craftsman Truck stažen Kevin Harvick, který doslova prohlásil, že Coye Gibbse "zabije". A o chvíli později ho úmyslně poslal do smyku. Dostal stejný trest jako Kyle Busch, protože byl v podmínce.
Toto rozhodnutí eliminovalo teoretickou šanci Kyla Busche na titul ve Sprint Cupu. Kyle Busch se poté omluvil za své chování a sám přiznal, že to byl krok zpět. Jako kompenzaci nabídl Ronu Hornadaymu, Jr. jeho Toyotu s číslem 18, se kterou by mohl jezdit příští rok o titul, protože Hornadayho současný tým Kevin Harvick Incorporated po roce 2011 končí své působení v této sérii. Ron Hornaday, Jr. tuto nabídku odmítl, protože má dlouhodobý vztah k Chevroletu.
7. listopadu 2011 dostal Kyle Busch pokutu 50 tisíc dolarů, podmínku do konce roku a také varování, že jestli ještě něco provede do konce sezóny, bude s okamžitou platností suspendován na dobu neurčitou.
10. listopadu 2011 bylo oznámeno, že M&M's, Kylův dlouholetý a primární sponzor v sérii Sprint Cup, odmítá sponzorovat někoho, kdo se neumí chovat. Kyle Busch dokonce nějakou dobu uvažoval o tom, že úplně vynechá všechny zbývající závody do konce sezóny (jako náhradník byl už připraven Aric Almirola), ale nakonec se rozhodl spolu se sekundárním sponzorem Interstate Batteries dokončit sezónu. V sérii Nationwide ale nebyl Kylův hlavní sponzor Z-Line Designs stejně vstřícný jako Interstate Batteries. Požadoval okamžité ukončení smlouvy s Buschem a aby už do konce sezóny nestartoval v žádném závodě série Nationwide.

Kyle Busch tak zakončil sezónu 2011 s celkem 4 výhrami a 12. místem v průběžném bodování nejvyšší série Sprint Cup. V sérii Nationwide vyhrál z 20 startů 8 závodů (Phoenix, Bristol, Fontana, Talladega, Darlington, Loudon, Bristol a Richmond) a v sérii Camping World Truck zvítězil šestkrát z 16 startů (Phoenix, Nashville, Dover, Charlotte, Kentucky, Loudon).

### 2012
Kyle Busch začal sezónu 2012 velkým oznámením, že v Nationwide Series nebude tento rok jezdit pro Joe Gibbs Racing, ale pro svůj vlastní tým Kyle Busch Motorsports, který se rozhodl expandovat. Dále oznámil, že se spolu se svým bratrem Kurtem Buschem budou střídat v Toyotě číslo 54 ve všech závodech sezóny a také, že v sérii Camping World Truck drasticky omezí své působení pouze na 3 závody nejen kvůli pár měsíců starému incidentu s Ronem Hornadaym, Jr., ale také proto, že si to přeje J. D. Gibbs, syn majitele týmu Joe Gibbs Racing Joa Gibbse.

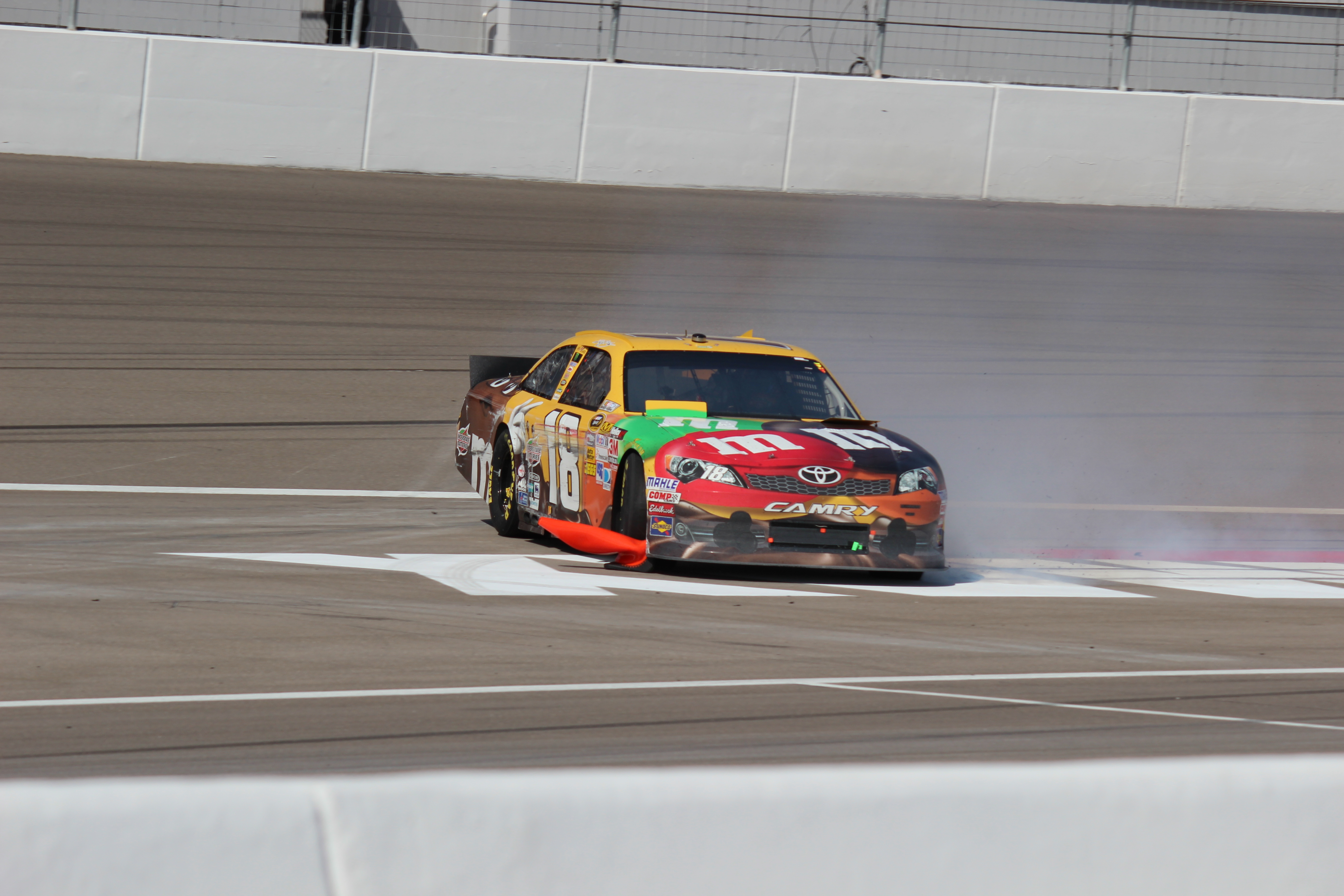
Kyle Busch ve smyku v Las Vegas (2012).

Jeho sezóna ve Sprint Cupu začala vítězstvím v exhibičním závodě Budweiser Shootout, ve kterém sice dvakrát málem boural, ale nakonec dokázal zvítězit ve foto finiši o 0,013 sekundy před druhým Tonym Stewartem. Byl to nejtěsnější dojezd v historii této exhibice. Samotná sezóna ale už tak úspěšná nebyla. Kyle Busch dokázal zvítězit pouze v jednom závodě a to na Richmond International Raceway, kde rozšířil svou sérii vyhraných závodů na této trati na jaře na 4 závody v řadě. Málem vyhrál závod ve Watkins Glen, ale v posledním kole dostal smyk na oleji. Stejně jako v roce 2009, i v roce 2012 se nedokázal probojovat do playoff Chase for the Cup, ze kterého ho tentokrát vyšoupl Jeff Gordon o pouhé 3 body. Navzdory těmto neúspěchům jezdil až překvapivě velmi dobře během všech závodů playoff Chase for the Cup. Sice ani jednou nevyhrál, ale dokázal nasbírat 8 dojezdů v první desítce (top 10) z 10 závodů a málem vyhrál dokonce 4 závody (v Doveru, Martinsvillu, Phoenixu a Homesteadu). A pokud by se Kyle Busch dokázal probojovat do playoff Chase for the Cup, skončil by teoreticky na 2. místě o pouhých 10 bodů za šampiónem Bradem Keselowskim. Sezónu zakončil jako suverénně nejlepší vůz mimo playoff Chase for the Cup na 13. místě.
Smolnou sezónu prožil i v sérii Nationwide, kde poprvé v kariéře nedokázal ani jednou zvítězit navzdory 22 startům. Nejblíže vítězství byl na Kansas Speedway, kde v posledním kole vedl, ale došlo mu palivo. A nebyl to pouze Kyle Busch, kdo se v Toyotě číslo 54 trápil. Jeho bratr Kurt Busch sice dokázal zařídit jediné vítězství týmu Kyle Busch Motorsports na Richmond International Raceway, ale v ostatních závodech se mu také nijak extra nevedlo.
Ani v sérii Camping World Truck se smůla Kyla Busche nepustila. I zde skončil poprvé v kariéře bez jediného vítězství ze 3 startů v Atlantě, Texasu a Homesteadu. V posledním závodě sezóny na Homestead-Miami Speedway to vypadalo, že si Kyle Busch konečně jede pro vítězství, ale Cale Gale ho při nájezdu na cílovou rovinku přistrčil ke zdi a vyhrál ve foto finiši o 0,014 sekundy.

### 2013
Před začátkem sezóny 2013 Kyle Busch oznámil, že se jeho Toyota s číslem 54 v sérii Nationwide přesune do týmu Joe Gibbs Racing a že spolu se svým týmem Kyle Busch Motorsports budou tvořit alianci Joe Gibbs Racing/Kyle Busch Motorsports pro Toyotu číslo 77, kterou dostal na plný úvazek Parker Kligerman.
Kyle Busch začal sezónu vítězstvím ve kvalifikačním závodě na slavnou Daytonu 500. V závodě Daytona 500 mu ale vypověděl službu motor po 150 kolech. Během závodního víkendu na Auto Club Speedway Kyle Busch dominoval závodu nejvyšší série Sprint Cup, ve kterém vedl 125 kol a v posledním kole předjel Dennyho Hamlina a Joeyho Logana, kteří se vzájemně vyřadili ze závodu. O dva závody později si dojel pro 2. vítězství v sezóně na Texas Motor Speedway. V závodě na Darlington Raceway naprosto dominoval, když vedl 265 kol, ale pomalý defekt zapříčinil propad až na 6. místo v cíli. Později bylo zjištěno, že jedna z jeho pneumatik měla po dojezdu do cíle v sobě pouhých 12 liber vzduchu.

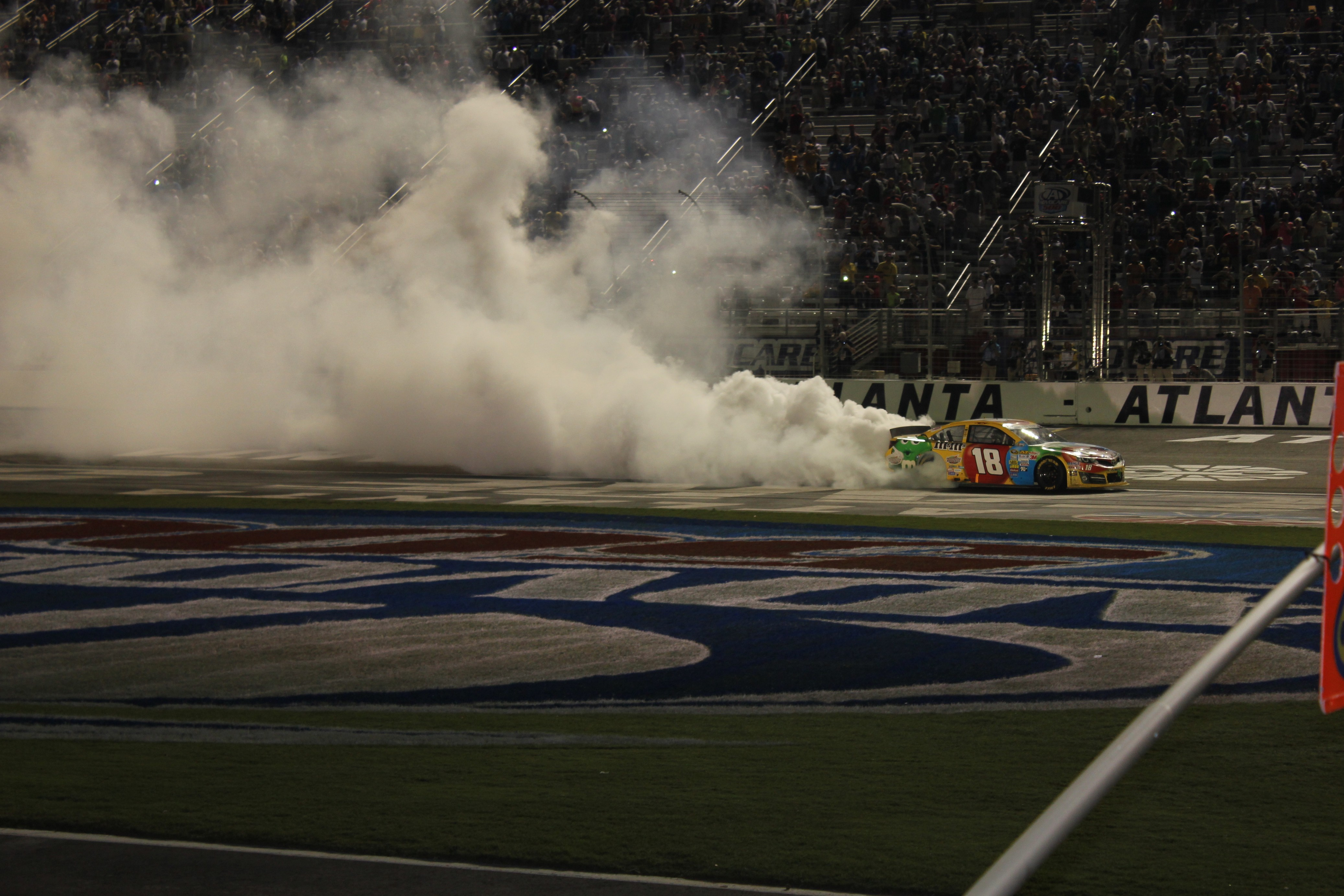
Kyle Busch slaví vítězství na Atlanta Motor Speedway (2013).

V nejdelším závodě sezóny Coca-Cola 600 na Charlotte Motor Speedway se Kylu Buschovi přihodila nečekaná událost. Když ve 121. kole vedl, uvolnil se jeden z kabelů televizní společnosti FOX Sports, která závod vysílala, a spadl na trať u výjezdu ze 4. zatáčky. Uvolněný kabel zranil 10 diváků a několik jezdců včetně Kyla Busche uvolněný kabel přejelo, což způsobilo poškození spodní části vozu. Za normálních okolností není možné provádět na voze pod červenou vlajkou jakékoliv změny, ale tentokrát měly všechny týmy 15 minut na to, aby zkontrolovaly a opravily případná poškození. Ve 258. kole ale Kylu Buschovi selhal motor.
Ve 22. závodě sezóny na Watkins Glen International si Kyle Busch dojel pro 3. vítězství v sezóně a dokázal za sebou udržet dotírajícího Brada Keselowskiho. O 3 závody později získal na Atlanta Motor Speedway své 4. a poslední vítězství v sezóně po správně zvolené strategii na závěr závodu.
S přehledem si zajistil účast v playoff Chase for the Cup, ve kterém podával podobně dobré výsledky jako předchozí rok. Pouze jedno 34. místo na Kansas Speedway zhoršilo jeho pozici v průběžném bodování, jinak si bez větších problémů dojel pro 4. místo v průběžném bodování, což byl jeho zatím nejlepší výsledek. Dokázal nasbírat 7 dojezdů v první desítce z 10 závodů.
V sérii Nationwide se vše vrátilo do zajetých kolejí. Už ve druhém závodě sezóny na Phoenix International Raceway si Kyle Busch dojel pro vítězství, kterým ukončil téměř rok a půl trvající sérii bez jediného vítězství v této sérii. Sezónu ukončil se 26 starty a 12 vítěznými závody ve Phoenixu, Bristolu, Fontaně, Texasu, Darlingtonu, Charlotte, Loudonu, Indianapolisu, Bristolu, Chicagolandu, Charlotte a Phoenixu. Navzdory této dominanci ale skončila Toyota týmu Joe Gibbs Racing s číslem 54 na 2. místě v šampionátu vlastníků za vítězným Fordem týmu Penske Racing s číslem 22, který byl podobně úspěšný a získal titul o pouhý jeden jediný bod.
V sérii Camping World Truck odstartoval Kyle Busch 11 závodů a zvítězil pětkrát (Charlotte, Dover, Bristol, Chicagoland a Homestead). Díky vítězství na Charlotte Motor Speedway ukončil skoro rok a půl trvající sérii bez jediného vítězného závodu a jeho Toyota s číslem 51 vyhrála šampionát vlastníků díky většímu počtu vítězných závodů před druhou Toyotou Matta Craftona s číslem 88, která měla stejný počet bodů.

### 2014
V roce 2014 Kyle Busch oznámil, že bude opět závodit v sérii Nationwide s Toyotou číslo 54 pro tým Joe Gibbs Racing, se kterou se bude dělit se Samem Hornishem, Jr. Také oznámil, že i v sérii Camping World Truck zůstane všechno při starém, tedy opět Toyota s číslem 51, se kterou se bude dělit s Erikem Jonesem.

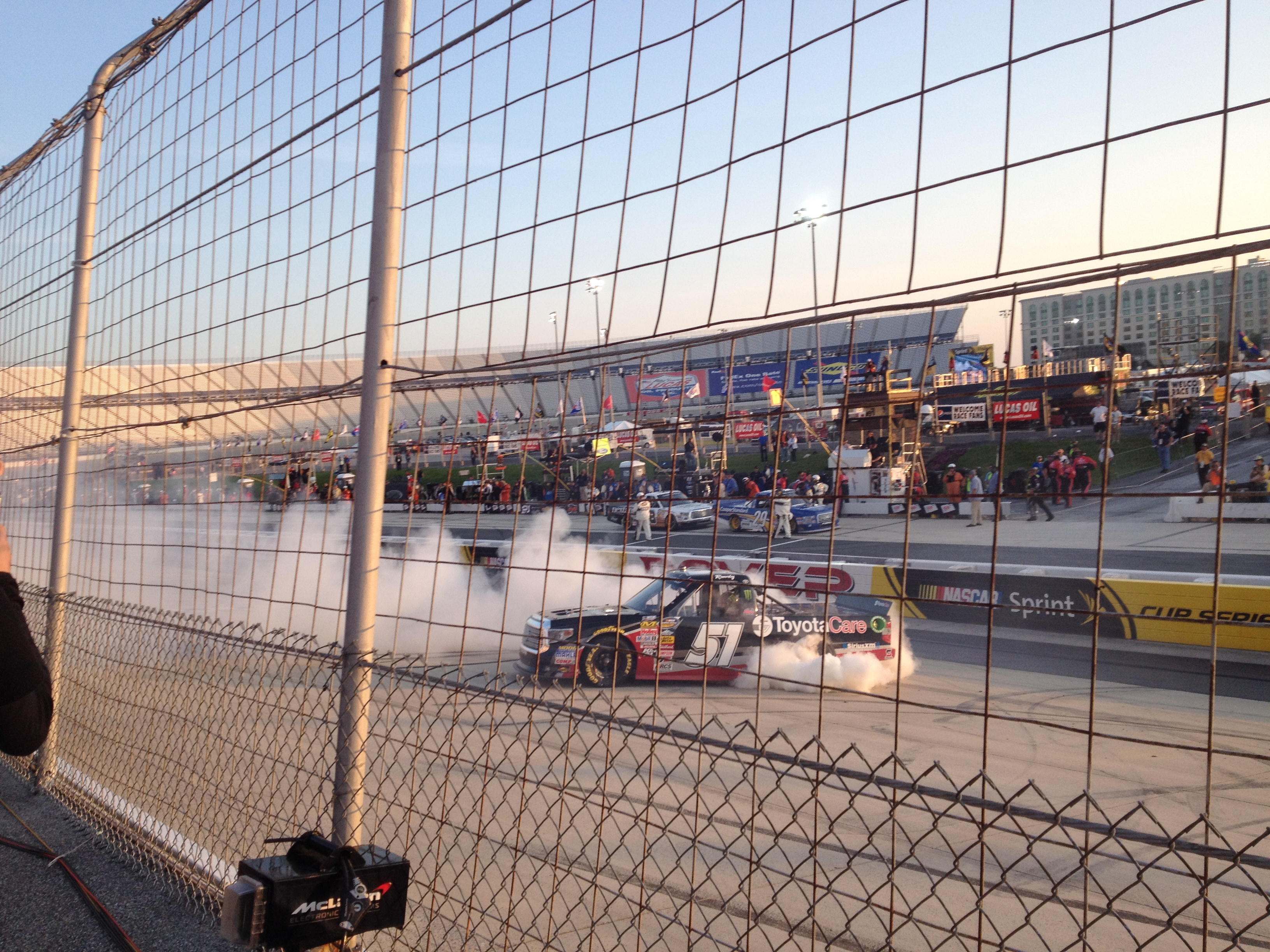
Vítězný Kyle Busch v sérii Trucků v Doveru (2014).

Sezóna 2014 se nezačala vyvíjet zrovna podle ideálních představ. Kyle Busch sice dokázal zvítězit na Auto Club Speedway díky restartu závodu pouhá 2 kola do cíle, ale zbytek sezóny byl pouze a jen marný boj o další vítězství. V závodě na Richmond International Raceway předvedl neskutečnou stíhací jízdu, ve které předjel 13 vozů během několika kol, ale stačilo to pouze na 3. místo. Na Talladega Superspeedway měl dominantní vůz, který ale skončil v obří bouračce. Na Dover International Speedway vedl prvních 81 kol, ale ve 126. kole měl kontakt s Clintem Bowyerem, při kterém narazil tvrdě do zdi. Na Kentucky Speedway vedl závěrečná kola, než ho 16 kol před cílem předjel Brad Keselowski. Na Daytona International Speedway jezdil celý závod v první desítce až do velké bouračky, ve které se vůbec poprvé v kariéře převrátil v nejvyšší sérii na střechu.
Navzdory všem těmto nezdarům se Kyle Busch s přehledem dostal do playoff Chase for the Cup, která měla pro sezónu 2014 nová pravidla a jedno z nich bylo, že stačí vyhrát závod, zůstat v průběžném bodování v top 30 a účast je zaručená. Tam se mu navzdory nezvykle slabšímu vozu dařilo držet krok s vedoucími jezdci jak bodově, tak na trati. Do té doby, než přišel závod na Talladega Superspeedway, ve kterém se držel strategicky vzadu. Jenže při jedné z nehod ho zezadu popostrčil Austin Dillon, Kyle Busch nezvládl řízení a naboural. Pro Kyla Busche to znamenalo vypadnutí z 2. kola playoff Chase for the Cup spolu s koncem nadějí na titul a sezónu dokončil na 10. místě.
Navzdory trochu smolné sezóně v nejvyšší sérii Sprint Cup se sezóna v sérii Nationwide opět povedla. Kyle Busch dokázal zvítězit v 7 závodech (Phoenix, Bristol, Dover, Richmond, Dover, Kansas a Texas) a dokončil všechny závody až na jeden vždy mezi pěti nejlepšími z 26 startů. Bohužel ani takovéto výsledky nestačily v šampionátu vlastníků na Ford Penske Racing s číslem 22, který opět získal titul.
A působení v sérii Camping World Truck také přineslo své ovoce. Kyle Busch startoval v 10 závodech a 7 z nich dokázal vyhrát (Daytona, Kansas, Charlotte, Dover, Kentucky, Chicagoland, Texas). V závodě na Daytona International Speedway si Kyle Busch perfektně načasoval předjížděcí manévr a dokázal zvítězit o 0,016 sekundy před druhým Timothy Petersem. Podobně jako v roce 2009, i v tomto roce se mu povedlo vyhrát 5 závodů v řadě, ve kterých startoval a pro Toyotu s číslem 51 s pomocí velmi mladého Erika Jonese opět získal titul vlastníků.

### 2015
Kyle Busch začal sezónu 2015 druhým místem ve kvalifikačním závodě na slavnou Daytonu 500, ve kterém dominoval, ale penalizace stop-and-go ho odsunula na 23. místo. Po zbytek závodu se snažil dostat zpět do vedení, ale pouze Jimmie Johnson byl lepší a zvítězil.

#### Zranění v Daytoně
21. února 2015 se Kyle Busch zapletl do nehody v závodě série Xfinity (dříve Nationwide) na Daytona International Speedway, ve kterém v rychlosti přes 90 mil za hodinu narazil tvrdě do betonové zdi nezabezpečené SAFER bariérou. Jezdec z vozu sice vylezl bez pomoci a posadil se na hranu kokpitu, ale ihned se snažil lékaře informovat, že má něco s nohama. Lékaři ho opatrně umístili na nosítka a odvezli do nemocnice Halifax. O pár hodin později bylo oznámeno, že Kyle Busch utrpěl masivní otevřenou zlomeninu v dolní části pravé nohy, lehčí zlomeninu levého chodidla a narazil si prst na levé ruce. Matt Crafton byl oznámen jako náhradník za zraněného Kyla Busche pro Daytonu 500 a pro další závody od Atlanty po Talladegu byl oznámen jako náhradní jezdec David Ragan. Na závod v Kansasu byl jako náhradník povolán Erik Jones. Kyle Busch poté 12. března informoval, že se mu daří dobře a dokonce se uzdravuje rychleji, než čekal.
Tato nehoda stejně jako nehoda Jeffa Gordona v Atlantě o týden později po závodě Daytona 500 zapříčinila, že většina tratí, na kterých se závody NASCAR konají, chtěla okamžitě nainstalovat SAFER bariéry po celé délce trati. Vedení závodu série Xfinity v Daytoně téměř okamžitě převzalo veškerou zodpovědnost za nehodu se slovy, že je to jejich chyba, ty SAFER bariéry tam měly být a okamžitě s tím začneme něco dělat.
Kyle Busch se poprvé od nehody veřejně ukázal 15. dubna. Přijel na invalidním vozíku a vysvětlil, že ta nehoda byla jeho chyba, protože moc tlačil na pilu. Téměř okamžitě po nárazu věděl, že si zlomil pravou nohu. Proslov zakončil slovy, že se samozřejmě chce vrátit k závodění co nejrychleji, ale také nechce nic uspěchat, protože má před sebou ještě dlouhou kariéru.

#### Návrat
12. května 2015 oznámil Kyle Busch prostřednictvím Twitteru, že se vrací k závodění a že pojede exhibiční závod All-Star na Charlotte Motor Speedway. Jeho návrat dopadl dobře a v exhibičním závodě si dojel pro 6. místo. Vedení NASCAR také oznámilo, že pokud Kyle Busch dokáže během zbývajících 15 závodů do začátku playoff Chase for the Cup vyhrát alespoň jeden závod a bude v průběžném bodování mezi nejlepšími 30, bude se moct zúčastnit souboje o titul navzdory tomu, že musel vynechat 11 závodů sezóny. Následující závody byly jako na houpačce. V nejdelším závodě Coca-Cola 600 v Charlotte dokončil všechna kola a skončil na 11. místě. V Doveru se pohyboval v první desítce do té doby, než měl kontakt s pomalejším vozem o kolo zpět a skončil na 36. místě. V Poconu si dojel bez větších problémů pro 9. místo. V Michiganu ztratil nad vozem kontrolu a narazil do zdi, což mělo za následek poslední 43. místo.

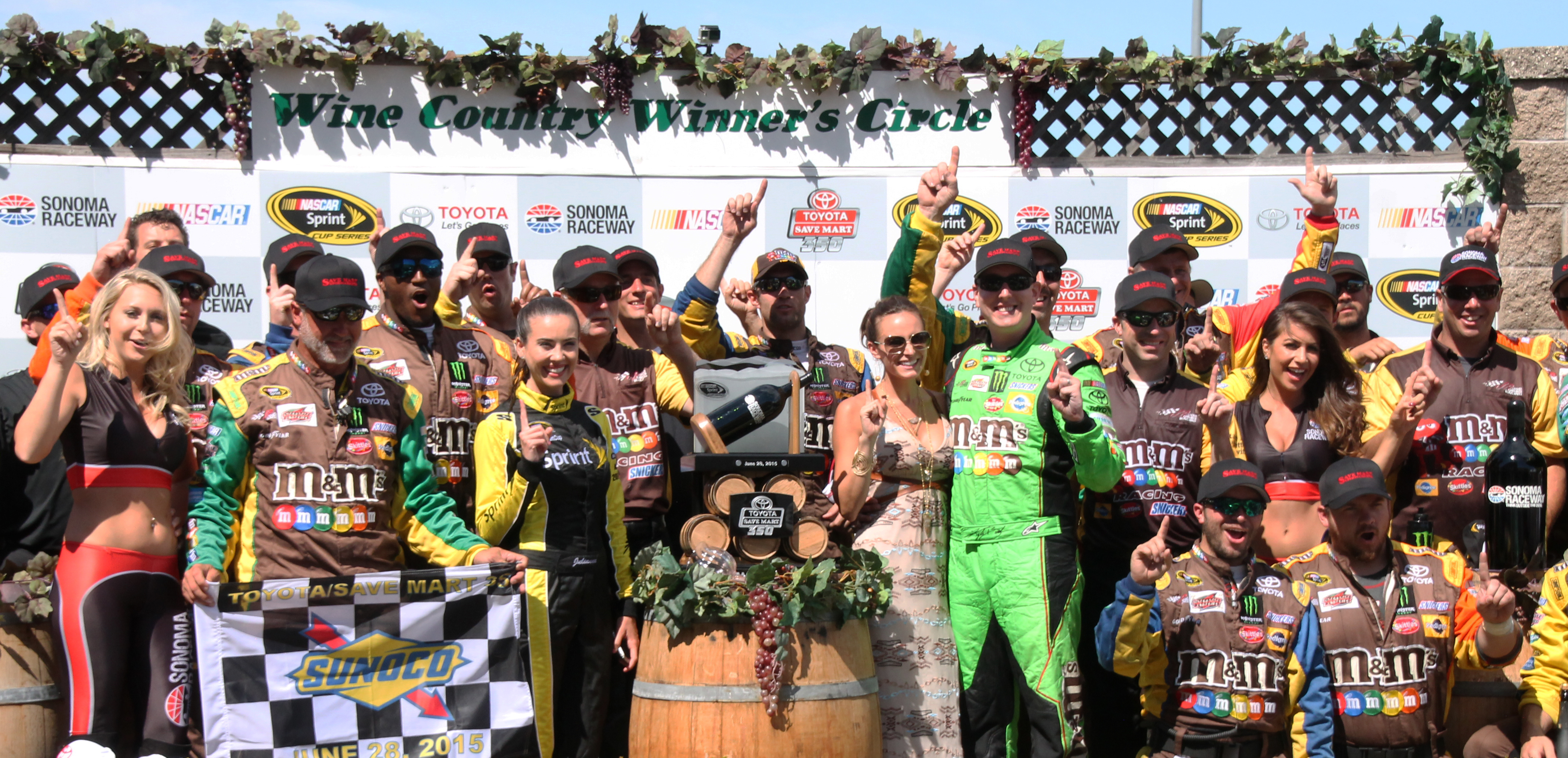
Vítězný návrat Kyla Busche po zranění (Sonoma 2015).

Zlí jazykové začali pomalu prohlašovat, aby se radši na nějaké honění za titulem vykašlal a radši se dal dohromady pro příští sezónu, protože očividně není v pohodě. Kyle Busch ale v závodě na klasické trati Sonoma Raceway všem ukázal, že na kritiku neslyší. Dokázal si dojet pro první vítězství v sezóně a vše, co musel udělat, bylo už jen dostat se mezi nejlepších 30 jezdců v průběžném bodování. Příští závod v Daytoně "přežil" a dojel si pro 17. místo. Následující 3 závody byly ale jen pouhopouhá The Kyle Busch Show. V Kentucky si dojel pro 2. vítězství v sezóně, na které navázal hned v dalším závodě v Loudonu a hatrick zakončil prvním vítězstvím na slavné Indianapolis Motor Speedway. Během 5 závodů tak Kyle Busch dokázal zvítězit hned čtyřikrát a stáhnout obrovskou bodovou ztrátu -173 bodů na pouhých -23 bodů na 30. jezdce v průběžném bodování. A vůbec poprvé v kariéře dokázal vyhrát 3 po sobě jdoucí závody v nejvyšší sérii. Kyle Busch si dokázal matematicky zajistit účast jeden závod před začátkem playoff na Darlington Raceway.
Závody v playoff Chase for the Cup pojal Kyle Busch metodou "radši dobré výsledky než bezhlavé honění se za výhrami, které nemusí skončit dobře". Takto překonal všechny nástrahy playoff a probojoval se až do posledního kola, které se tradičně konalo na Homestead-Miami Speedway. V závodě dokázal zvítězit a získal tak svůj první titul v nejvyšší sérii Sprint Cup. Po závodě se rovněž objevily velké spekulace o tom, jestli bylo moudré nechat někoho, kdo vynechal 11 závodů v sezóně, závodit o titul.
Kyle Busch se také zúčastnil opět několika závodů v sériích Xfinity a Camping World Truck. Původně měl jet opět 26 závodů v sérii Xfinity, ale jeho zranění v Daytoně změnilo plány a tak startoval pouze v 15 závodech, ze kterých si odnesl 6 vítězství z Michiganu, Indianapolisu, Bristolu, Chicagolandu, Kansasu a Phoenixu. Jeho vítězství v Michiganu byl první start v této sérii od zranění v Daytoně. A s jeho pomocí skončila Toyota s číslem 54 opět na druhém místě v šampionátu vlastníků opět za vítězným Fordem Penske Racing s číslem 22.
V sérii Camping World Truck odjel pouze 4 závody a 2 z nich vyhrál (Pocono a Michigan). Měl ale důvod k radosti, protože jeho svěřenec Erik Jones dokázal získat titul nejlepšího jezdce sezóny, titul nejlepšího nováčka roku a také titul vlastníků. Jednalo se o vůbec první titul nejlepšího jezdce sezóny pro tým Kyle Busch Motorsports a o už 4. titul vlastníků za 6 let existence týmu (dokonce o 3. titul vlastníků v řadě).

### 2016
Předtím, než sezóna vůbec začala, oznámil Kyle Busch, že se už nikdy nehodlá účastnit závodů série Xfinity a Camping World Truck na tratích Daytona International Speedway a Talladega Superspeedway z bezpečnostních důvodů, které by mohly ohrozit jeho primární kariéru v nejvyšší sérii Sprint Cup. Sezónu začal vítězstvím ve kvalifikačním závodě na slavnou Daytonu 500. V prvních 4 závodech v Daytoně, Atlantě, Las Vegas a Phoenixu nasbíral dvě 3. a dvě 4. místa, díky čemuž se stal vedoucím mužem průběžného bodování. Po neúspěšném závodě ve Fontaně, kde mu praskla pneumatika 2 kola před cílem, když jezdil na druhém místě, dokázal Kyle Busch vést enormních 352 z 500 kol a vůbec poprvé v kariéře zvítězit na Martinsville Speedway. Na toto vítězství navázal za týden triumfem na Texas Motor Speedway.

V Bristolu Kylu Buschovi praskla třikrát pneumatika, což zapříčinilo 38. místo v cíli a v Richmondu si jel pro své 3. vítězství v sezóně, jenže jeho týmový kolega Carl Edwards ho odstrčil v poslední zatáčce posledního kola z cesty a zvítězil. Následující závod v Talladeze dokončil sice na druhém místě, ale spolu s několika dalšími jezdci se kriticky vyjádřil ohledně závodění na těchto dlouhých tratích, že stojí za nic takhle zbytečně riskovat, když pomalu vůz za vozem létá vzduchem. 35 ze 40 vozů se totiž buď zapletlo do nehody, nebo utrpělo nějaké poškození. Chuť si spravil vůbec prvním vítězstvím na Kansas Speedway, kde se v minulosti velmi trápil a smůla se mu lepila na paty, kde se dalo. Díky tomuto vítězství se stal jediným aktivním jezdcem, kterému chybělo zvítězit pouze na dvou tratích z celkových 23 v závodním kalendáři. V Kylově případě Charlotte Motor Speedway a Pocono Raceway. 

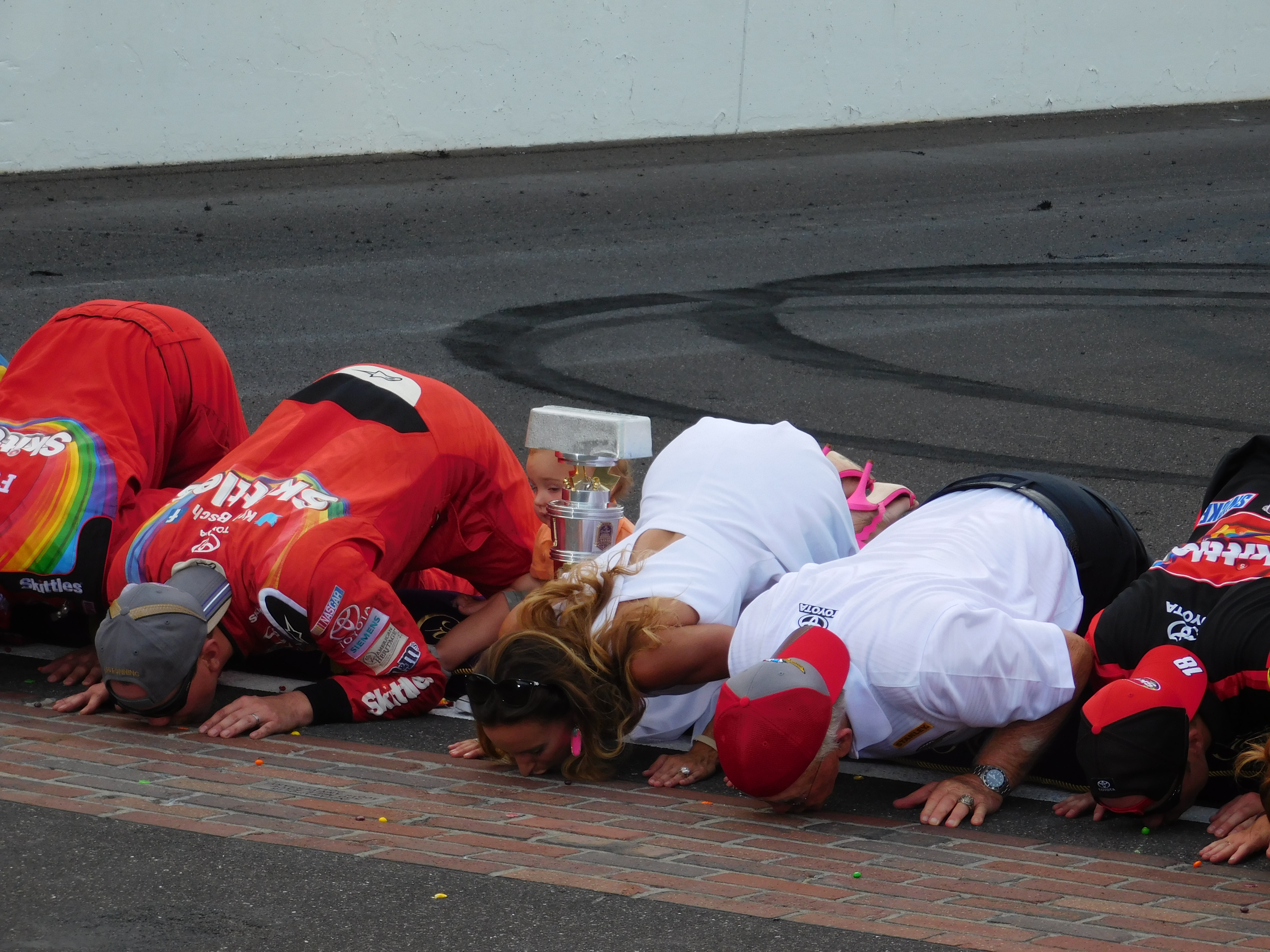
Vítězný Kyle Busch dodržuje tradici - po svém vítězství spolu s týmem líbá cihly (Indianapolis 2016).

Následující 4 závody v Charlotte, Doveru, Poconu a Michiganu nasbíral Kyle Busch vždy 30. a horší místo. Chuť si spravil až v závodě na Indianapolis Motor Speedway, kde jako první jezdec v historii vyhrál jak Pole Position, tak závody série Xfinity a Sprint Cup. Do toho Kyle Busch vyhrál ještě všechny tréninky včetně zahřívacího závodu v sérii Xfinity a jeden ze dvou tréninků v sérii Sprint Cup. V závodě série Sprint Cup vedl rekordních 149 ze 170 kol.
V závodě na Bristol Motor Speedway vedl 252 z prvních 419 kol, jenže pomalu ztrácel nad svým vozem kontrolu, až dostal smyk a Justin Allgaier se mu nedokázal vyhnout. Kyle Busch se kriticky vyjádřil, že Allgaier a jeho spotter jsou ti největší blbouni široko daleko, když okamžitě nezpomalí, jakmile zavlaje žlutá vlajka.
Kyle Busch si díky 4 výhrám zajistil účast v playoff Chase for the Cup, ve kterém předváděl opravdu neskutečné výkony. Neměl ani jeden velký problém s vozem a v každém z 10 závodů playoff kromě Talladegy, kterou úmyslně bojkotoval z důvodu slušného bodového náskoku na postup do dalšího kola, získal dojezd mezi 10 nejlepšími. Přidal se tak k Jeffu Gordonovi, Carlu Edwardsovi, Jimmiemu Johnsonovi, Martinu Truexu, Jr. a svému bratrovi Kurtu Buschovi jakožto jediní jezdci, kteří za celou historii playoff také dokázali dokončit 9 z 10 závodů mezi 10 nejlepšími. V posledním závodě sezóny v Homesteadu dojel na 6. místě a v šampionátu obsadil 3. místo. Ale pokud by ještě teoreticky platila stará pravidla playoff Chase for the Cup, Kyle Busch by se stal šampiónem o 5 bodů před druhým Joeym Loganem.
V sérii Xfinity startoval Kyle Busch v 17 závodech a dokázal zvítězit hned desetkrát (v Atlantě, Las Vegas, Phoenixu, Texasu, Kentucky, Loudonu, Indianapolisu, Richmondu, Kansasu a Phoenixu). V závodě ve Fontaně v posledním kole vedl a jel si pro 4. vítězství v řadě, ale praskla mu levá přední pneumatika. Jeho týmový kolega Daniel Suarez ho předjel, ale vzápětí mu došlo palivo, takže Kyle Busch opět převzal vedení. A při výjezdu ze 4. zatáčky ho dokázal dojet a předjet Austin Dillon, který zvítězil. Kyle Busch nebyl po závodě vůbec nadšený z toho, že úlomky z jeho pneumatiky mohly snadno ohrozit ostatní vozy, ale závod se dojel pod zelenou vlajkou. Dokonce obvinil vedení závodu z toho, že úmyslně nevyvěsilo žlutou vlajku, aby nezvítězil. Kyle Busch dostal pokutu 10 tisíc dolarů a podmínku na 4 závody.
V sérii Camping World Truck startoval opět pouze ve 4 závodech a opět 2 z nich vyhrál. Tentokrát dokázal vůbec poprvé zvítězit na Martinsville Speedway a později v sezóně přidal ještě druhé vítězství na Chicagoland Speedway.

### 2017
Kyle Busch zahájil sezónu 2017 bouračkou v závodě Daytona 500, když mu praskla zadní pneumatika, narazil do zdi a způsobil hromadnou havárii. V rozhovoru se poté kriticky vyjádřil k pneumatikám Goodyear, že moc v sobě neumí držet vzduch. Po 16. místě v následujícím závodě v Atlantě se během závodu Kobalt Tools 400 v Las Vegas dostal do kontaktu s Joeym Loganem při souboji o pozici v top 5. Po kontaktu se vůz Kyla Busche roztočil a zastavil se na boxové uličce. Po závodě si to Kyle Busch namířil k Joeymu Loganovi a bez jakýkoliv slov se ho pokusil udeřit pěstí do obličeje. Mechanici Joeyho Logana Kyla Busche zpacifikovali a Kyle utrpěl během šarvátky krvavou ránu na čele. V rozhovoru se poté vyjádřil, že ho Joey Logano prostě a jednoduše popostrčil a takhle holt Joey závodí, takže to schytá. Bylo to vůbec poprvé v kariéře Kyla Busche, co se rozhodl si to s někým vyříkat z očí do očí pěstmi.
V příštím závodě ve Phoenixu vedl Kyle Busch nejvíc kol (114) a závěrečná kola, jenže Joeymu Loganovi praskla pneumatika a závod byl přerušen žlutou fází. Toho využil Ryan Newman, který nezajel k mechanikům pro čerstvé pneumatiky a dojel si pro vítězství. Kyle Busch dojel na 3. místě. Tento závod odstartoval smolnou sérii Kyla Busche, kdy byl velmi blízko výhře, ale ta ne a ne přijít v následujících závodech. Po 8. místě z Fontany vedl nejvíc kol v závodě v Martinsvillu (274), jenže dojel na 2. místě za vítězným Bradem Keselowskim. Po třech méně vydařených závodech v Texasu, Bristolu a Richmondu vedl závěrečná kola v Talladeze, ale byl v posledních kolech předjet Rickym Stenhousem, Jr., který si dojel pro první vítězství v kariéře. Po solidním 5. místě z Kansasu si Kyle Busch dojel pro první vítězství v All Star závodě (nebodovaná exhibice, ve které se závodí o 1 milión dolarů), jenže v nejdelším závodě Coca-Cola 600 skončil na 2. místě za vítězným Austinem Dillonem, který dokázal ušetřit dostatek paliva. Kyle Busch byl po závodě docela naštvaný, že se našel "nějaký blbec", kterému vyšel risk s palivem. Na tiskové konferenci jen sarkasticky prohlásil: "Nejsem překvapen vůbec ničím. Gratuluji...". Po ne příliš vydařeném závodě v Doveru skončil po chybné strategii v Poconu na 9. místě, kde vedl nejvíc kol (100). Poslední smolný závod pro něj byl v Indianapolisu, kde s Martinem Truexem, Jr. bojoval o vítězství, ale ten udělal chybu, roztočil se a strhl Kyla Busche s sebou do zdi.

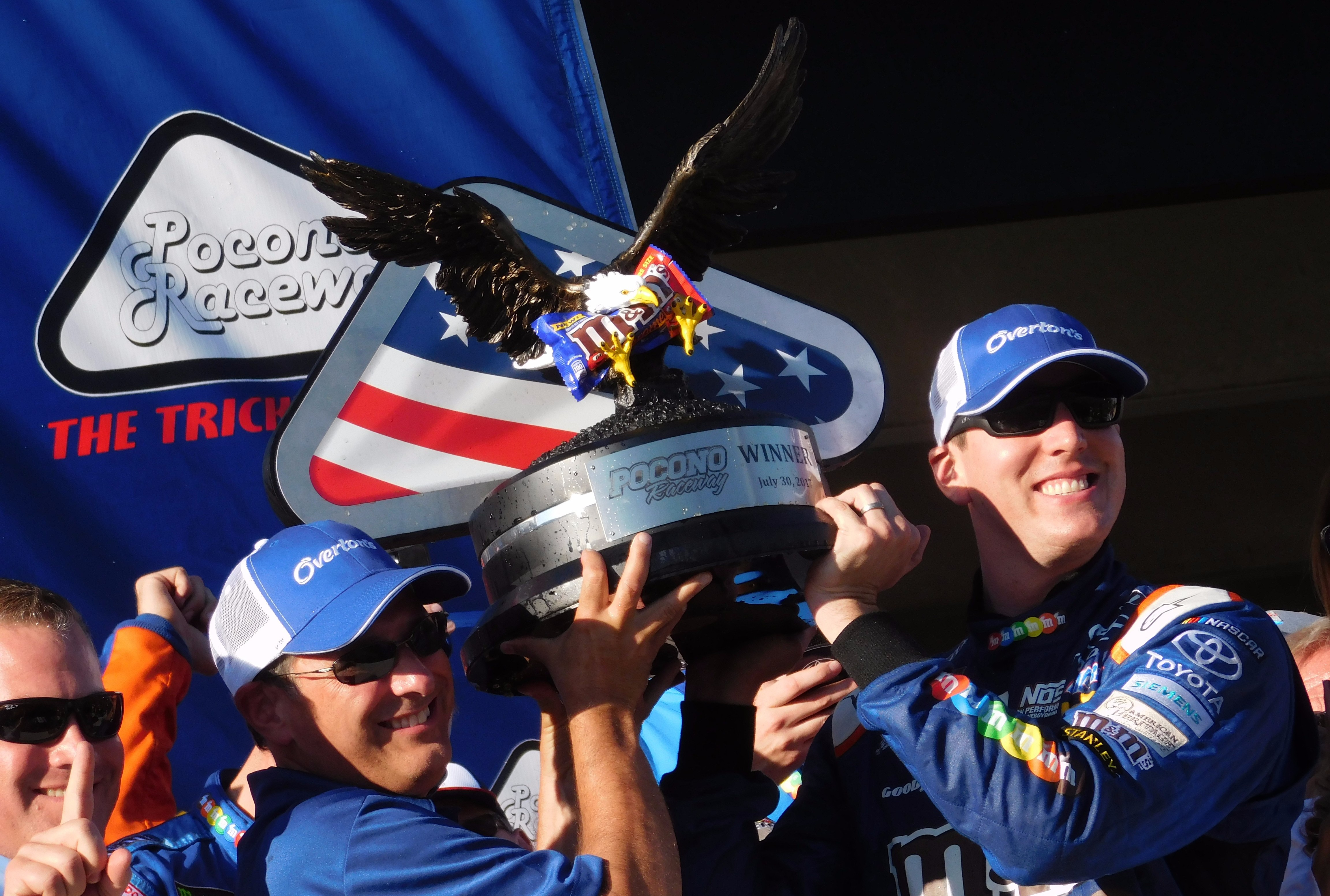
Kyle Busch po vítězství na Pocono Raceway (2017).

V následujícím závodě v Poconu ale Kyle Busch konečně prolomil smůlu – po ne příliš vydařené poslední zastávce v boxech ztrácel na vedoucí vozy 6 sekund, které během pár kol dojel, předjel a ujel jim o dalších 6 sekund. Dojel si pro 39. vítězství v kariéře a stal se historicky prvním jezdcem nejvyšší série, který dokázal vyhrát na všech tratích včetně nebodovaných závodů. Podobný úspěch už kdysi dokázali získat Richard Petty, Cale Yarborough a David Pearson, jenže všem těmto jezdců pomohl fakt, že vedení NASCAR stáhlo ze závodního kalendáře trať, na které ještě nevyhráli. Kyle Busch byl prvním, který to dokázal bez pomoci vedení NASCAR. Díky tomuto vítězství mu chybělo vyhrát pouze v Charlotte. V závodě v Bristolu byl Kyle Busch lepší v předjíždění pomalejších vozů než Erik Jones, dojel si pro 2. vítězství v sezóně a podruhé v kariéře dokázal vyhrát všechny 3 závody během jednoho víkendu (poprvé v roce 2010).
Po závodě v Richmondu Kyle Busch postoupil do playoff a už ve 2. závodě v Loudonu dokázal zvítězit. Zajistil si tak postup do dalšího kola, ale Kyle Busch vyhrál i následující závod v Doveru, ve kterém během závěrečných kol dokázal dojet a předjet vedoucího Chase Elliotta. Druhým kolem playoff se Kyle Busch spíše protrápil – v Charlotte skončil až na 29. místě a v Talladeze se zapletl do velké bouračky a skončil na 27. místě. V posledním závodě 2. kola v Kansasu dojel na solidním 10. místě a to mu stačilo na postup dál. Třetí kolo playoff zahájil Kyle Busch vítězstvím v Martinsvillu, které mu zaručilo postup do finále v Homesteadu. Zbývající závody v Texasu a Phoenixu dokončil na 19. a 7. místě. V posledním závodě sezóny v Homesteadu dojel na 2. místě za vítězným Martinem Truexem, Jr. a v šampionátu také obsadil 2. pozici. Kyle Busch tak zakončil sezónu s 5 výhrami a 2023 koly strávenými ve vedení.
V sérii Xfinity a Camping World Truck byly pro sezónu 2017 nově zavedeny limity pro jezdce z nejvyšší série, kteří zde mají více než 5 let zkušeností (10 závodů v Xfinity a 7 závodů v Trucích, žádné playoff závody). Kyle Busch tak mohl startovat pouze v 10 závodech. Hned ve svém prvním startu si dojel pro vítězství v Atlantě, na které poté navázal vítězstvími v Kentucky a Loudonu. Ve Watkins Glen si dojel pro první vítězství na této klasické trati a poslední 5. vítězství získal v Bristolu. Kyle Busch také během sezóny prohlásil, že hodlá ukončit své působení v Xfinity Series poté, co zde získá své 100. vítězství. Nezapomněl ale dodat, že pokud ho bude jeho šéf Joe Gibbs potřebovat, bude velmi ochotný čas od času nějaký závod odstartovat.
V sérii Camping World Truck oproti minulému roku navýšil Kyle Busch svůj počet závodů na maximum, které může odstartovat (7). Dokázal zvítězit v Kansasu, kde mu pomohly problémy s motorem vedoucího Bena Rhodese. Následující závod v Charlotte také vyhrál a poslední 3. vítězství přidal v Bristolu. Svůj počet vítězství dokázal navýšit na 49 a pouze 2 další vítězství mu chyběly na vyrovnání rekordmana této série, Rona Hornadayho, Jr., který má 51 vítězství.

### 2018
Sezóna roku 2018 začala pro Kyla Busche bouračkou v závodě Daytona 500. Byl ale schopen s vozem dojet ke svým mechanikům, kteří jeho vůz opravili a nakonec skončil v závodě na 25. místě se ztrátou 7 kol na vítězného Austina Dillona. Po 7. místě z Atlanty skončil dvakrát druhý za vítězným Kevinem Harvickem v Las Vegas a na ISM Raceway (původně Phoenix International Raceway). V následujícím závodě ve Fontaně skončil na 3. místě a po dalším 2. místu z Martinsvillu převzal Kyle Busch vedení v průběžném bodování. V příštím závodě v Texasu dokázal zvítězit, když za sebou dokázal udržet dotírajícího Kevina Harvicka a získal tak své 44. vítězství, čímž vyrovnal Billa Elliotta, šampióna z roku 1988. Následující závod v Bristolu, který byl kvůli dešti dojet až v pondělí, také vyhrál, když v závěrečných kolech předjel Kyla Larsona a po ne příliš vydařené kvalifikaci na závod v Richmondu (startoval až 32.) dokázal znovu zvítězit a podruhé v kariéře se mu povedlo vyhrát 3 závody v řadě v nejvyšší sérii Monster Energy Cup (dříve Sprint Cup, poprvé v roce 2015). V Talladeze měl Kyle Busch šanci vyhrát dokonce 4 závody v řadě, ale závod dokončil na 13. místě. V závodě v Doveru skončil až na 35. místě po problémech s hnacím ústrojím a závod v Kansasu dokončil na 10. místě.
V nejdelším závodě sezóny Coca-Cola 600 v Charlotte Kyle Busch naprosto dominoval – vedl neskutečných 372 ze 400 kol, vyhrál všechny 3 etapy závodu a s přehledem si dojel pro vůbec první vítězství v nejvyšší sérii Monster Energy Cup na této trati. Díky tomuto vítězství se stal prvním jezdcem v historii, který dokázal zvítězit v nějaké sérii na všech tratích, na kterých odstartoval aspoň jeden závod. Následující 3 závody v Poconu, Michiganu a Sonomě dokončil Kyle Busch na 3., 4. a 5. místě. V Chicagolandu vedl závěrečná kola, jenže Kyle Larson se velmi rychle přibližoval a v posledním kole dokázal Kyla Busche dojet. Zkusil ho agresivně předjet vnitřní stopou v 1. a 2. zatáčce, jenže jel příliš rychle a následoval kontakt s Kylem Buschem, který se jen díky SAFER bariéře nedostal s vozem do smyku. Kyle Larson se dokázal dostat před Kyla Busche, jenže ten mu tento kontakt oplatil tvrdším popostrčením zezadu ve 3. a 4. zatáčce, což poslalo Kyla Larsona do smyku a Kyle Busch narazil do zdi. Jelikož ale byl na 3. místě jedoucí Kevin Harvick daleko, dokázal Kyle Busch s poškozeným vozem projet pod šachovnicovou vlajkou jako první a zvítězit. Po závodě v rozhovoru prohlásil, že jestli někteří diváci mají problém s tímto stylem závodění, tak ať radši vůbec NASCAR nesledují. Narážel tím na to, že dosavadní závody neměly ani jednu vzrušující bitvu o vítězství v posledních kolech. V Daytoně skončil po bouračce až na 33. místě a v Kentucky si dojel pro 4. místo.

V závodě v Loudonu vedl Kyle Busch závěrečná kola, jenže ho dokázal dojet Kevin Harvick a nejprve ho lehce popostrčil, aby ho předjel. Povedlo se mu dostat se téměř bok po boku vedle Kyla, ale poté začal do zatáčky brzdit trochu víc, aby se dostal znovu za něj a popostrčil ho podruhé. Tentokrát ale až tak, že Kyla Busche úplně rozhodil. Kevin Harvick si tak v klidu dojel pro vítězství a po závodě neměl Kyle Busch s těmito dvěma manévry až překvapivě žádný problém, protože je považoval za normální tvrdší závodění o vítězství. Kyle Busch si o týden později dojel už pro 6. vítězství v sezóně v Poconu a díky tomuto 49. vítězství vyrovnal další legendu v počtu výher – tentokrát to byl Tony Stewart. Poté ve Watkins Glen dojel Kyle Busch na 3. místě navzdory tomu, že se jeho mechanikům nepodařilo vůz plně natankovat a musel tak absolvovat jednu zastávku v boxech navíc. V následujícím závodě v Michiganu skončil na 3. místě a v Bristolu dojel na 20. místě se ztrátou 3 kol po problémech v závěrečných kolech závodu. Poslední dva závody v Darlingtonu a Indianapolisu před playoff dokončil na 7. a 8. místě a zajistil si tak titul šampióna regulérní části sezóny před playoff. 

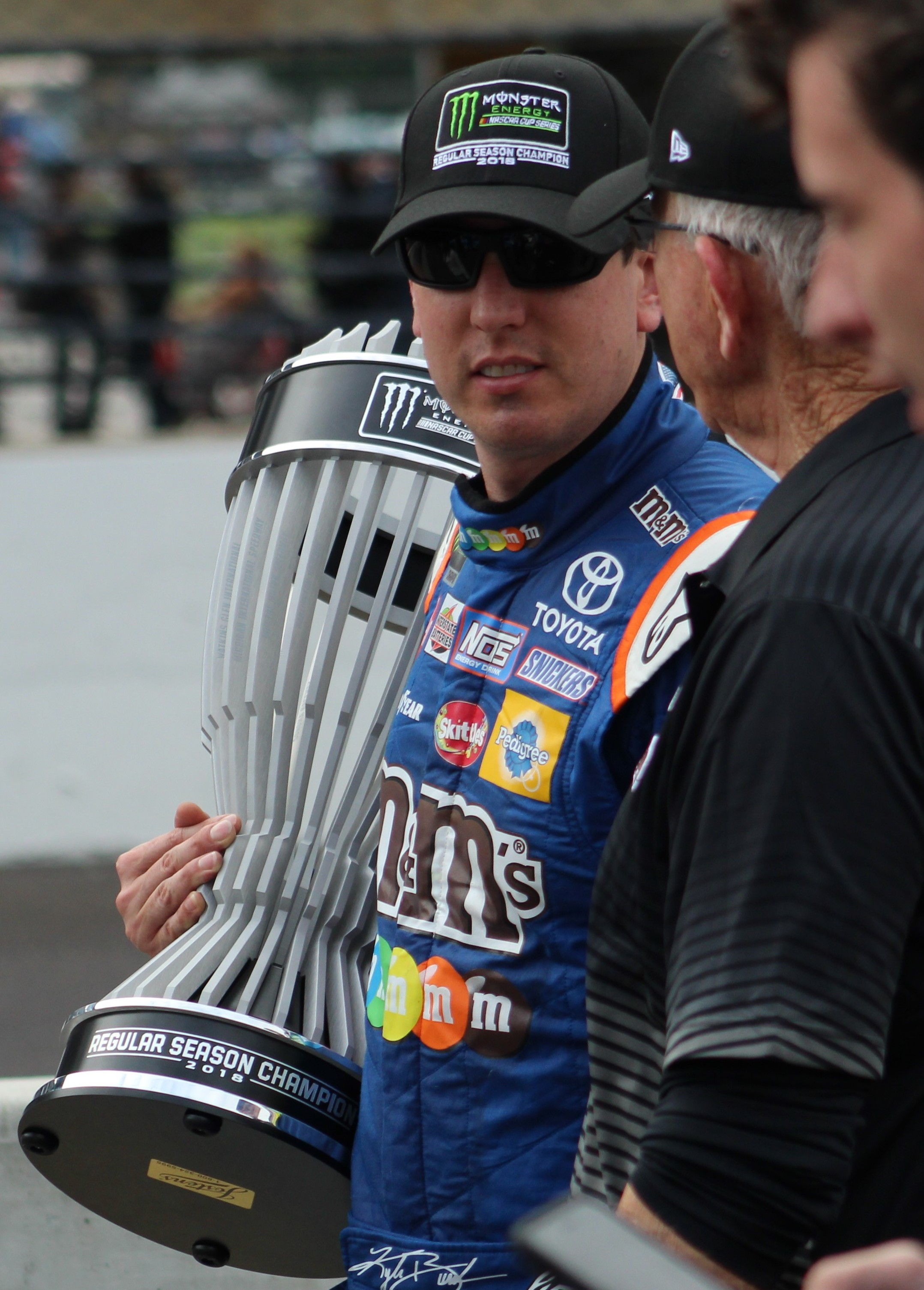
Kyle Busch s trofejí šampióna regulérní části sezóny (2018).

Do playoff Kyle Busch suverénně postoupil spolu s Kevinem Harvickem na prvním místě se 6 výhrami a 50 extra body. V prvním kole dojel v Las Vegas na 7. místě a hned v následujícím závodě v Richmondu dokázal vyhrát už svůj jubilejní 50. závod, čímž vyrovnal Neda Jarretta s Juniorem Johnsonem, zajistil si postup do druhého kola a také se stal prvním jezdcem, který dokázal získat alespoň 50 vítězství ve všech třech nejvyšších sériích NASCAR. Také se mu povedlo získat své 7. vítězství v sezóně a vyhrát oba závody v Richmondu. Poslední závod prvního kola na nové trati Charlotte Roval dokončil až na 32. místě po nehodě v závěrečných kolech závodu. Ve druhém kole skončil Kyle Busch v Doveru na 8. místě, v Talladeze se musel spokojit se 26. místem a v posledním závodě druhého kola v Kansasu dojel na 2. místě, což stačilo na postup dál. Ve třetím kole dojel Kyle Busch v Martinsvillu na 4. místě a v následujícím závodě v Texasu se sice trochu trápil, ale nakonec dokázal dojet alespoň na 17. místě. V dalším závodě ve Phoenixu, respektive na ISM Raceway, si ale spravil chuť už 8. vítězstvím v sezóně (vyrovnal tak své maximum z roku 2008, kdy také dokázal zvítězit osmkrát), zaručeným postupem do finále v Homesteadu a faktem, že jeho číslo vozu (18) dokázalo kromě nové tratě Charlotte Roval vyhrát také úplně všude jako jeho jezdec. Phoenix, respektive ISM Raceway, byla jediná současná trať, kde číslo 18 do té doby s nikým nevyhrálo. V posledním závodě sezóny v Homesteadu dojel na 4. místě a v šampionátu také obsadil 4. pozici. Kyle Busch tak zakončil svou zatím nejlepší sezónu s 8 vítězstvími, 22 dojezdy v top 5, 28 dojezdy v top 10 a teoretickým titulem šampióna, pokud by žádný systém playoff neexistoval.
V sérii Xfinity a Camping World Truck byly pro sezónu 2018 zpřísněny limity oproti loňskému roku pro jezdce z nejvyšší série, kteří zde mají více než 5 let zkušeností (z 10 na 7 závodů v Xfinity a ze 7 na 5 závodů v Trucích, opět žádné playoff závody). Kyle Busch tak mohl startovat už pouze v 7 závodech. Ve svém prvním závodě v Las Vegas překvapivě nevedl ani jedno kolo a skončil až na 14. místě bez jakýchkoliv problémů. Ve svém 2. a 3. startu na ISM Raceway a v Charlotte už vedl nějaká kola, ale stačilo to pouze na 3. a 8. místo. Až ve svém 4. startu v Poconu si Kyle Busch spravil chuť a povedlo se mu vyhrát už svůj 92. závod. V 5. a 6. startu v Michiganu a v Kentucky dojel na 6. a 3. místě a svůj poslední 7. závod musel předčasně ukončit kvůli nehodě a skončil až na 36. místě. Ze 7 startů tak dokázal Kyle Busch zvítězit pouze jednou.
V sérii Camping World Truck se musel Kyle Busch spokojit pouze s 5 závody. Ve svém prvním startu v Atlantě vedl závěrečná kola, jenže přišla žlutá fáze, zajel spolu s ostatními ke svým mechanikům pro čerstvé pneumatiky a po opuštění boxové uličky mu upadlo kolo, které mechanici zapomněli pořádně upevnit. Musel se tedy spokojit až s 21. místem. Kyle Busch si pak v následujícím závodě v Las Vegas spravil chuť už jubilejním 50. vítězstvím. Svůj 3. a 4. start v Kansasu a v Charlotte dokončil na 2. místě a ve svém posledním 5. startu v Poconu dokázal zvítězit a přepisovala se historie. Kylovo vítězství v Poconu bylo už jeho 51. a vyrovnal tak rekordmana této série, Rona Hornadayho, Jr., kterému se také povedlo vyhrát 51 závodů.

### 2019
Kyle Busch začal sezónu 2019 druhým místem v závodě Daytona 500, ve kterém vedl závěrečná kola, ale 3 velké bouračky v závěru závodu zamíchaly pořadím a poslední restart se mu příliš nevydařil, čehož využil Denny Hamlin, který nakonec zvítězil. V následujícím závodě v Atlantě dojel na 6. místě a v Las Vegas skončil třetí. V dalším závodě ve Phoenixu, respektive na ISM Raceway, dokázal Kyle Busch zvítězit a na toto vítězství navázal hned v následujícím závodě ve Fontaně 53. výhrou v nejvyšší sérii Monster Energy Cup, ale hlavně 200. výhrou napříč všemi 3 nejvyššími sériemi NASCAR, čímž vyrovnal rekord "Krále NASCAR" Richarda Pettyho, který má také na svém kontě nejen 200 vítězství v nejvyšší sérii NASCAR, ale i 200 vítězství napříč sériemi. Po jubilejním 200. vítězství napříč sériemi dojel v Martinsvillu na 3. místě a závod v Texasu dokončil na 10. místě, čímž si jen tak tak zachránil svou sérii top 10 dojezdu v každém závodě od začátku sezóny. V následujícím závodě v Bristolu Kyle Busch zvítězil a získal své 54. vítězství v nejvyšší sérii NASCAR, čímž vyrovnal legendárního Lee Pettyho, trojnásobného šampióna z let 1954, 1958 a 1959. Díky tomuto vítězství také stanovil nový rekord moderní éry v podobě 7 závodních víkendů v řadě, ve kterých dokázal vyhrát alespoň jeden závod, čímž překonal svůj původní rekord z roku 2009 a také rekordy Harryho Ganta z roku 1991 a Kevina Harvicka z roku 2015, kdy všichni tito jezdci dokázali vyhrát alespoň jeden závod ve 4 závodních víkendech v řadě napříč sériemi. Kyle Busch totiž vyhrál závod Trucků v Atlantě, závody Trucků a Xfinity v Las Vegas, závody Xfinity a Cupu na ISM Raceway, závod Cupu ve Fontaně, závod Trucků v Martinsvillu, závody Trucků a Xfinity v Texasu a závod Cupu v Bristolu.

V Richmondu skončil Kyle Busch na 8. místě a díky 10. místu z Talladegy a Doveru se mu povedlo vyrovnat rekord Morgana Shepherda, který v roce 1990 dokázal dojet 11krát v top 10 v každém závodě od začátku sezóny. Tento rekord se mu ale překonat nepodařilo, protože v následujícím závodě v Kansasu skončil až na 30. místě poté, co musel neplánovaně do boxů kvůli prasklé pneumatice po kontaktu s Clintem Bowyerem a Erikem Jonesem. V nejdelším závodě sezóny Coca-Cola 600 v Charlotte dojel Kyle Busch na 3. místě a v následujícím závodě v Poconu si dojel pro 4. vítězství v letošní sezóně a pro 55. výhru v nejvyšší sérii NASCAR, čímž vyrovnal další legendu NASCAR - tentokrát to byl Rusty Wallace, šampión z roku 1989. V Michiganu dojel na 5. místě a v Sonomě se pokusil v závěrečných kolech závodu stahovat náskok Martina Truexe, Jr., ale nakonec se musel spokojit s 2. místem. V Chicagolandu se Kyle Busch musel v posledních kolech závodu prát s kouřem v kokpitu, ale závod nakonec dokončil na 22. místě a v Daytoně jakžtakž přežil hromadnou havárii v posledních kolech závodu, než byl závod předčasně ukončen kvůli dešti, a skončil na 14. místě. V Kentucky bojoval se svým bratrem Kurtem Buschem o vítězství až do posledního kola, ale nakonec prohrál ve foto finiši o pouhých 0,076 sekundy a svému bratrovi poté pogratuloval, že ho konečně dokázal v nejvyšší sérii NASCAR také jednou porazit, protože do té doby to byl vždycky Kyle, kdo porazil svého bratra v souboji o vítězství. V následujícím závodě v Loudonu dojel na 8. místě, v Poconu skončil devátý, ve Watkins Glen mu o jednu pozici utekl top 10 dojezd, v Michiganu skončil na 6. místě a v Bristolu si dojel pro 4. místo. V příštím závodě Southern 500 v Darlingtonu Kyle Busch stahoval v závěrečných kolech závodu Erika Jonese, ale dvakrát narazil do zdi, což ho sice vyřadilo z boje o vítězství, ale spolu s Kylem Larsonem měli takový náskok na své soupeře, že i navzdory poškozenému vozu dojel na 3. místě. Poslední závod před začátkem playoff v Indianapolisu se Kylu Buschovi moc nepovedl, protože mu vypověděl službu motor a skončil až na 37. místě. V průběžném bodování se ale dokázal udržet na prvním místě a dokázal tak obhájit titul šampióna regulérní části sezóny před playoff. 

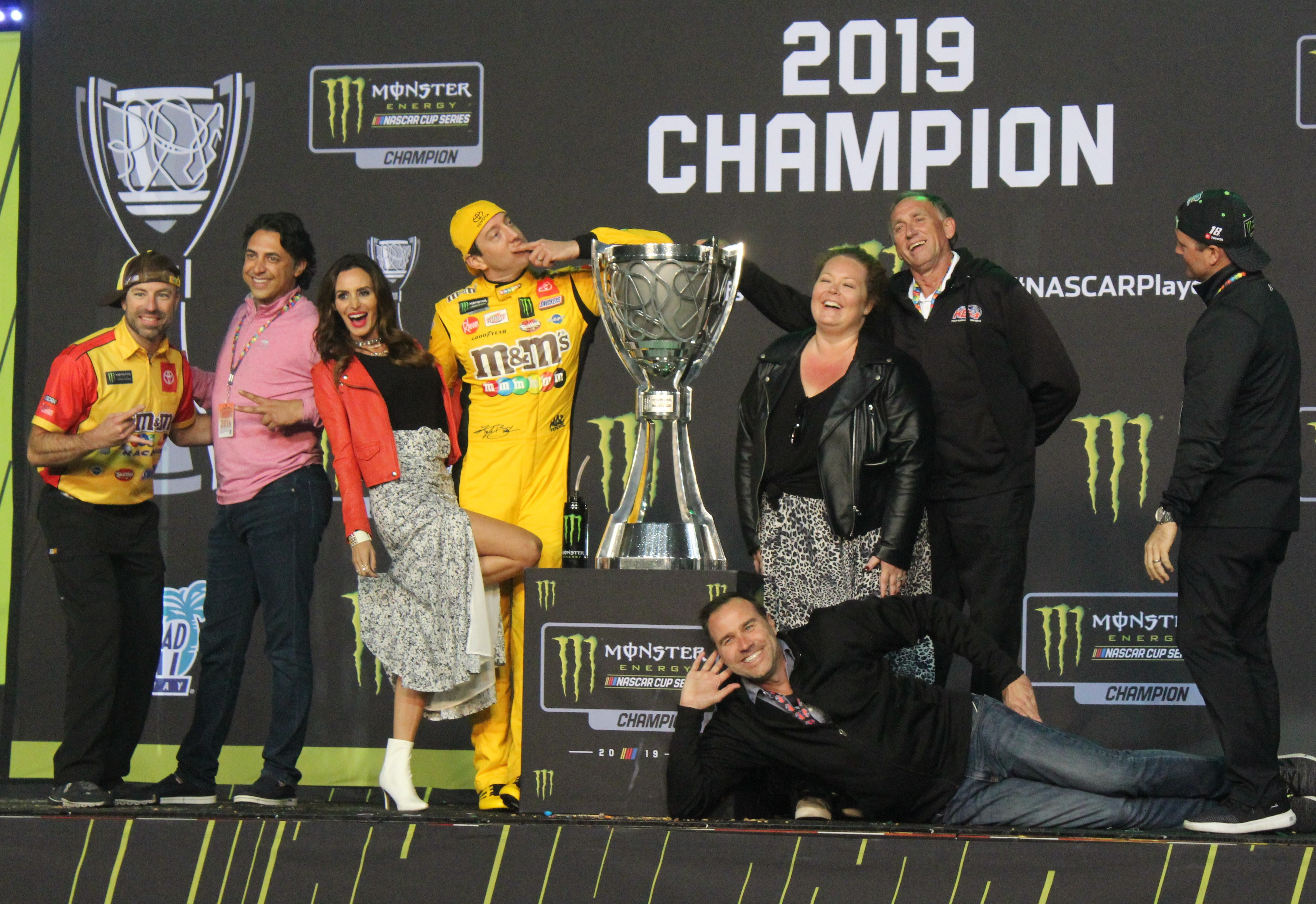
Kyle Busch - 2019 Monster Energy NASCAR Cup Series šampión.

Do playoff Kyle Busch suverénně postoupil se 4 výhrami a díky 45 extra bodů měl na druhého Dennyho Hamlina náskok 15 bodů. První závod prvního kola playoff v Las Vegas se mu moc nepovedl a skončil na 19. místě. Ve druhém závodě v Richmondu ho v závěrečných kolech předjel Martin Truex, Jr. a Kyle Busch se tak musel spokojit s 2. místem, díky kterému si zajistil bodově postup do dalšího kola. V posledním závodě prvního kola na nové trati Charlotte Roval mu praskla v průběhu závodu pneumatika a než se dokázal dostat ke svým mechanikům, ztratil spoustu času a pozic. Jelikož měl ale postup do dalšího kola už zaručený z minulého závodu, rozhodl se v závodě nepokračovat a nakonec byl klasifikován na 37. místě. Ve druhém kole playoff dojel Kyle Busch v Doveru na 6. místě, povedlo se mu přežít nástrahy závodu v Talladeze, kde skončil na 19. místě a poslední závod tohoto kola v Kansasu dokončil na 3. místě, což mu stačilo na postup dál. Ve třetím kole playoff v Martinsvillu se Kyle Busch dostal do kontaktu s Aricem Almirolou a nakonec skončil na 14. místě. Závod v Texasu dokončil na 7. místě a díky 2. místu ze závodu ve Phoenixu (ISM Raceway) si bodově zajistil postup do finále v Homesteadu, kam se mu povedlo postoupit už popáté v řadě. Poslední závod playoff dokázal Kyle Busch vyhrát a získal tak nejen 56. vítězství v nejvyšší sérii NASCAR, ale také svůj 2. titul šampióna nejvyšší série Monster Energy Cup. Kyle Busch tak zakončil tuto sezónu 5 výhrami, 2. titulem šampióna a stejně tak teoretickým 2. titulem šampióna v řadě, pokud by žádný systém playoff neexistoval.
V sérii Xfinity a Gander Outdoors Truck (dříve Camping World Truck) zůstaly limity pro jezdce z nejvyšší série, kteří zde mají více než 5 let zkušeností, překvapivě nezměněny (opět 7 závodů v Xfinity a 5 závodů v Trucích, znovu žádné playoff závody). Kyle Busch tak mohl opět startovat v 7 závodech stejně jako v minulé sezóně. Ve svém prvním závodě v Las Vegas s novým sponzorem iK9 vedl nejvíc kol, zvítězil a na toto vítězství navázal hned následující týden vyhraným závodem na ISM Raceway a opět nejvíce koly strávenými ve vedení. Ve Fontaně útočil na své 3. vítězství v řadě, ale nepovedená zastávka v boxech a následná penalizace zapříčinily, že Kyle Busch nedokázal dojet a předjet vítězného Cola Custera. Chuť si ale spravil v následujícím závodě v Texasu, který po správně zvolené strategii vyhrál a získal své už 95. vítězství v této sérii. Po delší pauze se Kyle Busch do této série vrátil ve Watkins Glen, kde mu ale prasklo zavěšení, musel odstoupil a skončil až na 31. místě. Závod v Bristolu se mu také nepovedl, protože motor vypověděl službu a Kyle Busch skončil na 29. místě. Ve svém posledním startu v Indianapolisu ale dokázal zvítězit a vyhrát svůj 96. závod v této sérii.
V sérii Gander Outdoors Truck měl Kyle Busch k dispozici opět 5 závodů stejně jako v minulé sezóně. Ve svém prvním závodě v Atlantě vedl nejvíc kol, zvítězil a získal své 52. vítězství, čímž překonal dosavadní rekord Rona Hornadayho, Jr., kterému se v této sérii povedlo vyhrát 51 závodů. V následujícím závodě v Las Vegas také vedl nejvíc kol a vyhrál a totéž se opakovalo i v Martinsvillu a Texasu. Kylu Buschovi se tak konečně podařilo v nějaké sérii NASCAR vyhrát 4 závody v řadě a stal se teprve 11. jezdcem moderní éry napříč všemi třemi nejvyššími sériemi, komu se tohle povedlo. Ve svém posledním startu v Charlotte také zvítězil, získal 56. vítězství v této sérii a povedlo se mu vyhrát ve všech 5 závodech, ve kterých startoval. Tím překonal dosavadní rekord Dala Earnhardta, Jr., který v roce 2003 dokázal v tehdejší Busch Series (dnes Xfinity Series) vyhrát 3 závody ze 3 startů.

### 2020
Sezóna roku 2020 pro Kyla Busche začala 34. místem z Daytony 500, když mu ve 184. kole vypověděl službu motor. Následující závod v Las Vegas dokončil na 15. místě, na které navázal 2. místem z Fontany a 3. místem z Phoenixu. Poté byla sezóna na 2 měsíce přerušena kvůli koronavirové krizi, což vedlo k velkým změnám v závodním kalendáři a také ke zrušení tréninků a kvalifikací. Jelikož se vedení NASCAR rozhodlo do listopadu odjet všech 36 závodů, jak bylo původně v plánu, musely se některé závody uskutečnit uprostřed týdne. V polovině května se tedy uskutečnil závod v Darlingtonu, ve kterém Kyle Busch obsadil 26. místo a hned ve středu se jel další závod opět v Darlingtonu, který dokončil na 2. místě za vítězným Dennym Hamlinem. Podobně tomu bylo i v Charlotte, kde Kyle Busch v prvním závodě skončil na 4. místě a ve druhém závodě na 29. místě. Následoval závod v Bristolu, kde Kyle Busch vedl 100 kol, ale na lepší než 4. místo v cíli to nestačilo. V Atlantě dojel na solidním 2. místě, v Martisvillu na 19. místě a podobný trend v podobě lepšího a horšího dojezdu se opakoval i v dalších závodech v Homesteadu (6. místo), Talladeze (32. místo), dvojzávodě v Poconu (5. a 38. místo), Indianapolisu (6. místo) a Kentucky (21. místo). Vítězství v závodě stále nepřicházelo a nejinak tomu bylo i v dalších závodech v Texasu (4. místo), Kansasu (11. místo), Loudonu (38. místo) a dvojzávodě v Michiganu (5. a 4. místo). Do závodního kalendáře se kvůli koronaviru dostal dokonce i tzv. Roval v Daytoně (kombinace oválu a klasické trati s pravotočivými zatáčkami), ale tento závod se Kylu Buschovi moc nepovedl a skončil na 37. místě. Ve dvojzávodě v Doveru dojel na 3. a 11. místě a poslední závod regulérní části sezóny v Daytoně dokončil na 33. místě. Díky 9. místu v průběžném bodování postoupil Kyle Busch do playoff, ale oproti svým soupeřům měl značnou nevýhodu v podobě nízkého počtu tzv. playoff bodů (bonusové body v každém kole). 

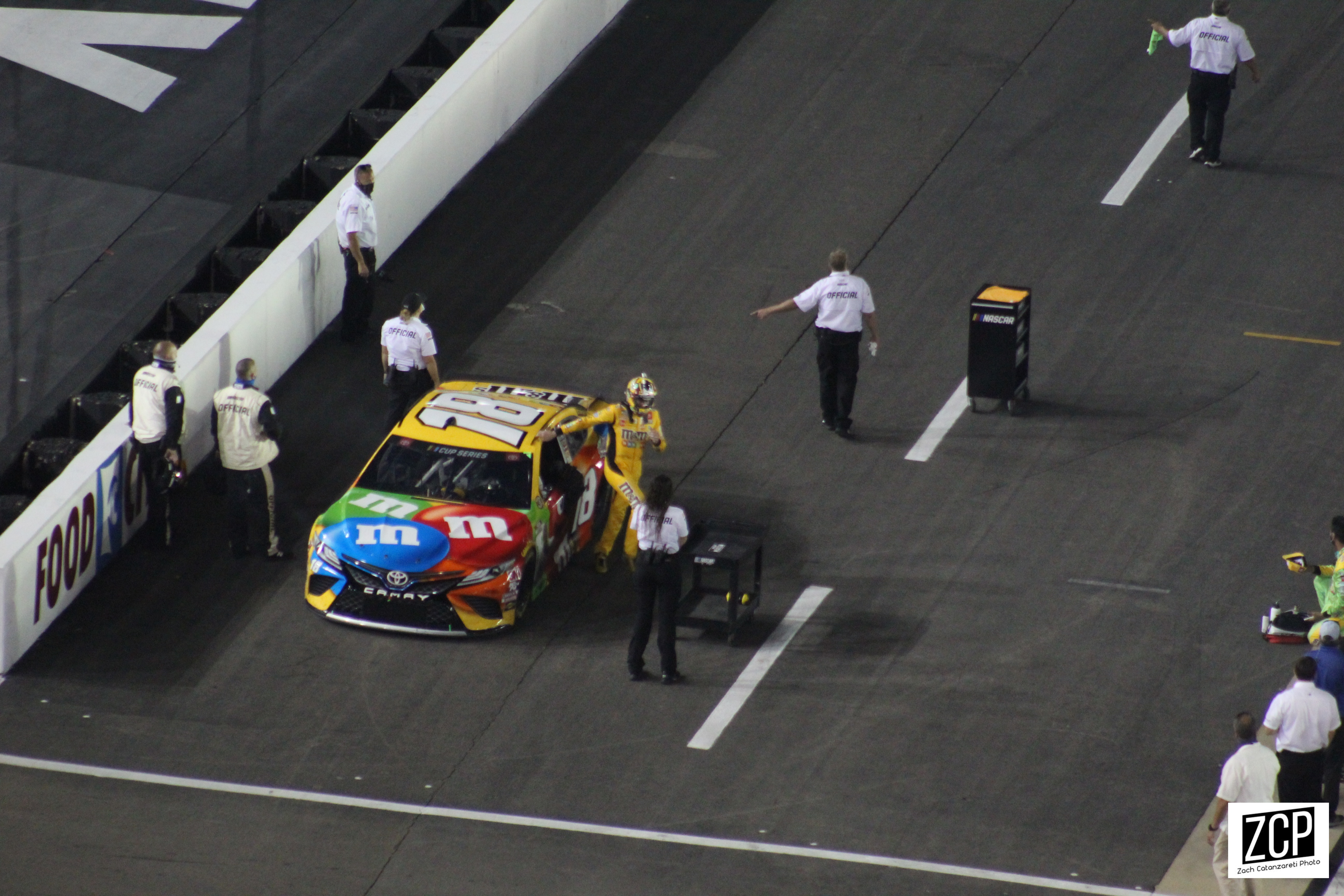
Kyle Busch na boxové uličce po dojetí exhibičního All-Star závodu (2020).

První závod prvního kola v Darlingtonu dokončil Kyle Busch na 7. místě, druhý závod v Richmondu dojel na 6. místě a ve třetím závodě v Bristolu vedl 159 kol a byl velmi blízko vítězství, na které nakonec nedosáhl, protože nedokázal v posledních kolech předjet vedoucího Kevina Harvicka. Na postup do dalšího kola to ale stačilo. Kyle Busch nicméně bez legrace prohlásil, že s největší pravděpodobností na konci druhého kola vypadne, když ho čekal závod v Talladeze a na tzv. Rovalu v Charlotte. Druhé kolo sice zahájil 6. místem v Las Vegas, ale jeho slova se naplnila a v Talladeze skončil na 27. místě a na Rovalu v Charlotte dojel na 30. místě. Kyle Busch tak poprvé od roku 2014 mohl zapomenout na to, že by si to v závěrečném závodě sezóny rozdal o titul šampióna. Po vypadnutí dojel v Kansasu na 5. místě a v Texasu se konečně dočkal - vedl 90 kol a dokázal poprvé v sezóně zvítězit. Získal své 57. vítězství v nejvyšší sérii NASCAR a povedlo se mu tak zachránit svoji sérii v podobě alespoň jedné výhry v každé sezóně od debutu v roce 2005 (16 let v řadě s alespoň jednou výhrou), čímž si stále udržel naději na vyrovnání a překonání rekordu Richarda Pettyho, kterému se povedlo 18 let v řadě vyhrát alespoň jeden závod v letech 1960-1977. Předposlední závod v Martinsvillu dokončil na 5. místě a v posledním závodě sezóny, kterým se nově stal Phoenix, dojel na 11. místě. Kyle Busch tak zakončil tuto koronavirem ovlivněnou sezónu pouze jednou výhrou a 8. místem v průběžném bodování.
V sérii Xfinity byl pro sezónu 2020 opět zpřísněn limit pro jezdce z nejvyšší série, kteří zde mají více než 5 let zkušeností (ze 7 na 5 závodů, znovu žádné playoff závody). Kyle Busch tak mohl startovat pouze pětkrát stejně jako v sérii Gander Outdoors Truck. Ve svém prvním startu ve Phoenixu vedl 78 kol, ale skončil na 3. místě. V dalším závodě v Darlingtonu svedl Kyle Busch v závěrečných kolech velký souboj s Chasem Briscoem, který ho nakonec dokázal o 0,086 sekundy porazit. V následujícím závodě v Charlotte si ale Kyle Busch už nenechal vítězství nikým vzít, vedl 94 kol a dojel si pro 97. vítězství. V Texasu se sice povedlo Kylu Buschovi zvítězit, ale během pozávodní inspekce se zjistilo, že zadní část jeho vozu byla příliš nízko a podle nových pravidel se takovéto porušení trestá diskvalifikací ze závodu. Kyle Busch tak byl odsunut až na poslední 37. místo a vítězem závodu se stal Austin Cindric. Ve svém 5. a posledním startu v Richmondu dojel na 3. místě.
V sérii Gander Outdoors Truck zůstaly limity pro jezdce z nejvyšší série znovu překvapivě nezměněny stejně jako v uplynulé sezóně, takže Kyle Busch měl k dispozici opět 5 závodů. Ve svém prvním závodě v Las Vegas vedl nejvíc kol a zvítězil. Jelikož se jednalo už o 7. výhru v řadě v závodech, ve kterých Kyle Busch startoval, Kevina Harvicka tato výhra inspirovala k výzvě a rozhodl se dát 100 000 dolarů jako odměnu tomu jezdci, který v této sérii dokáže na férovku Kyla Busche porazit. Toho využil Chase Elliott, kterému se už v následujícím závodě v Charlotte podařilo Kyla Busche porazit a zvítězil. Kyle Busch se musel spokojit s 2. místem. V následujícím závodě v Atlantě dojel až na 21. místě po kontaktu s pomalejším vozem, ale chuť si spravil v závodech v Homesteadu a Texasu, ve kterých vedl nejvíc kol, zvítězil a svůj počet vyhraných závodů navýšil na číslo 59.

### 2021
Kyle Busch začal sezónu 2021 vítězstvím v nebodované exhibici Busch Clash, která se sice opět tradičně konala na Daytona International Speedway, ale už ne pouze na oválu. Na jezdce totiž čekaly i pravotočivé zatáčky uvnitř tohoto závodiště. V posledním kole využil Kyle Busch kontaktu Chase Elliotta s Ryanem Blaneym, aby proklouzl do vedení v poslední zatáčce a zvítězil. Stal se tak prvním jezdcem, který tuto exhibici dokázal vyhrát jak na oválu, tak na klasické trati. V závodě Daytona 500 se v posledním kole zapletl do havárie a byl klasifikován na 14. místě. V následujícím závodě opět v Daytoně, ale na tzv. Rovalu, skončil na 35. místě. Závody v Homesteadu a v Las Vegas dokončil na 10. a solidním 3. místě, ale bez jediného kola stráveného ve vedení. Podobný trend se opakoval i v dalších závodech ve Phoenixu (25. místo), Atlantě (5. místo), Bristolu pokrytém vůbec poprvé hlínou (17. místo), Martinsvillu (10. místo), Richmondu (8. místo) a Talladeze (18. místo). V Kansasu se Kylu Buschovi poprvé v sezóně povedlo vést alespoň 20 kol a dokázal zvítězit. Získal 58. vítězství v nejvyšší sérii NASCAR Cup a jelikož ten den slavil své 36. narozeniny, opět se mu povedlo zvítězit v den svých narozenin stejně jako v Richmondu v roce 2009. Aby toho nebylo málo, název tohoto závodu byl velmi podobný jeho příjmení (Buschy McBusch Race 400) a toto vítězství prodloužilo jeho sérii alespoň jedné výhry v každé sezóně od debutu v roce 2005 na 17, čímž vyrovnal legendárního Davida Pearsona a stále si udržel naději na rekord Richarda Pettyho s 18 sezónami s alespoň jednou výhrou v řadě. Po tomto vítězství dojel Kyle Busch v Darlingtonu třetí, v Doveru až na 27. místě, na nové klasické trati Circuit of the Americas na 10. místě, v Charlotte třetí, na klasické trati Sonoma Raceway na 5. místě a na další nové trati Nashville Superspeedway, která dříve hostila závody nižších sérií, na 11. místě. Následující závodní víkend se konal dvojzávod v Poconu, kde v prvním závodě Kyle Busch vedl 30 kol a nestačil pouze na vítězného Alexe Bowmana. Ve druhém závodě se mu přibližně v polovině závodu rozbila převodovka, která se zasekla na 4. převodovém stupni a ať se Kyle nebo mechanici snažili sebevíc, nešlo s tímto problémem nic dělat. Rozhodli se tedy, že v závodě navzdory tomuto problému budou pokračovat, ale hlavně doufat, aby žlutých fází a následných restartů bylo co nejméně. I přes tento handicap se Kyle Busch dokázal držet na předních pozicích a závěr závodu rozhodla palivová bitva. Kyle dokázal ušetřit dostatek paliva a po 30 kolech ve vedení si dojel pro 59. vítězství s náskokem téměř 9 sekund na druhého Kyla Larsona. Poprvé od roku 2006 v Loudonu se mu tímto způsobem opět povedlo vyhrát nějaký závod. Na další nové trati Road America známé ze série Xfinity dojel třetí a v Atlantě dokonce vedl 91 kol, ale jeho bratr Kurt Busch byl lepší a zvítězil. V závodě v Loudonu byla velmi vysoká pravděpodobnost deště, ale přesto se vedení NASCAR rozhodlo závod odstartovat. Kyle Busch vedl první kola, když vtom začalo pršet a spolu se svými týmovými kolegy Dennym Hamlinem a Martinem Truexem, Jr. se okamžitě dostal do smyku a naboural. Skončil na úplně posledním 37. místě a po této nehodě byl velmi naštvaný na vedení závodu, protože moc dobře vědělo, že bude pršet, ale stejně se rozhodlo zariskovat a závod odjet. Na klasické trati Watkins Glen International dojel na 4. místě, na další nové klasické trati Indianapolis Grand Prix Circuit, kde v minulosti jezdila i Formule 1, skončil na 20. místě. V Michiganu dojel na 7. místě a regulérní část sezóny zakončil po nehodě 34. místem v Daytoně. Kyle Busch postoupil do playoff ze 4. místa v průběžném bodování se 2 výhrami a 22 playoff body. 

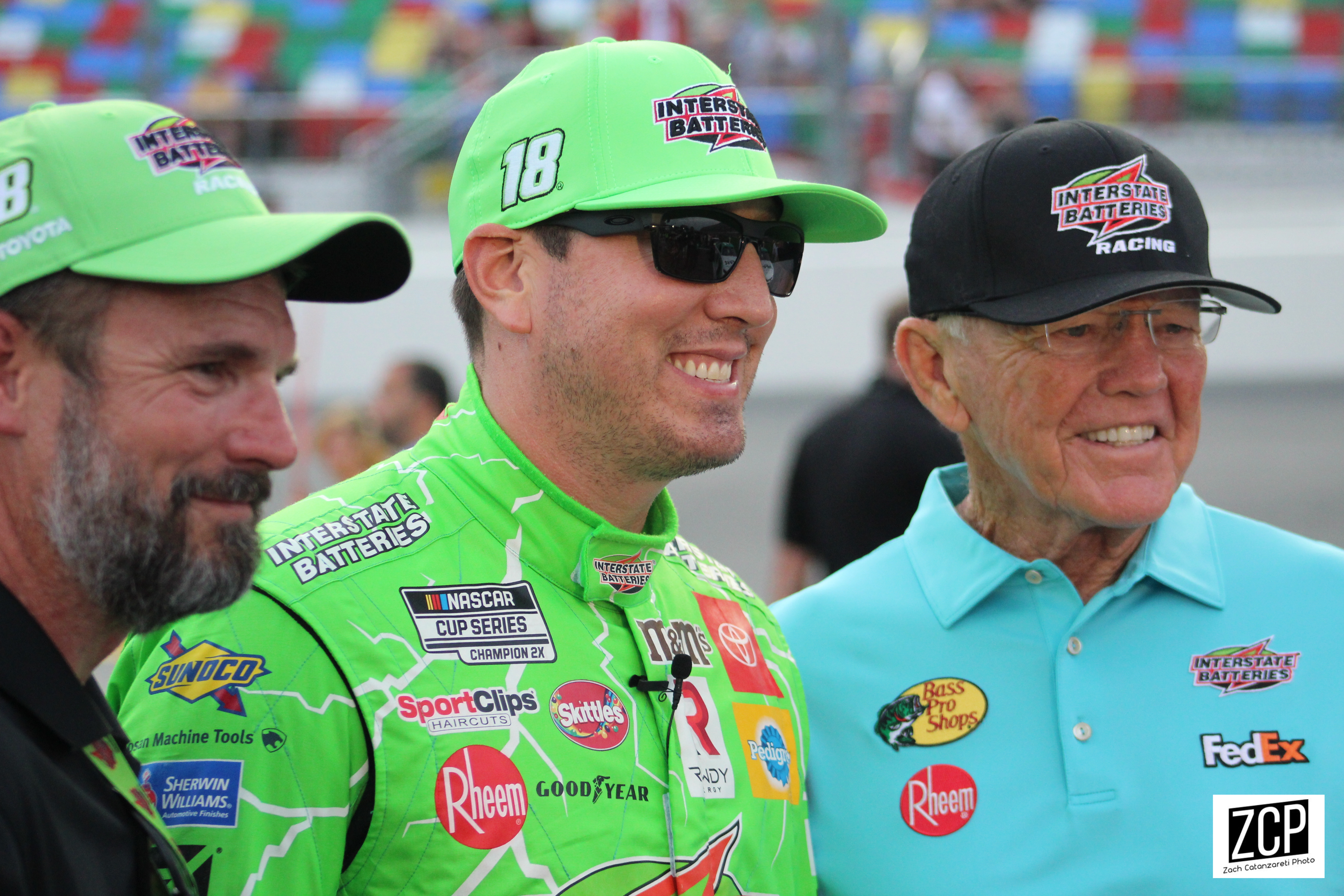
Kyle Busch s Joe Gibbsem, šéfem týmu Joe Gibbs Racing (2021).

V prvním závodě 1. kola v Darlingtonu Kyle Busch po kontaktu s Austinem Dillonem narazil do zdi a závod pro něj skončil na 35. místě. Když jel do garáže za svými mechaniky přes boxovou uličku, málem najel do několika lidí a přejel několik bezpečnostních kuželů. Od vedení NASCAR si za tento incident odnesl pokutu 50 tisíc dolarů. V následujícím závodě v Richmondu dojel na 9. místě a po 21. místu z Bristolu postoupil do 2. kola playoff. V Las Vegas dojel třetí, v Talladeze na 27. místě a na tzv. Rovalu v Charlotte na solidním 4. místě, čímž si zajistil postup do 3. kola playoff. V něm dojel v Texasu na 8. místě, ale v Kansasu narazil do zdi a nakonec skončil na 28. místě. V posledním závodě tohoto kola v Martinsvillu sice dojel na solidním 2. místě, jenže ostatní soupěři dokázali nasbírat víc bodů a Kyle Busch tak do finále o pouhopouhé 3 body nepostoupil. Navíc po dojetí do cíle ho Brad Keselowski z neznámého důvodu poslal do smyku a Kyle se pak v rozhovoru kriticky vyjádřil, že některým jezdcům fakt nerozumí, jak se chovají až retardovaně. Kvůli tomuto poslednímu slovu byl požádán, aby před následující sezónou absolvoval kurz ohleduplnosti. V posledním závodě ve Phoenixu dojel na 7. místě a sezónu zakončil na 9. místě v průběžném bodování.
V sérii Xfinity a Camping World Truck (dříve Gander Outdoors Truck) zůstaly limity pro jezdce z nejvyšší série, kteří zde mají více než 5 let zkušeností, znovu nezměněny (opět 5 závodů v Xfinity a 5 závodů v Trucích, znovu žádné playoff závody). Ve svém prvním startu na klasické trati Circuit of the Americas vedl Kyle Busch nejvíc kol (35) a vyhrál s pohodlným náskokem 11 sekund před druhým A.J. Allmendingerem. Ve svém druhém startu v Texasu opět vedl nejvíc kol (94) a vyhrál už svůj 99. závod v této sérii. V následujícím závodě v Nashvillu se přepisovala historie. Kyle Busch vedl nejvíc kol (122), vyhrál svůj jubilejní 100. závod v Xfinity Series a stal se teprve 3. jezdcem, kterému se v nějaké sérii NASCAR povedlo vyhrál alespoň 100 závodů. Těmi dalšími jsou legendární David Pearson se 105 vítězstvími a Richard Petty s 200 vítězstvími v nejvyšší sérii NASCAR Cup. Ve svém 4. startu na klasické trati Road America vedl pouze 5 kol, ale i tak dokázal zvítězit a ve svém posledním startu v Atlantě vedl nejvíc kol (97), vyhrál svůj 102. závod, překonal magickou hranici 20 tisíc kol strávených ve vedení a stejně jako v sérii Trucků v roce 2019, i v Xfinity Series dokázal zvítězit ve všech 5 startech. Také to znamená, že v této sérii bude závodit už jen tehdy, pokud ho o to požádá jeho šéf Joe Gibbs.
V sérii Camping World Truck měl Kyle Busch k dispozici opět 5 závodů stejně jako v minulé sezóně. Ve svém prvním startu v Las Vegas dojel na 2. místě a pouze John Hunter Nemechek ho dokázal porazit. V následujícím závodě v Atlantě vedl nejvíc kol (102) a dojel si pro jubilejní 60. vítězství v této sérii. Ve svém 3. startu v Richmondu dojel Kyle Busch opět druhý a opět ho porazil John Hunter Nemechek. V následujícím závodě v Kansasu vedl nejvíc kol (59) a dokázal zvítězit. A ve svém posledním startu v Poconu znovu dojel na 2. místě a opět ho John Hunter Nemechek dokázal porazit.

### 2022
Ještě než sezóna 2022 se zbrusu novými tzv. NextGen vozy začala, bylo 20. prosince 2021 oznámeno, že společnost Mars, Incorporated, dlouholetý sponzor Kyla Busche, po sezóně odchází z NASCAR. Kyle Busch a jeho Toyota s číslem 18 tak pro rok 2023 zůstali bez hlavního sponzora a spolu s týmem Joe Gibbs Racing a Toyotou se celou sezónu snažili najít adekvátní náhradu, což se jim nakonec nepodařilo. Později se Kyle Busch ještě dozvěděl, že Joe Gibbs, majitel týmu, pro který už 15 let závodí, by rád viděl svého vnuka Tye Gibbse závodit v nejvyšší sérii NASCAR už od roku 2023, takže se rozhodl, že nastal čas odejít do jiného týmu. 13. září 2022 oznámil, že v sezóně 2023 bude závodit za tým Richard Childress Racing v Chevroletu s číslem 8 a že jeho tým Kyle Busch Motorsports v sérii Camping World Truck bude také závodit s vozy značky Chevrolet.

Svou poslední sezónu v týmu Joe Gibbs Racing zahájil Kyle Busch 6. místem z Daytony 500, na které navázal 14. místem z Fontany. V Las Vegas po 49 kolech strávených ve vedení dojel na 4. místě a následující závod ve Phoenixu dokončil na 7. místě. Závody v Atlantě a na klasické trati Circuit of the Americas se mu moc nepovedly a skončil v nich na 33. a 28. místě. Po 9. místu z Richmondu a 7. místu z Martinsvillu se Kylu Buschovi povedlo zvítězit v Bristolu na hlíně díky přísloví "když se dva perou, třetí se směje". Chase Briscoe s Tylerem Reddickem sváděl v posledních kolech závodu souboj o vítězství a v poslední zatáčce se ho pokusil podjet, jenže svou snahu přehnal, narazil do Tylera Reddicka a oba vozy šly do smyku. Tyler Reddick se ještě rychle pokusil do cíle dojet na prvním místě, jenže na 3. místě jedoucí Kyle Busch byl rychlejší a projel cílem jako první. Získal tak jubilejní 60. vítězství v nejvyšší sérii NASCAR, vyrovnal rekord Richarda Pettyho v počtu sezón s alespoň jednou výhrou v řadě (18 sezón) a stal se prvním jezdcem, kterému se v každé ze tří nejvyšších sérií NASCAR povedlo vyhrát aspoň 60 závodů. Po 3. místě v Talladeze vedl 103 kol v závodě v Doveru, ale na lepší než 7. místo to nestačilo. V Darlingtonu se musel spokojit s až 33. místem poté, co Bradu Keselowskimu praskla pneumatika a Kyle se mu nedokázal vyhnout. Se svým poškozeným vozem a vylomeným levým předním kolem naštvaně zaparkoval na boxové uličce u vjezdu do garáží a odkráčel pryč. Chuť si alespoň částečně spravil v následujících třech závodech v Kansasu, Charlotte a Gateway, ve kterých dojel do cíle třetí a dvakrát druhý. V následujících 8 závodech se Kylu Buschovi ale začala lepit na paty pouze a jen smůla - na klasické trati Sonoma Raceway dojel na 30. místě, v Nashvillu skončil 21., na další klasické trati Road America 29., v Atlantě dojel na 20. místě a v Loudonu mu o 2 pozice unikla první desítka. V Poconu vedl 63 kol a dojel na solidním 2. místě, jenže během pozávodní inspekce se zjistilo, že jeho vůz společně s vítězným týmovým kolegou Dennym Hamlinem má nelegálně upravenou přední masku vozu, takže následovala diskvalifikace a odsun až na poslední 36. místo. Na klasické trati Indianapolis Grand Prix Circuit mu o jednu jedinou pozici utekla první desítka a v Michiganu se v 25. kole zapletl do větší nehody, která zapříčinila 36. místo v cíli. V následujícím závodě v Richmondu Kyle Busch prolomil smůlu a po delší době se mu povedlo aspoň dojet v první desítce (byl klasifikován na 9. místě). Na klasické trati Watkins Glen International sice opět skončil daleko od první desítky v cíli (až 32. místo), ale v posledním závodě regulérní části sezóny v Daytoně dojel na 10. místě a zajistil si tak účast v playoff, do kterého postoupil díky vítězství v Bristolu. 

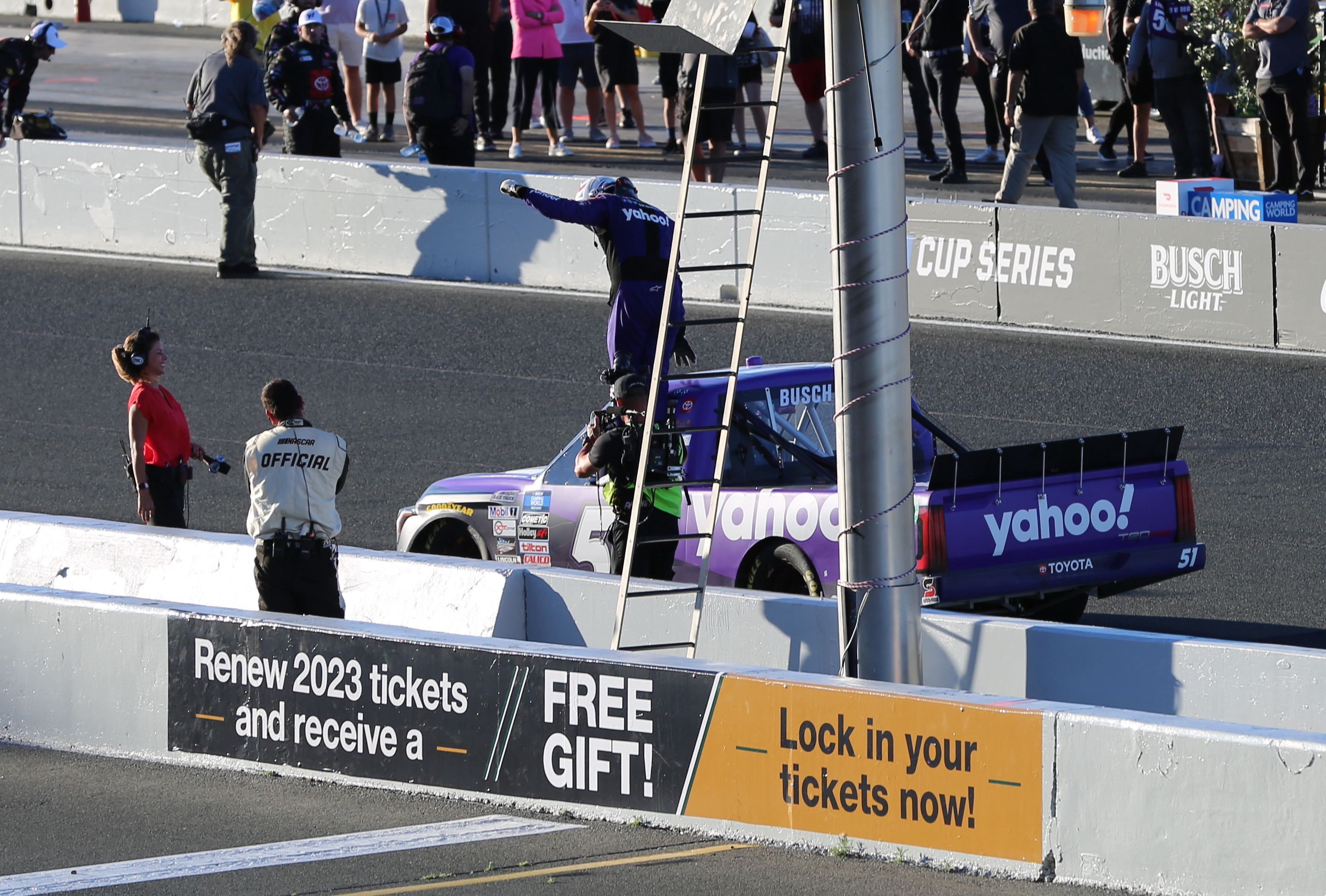
Kyle Busch oslavuje vítězství v sérii Trucků v Sonomě (2022).

V prvním závodě 1. kola v Darlingtonu vedl Kyle Busch nejvíc kol (155), jenže mu 20 kol před cílem vypověděl službu motor a v cíli byl klasifikován na 30. místě. V Kansasu skončil na 26. místě a v Bristolu mu v 269. kole opět vypověděl službu motor, což znamenalo 34. místo v cíli a eliminaci už v 1. kole playoff. V následujícím závodě v Texasu dostal v 50. kole smyk, narazil do zdi a v cíli byl klasifikován na 36. místě. Po 20. místu z Talladegy se Kylu Buschovi po delší době povedlo dojet v první pětce, když závod na klasické trati Charlotte Roval dokončil na 3. místě a stejně tak i závod v Las Vegas. V Homesteadu dojel na 9. místě, v Martinsvillu až na 29. místě a svou poslední sezónu v týmu Joe Gibbs Racing zakončil 7. místem ve Phoenixu a 13. místem v průběžném bodování.
V sérii Xfinity a Camping World Truck zůstaly limity pro jezdce z nejvyšší série, kteří zde mají více než 5 let zkušeností, znovu nezměněny (opět 5 závodů v Xfinity a 5 závodů v Trucích, znovu žádné playoff závody). Kyle Busch v sérii Xfinity dodržel svůj slib, že po svém 100. vítězství už nebude v této sérii pravidelně závodit, pokud ho o to jeho šéf Joe Gibbs nepožádá a poprvé v kariéře se nezúčastnil ani jednoho závodu. V sérii Camping World Truck se svým týmem Kyle Busch Motorsports ale opět startoval v 5 závodech. V Las Vegas dojel na 2. místě a v závodě na klasické trati Circuit of the Americas sice vedl nejvíc kol (31), ale na lepší než 3. místo to nestačilo. V Martinsvillu dojel na 3. místě, v Charlotte na 7. místě a ve svém posledním startu na klasické trati Sonoma Raceway vedl nejvíc kol (45) a dokázal zvítězit. Kyle Busch tak získal své 62. vítězství v této sérii a stal se prvním jezdcem, kterému se povedlo vyhrát aspoň jeden závod na klasické trati v každé ze tří nejvyšších sérií.

### 2023
Svou první sezónu v novém týmu Richard Childress Racing v Chevroletu číslo 8 zahájil Kyle Busch 3. místem v nebodované exhibici Busch Clash, na které navázal 19. místem z Daytony 500 poté, co se v posledním kole zapletl do kolize několika vozů. Ve 2. závodě ve Fontaně, na které se jelo naposledy, sice vedl pouze 27 kol, ale závěr závodu zvládl nejlépe a získal první vítězství pro Richard Childress Racing, své 61. vítězství v nejvyšší sérii NASCAR a také se mu povedlo v 19 po sobě jdoucích sezónách vyhrát alespoň jeden závod, čímž překonal dosavadní rekord Richarda Pettyho s 18 sezónami v řadě s alespoň jedním vítězstvím. Po 14. místu z Las Vegas dojel Kyle Busch ve Phoenixu na 8. místě, v Atlantě na 10. místě a v závodě na klasické trati Circuit of the Americas skončil druhý za vítězným Tylerem Reddickem. V Richmondu to na lepší než 14. místo nestačilo, v Bristolu na hlíně se po problémech se zavěšením musel spokojit až s 32. místem a v Martinsvillu byl v cíli klasifikován na 21. místě. V následujícím závodě v Talladeze se Kyle Busch držel v závěrečných kolech na předních pozicích a díky kontaktu dvou vozů před ním proklouzl do vedení, které už nemohl ztratit z důvodu vyvěšení žluté vlajky v posledním kole. Díky štěstí tak získal své 62. vítězství a poprvé po 15 letech se mu opět povedlo zvítězit na trati typu superspeedway. Závody v Doveru a Kansasu se mu moc nepovedly a skončil v nich na 21. a 35. místě. Po solidním 7. místu z Darlingtonu a 6. místu z Charlotte vedl Kyle Busch v Gateway nejvíc kol (121), dojel si pro 63. vítězství v kariéře a také pro vůbec první výhru na této relativně nové trati v kalendáři nejvyšší série NASCAR. V následujícím závodě na klasické trati Sonoma Raceway skončil druhý za svým bývalým týmovým kolegou Martinem Truexem, Jr., v Nashvillu dojel na 9. místě a závod na zbrusu novém městském okruhu Chicago Street Course dokončil stejně jako v Atlantě na solidním 5. místě. Poté se ale Kylu Buschovi začala lepit smůla na paty. V Loudonu skončil po nehodě na úplně posledním 36. místě, v Poconu na 21. místě, v Richmondu se mu sice povedlo dojet na solidním 3. místě, ale v následujícím závodě v Michiganu skončil po nehodě už po 14 kolech opět na úplně posledním 37. místě a v závodě na klasické trati Indianapolis Grand Prix Circuit to na lepší než 36. místo v cíli nestačilo. Na další klasické trati Watkins Glen International dojel na 14. místě a regulérní část sezóny zakončil 7. místem v Daytoně. Kyle Busch postoupil do playoff z 9. místa v průběžném bodování se 3 výhrami a 19 playoff body.

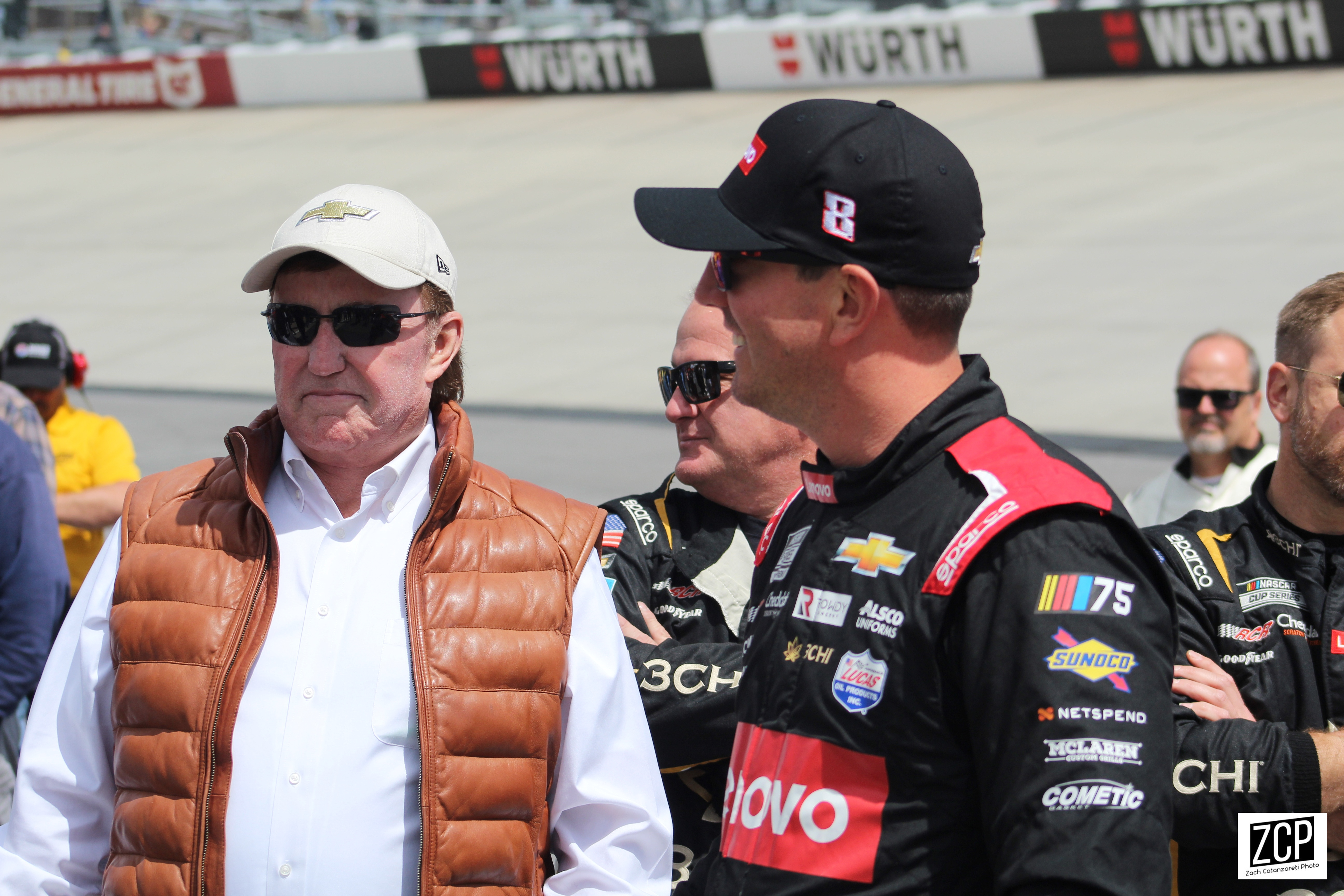
Kyle Busch s Richardem Childressem, šéfem týmu Richard Childress Racing (2023).

V prvním závodě 1. kola v Darlingtonu dojel na 11. místě, na které navázal 7. místem z Kansasu, 20. místem z Bristolu a postupem do 2. kola playoff. V něm se ale Kylu Buschovi tolik nedařilo a po 34. místu z Texasu, 25. místu z Talladegy a solidním 3. místě ze závodu na tzv. Rovalu v Charlotte byl eliminován z playoff. Ve zbývajících 4 závodech skončil v Las Vegas na solidním 3. místě, v Homesteadu na 18. místě, v Martinsvillu na 27. místě a v posledním závodě ve Phoenixu na 25. místě. Kyle Busch tak svou první sezónu v týmu Richard Childress Racing zakončil se 3 výhrami, 10 dojezdy v top 5, 17 dojezdy v top 10 a 14. místem v průběžném bodování.
V sérii Xfinity a Craftsman Truck (dříve Camping World Truck) zůstaly limity pro jezdce z nejvyšší série, kteří zde mají více než 5 let zkušeností, znovu nezměněny (opět 5 závodů v Xfinity a 5 závodů v Trucích, znovu žádné playoff závody). Kyle Busch se rozhodl vrátit do série Xfinity v novém týmu Kaulig Racing, ve kterém s Chevroletem číslo 10 odjel 4 závody. Ve svém prvním startu v Las Vegas dojel na 4. místě, na které navázal v následujícím závodě ve Phoenixu 9. místem. Po delší pauze startoval Kyle Busch v závodě na klasické trati Watkins Glen International, ale po problémech s převodovkou skončil až na 27. místě a ve svém posledním startu v Darlingtonu byl klasifikován na 9. místě. Poprvé od roku 2012 se mu tedy nepovedlo vyhrát ani jeden závod, který v této sérii odstartoval.
V sérii Craftsman Truck měl Kyle Busch k dispozici opět 5 závodů stejně jako v minulé sezóně. Ve svém prvním startu v Las Vegas vedl nejvíc kol (84) a s náskokem téměř 5 sekund si dojel pro 63. vítězství v této sérii. Na klasické trati Circuit of the Americas skončil druhý stejně jako v Martinsvillu a následující závod v Kansasu dokončil na 7. místě. Ve svém posledním startu v Poconu vedl pouze 7 kol, ale v posledním kole dokázal předjet Coreyho Heima a získal své 64. vítězství v této sérii a jubilejní 100. vítězství pro tým Kyle Busch Motorsports. Toto vítězství bylo pro tento tým zároveň i tím posledním, protože 27. září 2023 bylo oznámeno, že jeho majitel Kyle Busch ho odprodal týmu Spire Motorsports, aby mohl trávit víc času se svou rodinou.

### 2024
Svou druhou sezónu v týmu Richard Childress Racing odstartoval Kyle Busch 2. místem v nebodované exhibici Busch Clash, na které navázal 12. místem z Daytony 500. V následujícím závodě v Atlantě sice vedl 28 kol, ale nakonec skončil na 3. místě poté, co prohrál ve foto finiši s Ryanem Blaneym a vítězným Danielem Suarezem o pouhých 0,007 sekundy. Po méně vydařených závodech v Las Vegas (26. místo), Phoenixu (22. místo) a Bristolu (25. místo) skončil Kyle Busch na 9. místě v závodě na klasické trati Circuit of the Americas, na které navázal 20. místem z Richmondu, 16. místem z Martinsvillu, 9. místem z Texasu a 27. místem z Talladegy. V Doveru vedl 34 kol, do cíle dojel na solidním 4. místě a v následujícím závodě v Kansasu skončil na 8. místě. Poté se ale Kylu
Buschovi opět začala lepit smůla na paty - v Darlingtonu dojel na 27. místě, po dojetí nebodované exhibice All-Star Race na 10. místě se dokonce popral s Rickym Stenhousem, Jr., v nejdelším závodě sezóny Coca-Cola 600 v Charlotte skončil na 15. místě, v Gateway byl po nehodě v cíli klasifikován až na 35. místě, v Sonomě na 12. místě, ve vůbec prvním závodě nejvyšší série NASCAR na trati Iowa Speedway na 35. místě po závadě vodní pumpy, v Loudonu po nehodě opět až na 35. místě a v Nashvillu po další nehodě na 27. místě. Následující závod na městském okruhu Chicago Street Course dokončil Kyle Busch na 9. místě, ale v Poconu opět boural a byl klasifikován na 32. místě. V Indianapolisu dojel na 25. místě a poslední hořkou pilulku musel spolknout v Richmondu, kde sice neboural, ale skončil na 12. místě. V následujícím závodě v Michiganu se pomalu začalo blýskat na lepší časy, protože Kyle Busch vedl 24 kol a do cíle dojel na solidním 4. místě. V Daytoně dokonce vedl v samém závěru závodu, ale nakonec se musel spokojit s 2. místem poté, co ho předjel Harrison Burton. Poslední závod regulérní části sezóny v Darlingtonu sice opět dokončil na velmi solidním 2. místě, jenže na postup do playoff to bez vyhraného závodu nestačilo. Kyle Busch tak poprvé od roku 2012 přišel o možnost bojovat o titul šampióna v posledních 10 závodech sezóny.

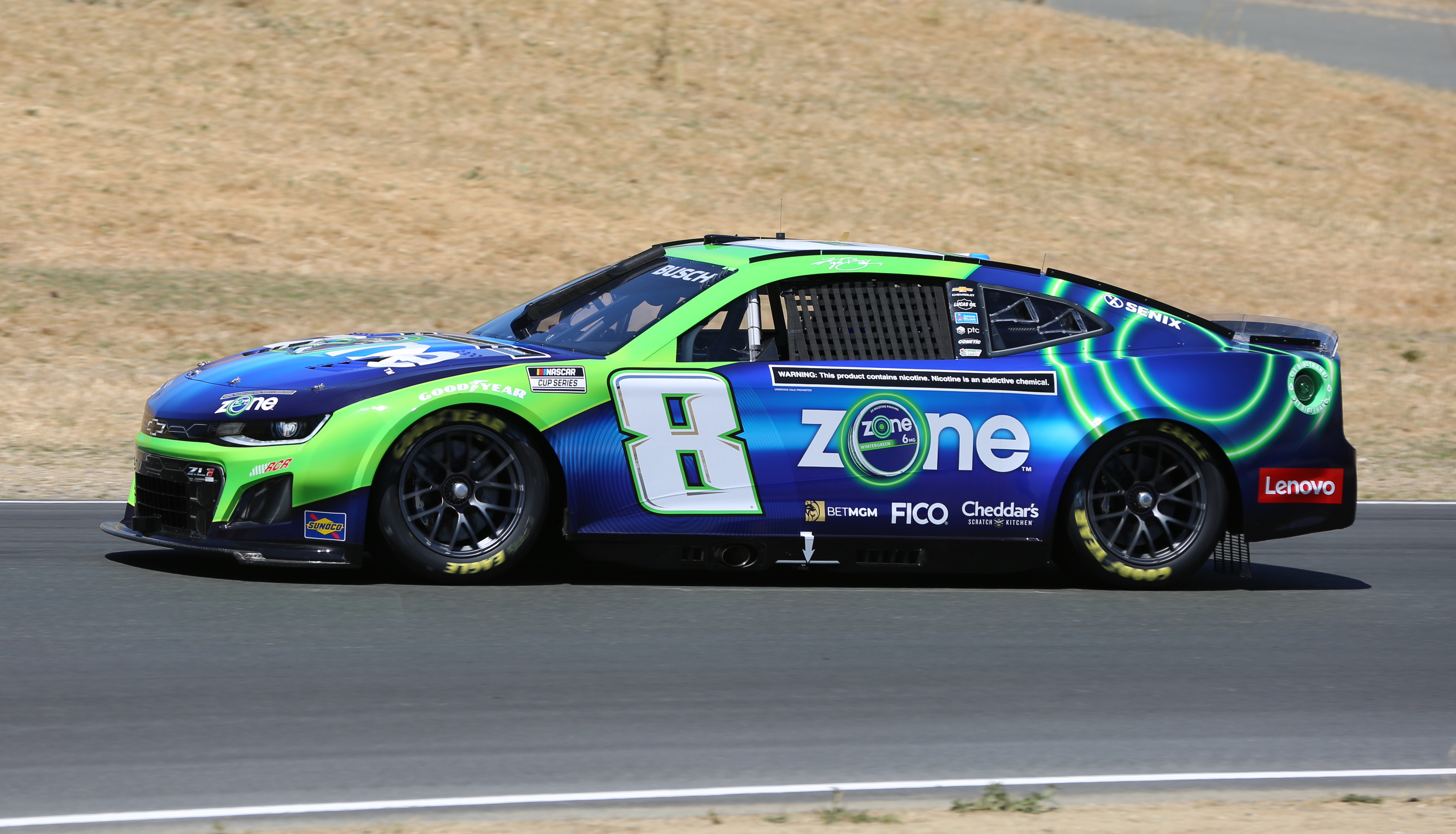
Kyle Busch na trati Sonoma Raceway (2024).

První závod playoff v Atlantě dokončil Kyle Busch na 7. místě, na které navázal 30. místem z Watkins Glen, 25. místem z Bristolu, 19. místem z Kansasu a Talladegy a 13. místem ze závodu na klasické trati Charlotte Roval a z Las Vegas. V Homesteadu skončil na 31. místě, v Martinsvillu na 28. místě a posledním závodě sezóny ve Phoenixu na 21. místě. Kyle Busch tak poprvé od svého debutu v roce 2005 nedokázal ani jednou zvítězit a přišel o svou úctyhodnou sérii v podobě alespoň jednoho vítězství v 19 po sobě jdoucích sezónách. Tuto smolnou sezónu tedy zakončil bez vítězství s 5 dojezdy v top 5, 10 dojezdy v top 10 a 20. místem v průběžném bodování, čímž vyrovnal svůj nejhorší výsledek z roku 2005.
V sérii Xfinity a Craftsman Truck zůstaly limity pro jezdce z nejvyšší série, kteří zde mají více než 5 let zkušeností, znovu nezměněny (opět 5 závodů v Xfinity a 5 závodů v Trucích, znovu žádné playoff závody). Kyle Busch se rozhodl odjet jeden závod série Xfinity v Charlotte pro tým Richard Childress Racing v Chevroletu s číslem 33. V tomto závodě vedl 34 kol a do cíle dojel na 6. místě.
V sérii Craftsman Truck odjel Kyle Busch opět 5 závodů stejně jako v minulé sezóně. Jelikož svůj tým Kyle Busch Motorsports odprodal týmu Spire Motorsports, rozhodl se v tomto týmu v Chevroletu číslo 7 absolvovat svých 5 startů. Ve svém prvním startu v Atlantě vedl 33 kol a dojel si pro své 65. vítězství v této sérii. V následujícím závodě v Las Vegas skončil na 15. místě a v Bristolu nestačil pouze na Christiana Eckese a musel se tedy spokojit s 2. místem. Ve svém 4. startu v Texasu vedl nejvíc kol (112) a dojel si pro 66. vítězství v této sérii. Ve svém posledním 5. startu v Darlingtonu hned zkraje závodu dvakrát naboural do zdi a v cíli byl klasifikován až na 32. místě.

## Závodění s Late Modely

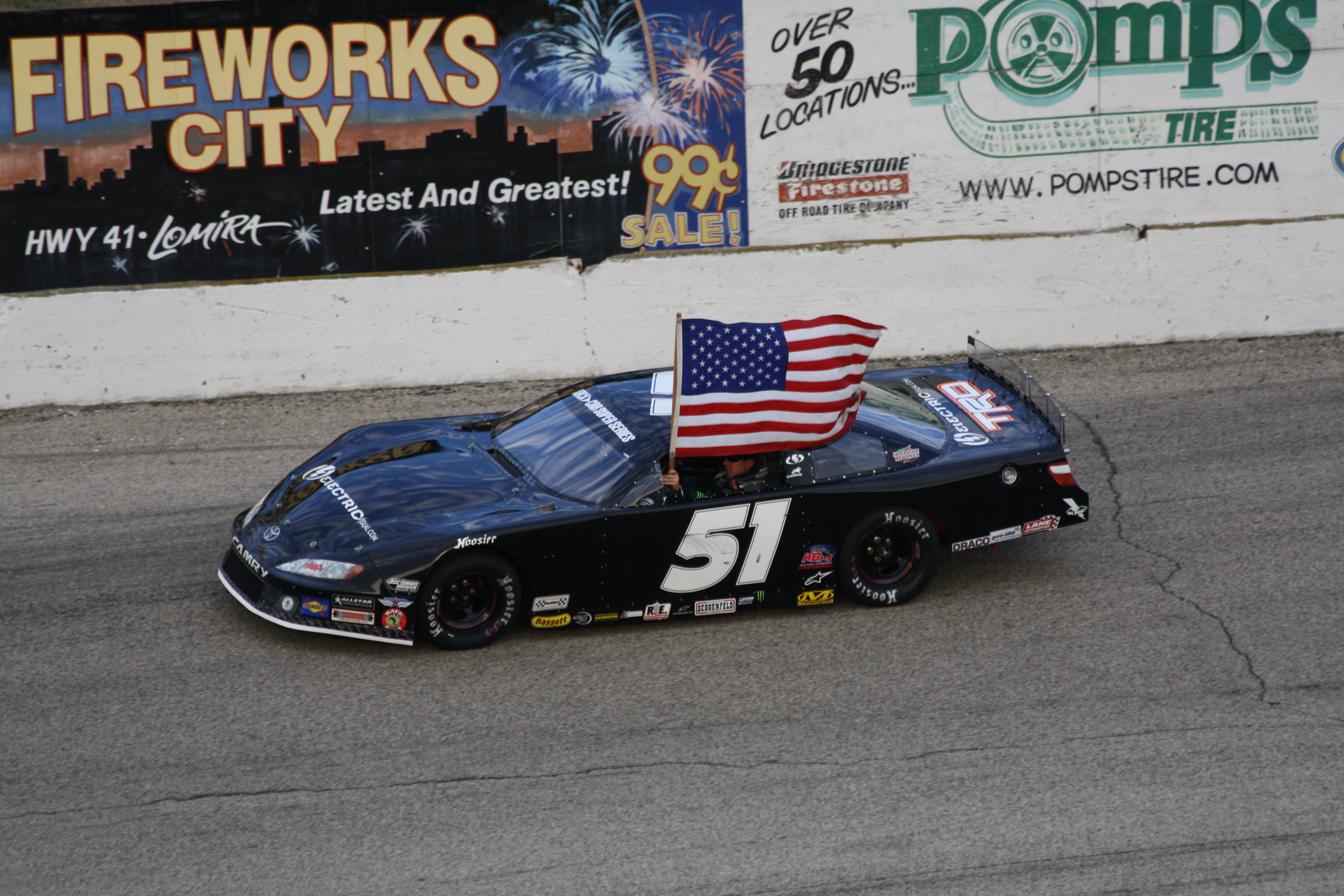
Kyle Busch na trati Slinger Speedway (2012).

Kyle Busch není jen závodní nadšenec, který jezdí pouze ve třech nejvyšších sériích NASCAR. Často se také věnuje závodění pro svůj tým Kyle Busch Motorsports v tzv. Late Modelech. Jeho největší vítězství přišlo v roce 2009 na Five Flags Speedway v Pensacole na Floridě v závodě Snowball Derby. V roce 2017 dokázal Kyle Busch tento závod opět vyhrát.
10. července 2011 vyhrál Kyle Busch závod Slinger Nationals na Slinger Speedway ve Wisconsinu. O 2 týdny později vyhrál závod TD Bank 250 na Oxford Plains Speedway. Stal se pouze druhým aktivním jezdcem nejvyšší série NASCAR po Kevinu Harvickovi, který ten závod dokázal vyhrát.
Kyle Busch také zvítězil v závodě Prelude to the Dream na Eldora Speedway v roce 2012 a zde porazil Tonyho Stewarta, bývalého týmového kolegu.
V červenci 2013 zvítězil Kyle Busch v závodě Howie Lettow Memorial 150 na Milwaukee Mile poté, co vyhrál všechny tréninky.

## Formule 1
Kyle Busch byl jeden z amerických jezdců, kteří byli bráni do úvahy jako perfektní jezdci pro nový tým Formule 1 US F1. Nabídku odmítl, protože si rozhodnutí podle jeho slov špatně načasovali. Navíc tým US F1 sužovaly problémy finančního rázu a brzy zanikl. Kyle Busch měl otestovat vůz Toyota F1 na konci sezóny 2008, ale byl donucen naplánovaný test zrušit kvůli účasti na závěrečném ceremoniálu série Nationwide.

## Charita
V roce 2006 Kyle Busch založil svou vlastní nadaci Kyle Busch Foundation se zaměřením na pomoc chudým dětem po celé zemi.
Během sezóny 2008 oznámil Kyle Busch, že vytvoří program Kyle's Miles jako pomoc pro opuštěné psy a jejich záchranné organizace.
Po Kylově prvním vítězství v nejvyšší sérii NASCAR v roce 2005 na Auto Club Speedway daroval on a majitel týmu Hendrick Motorsports Rick Hendrick vyhrané peníze ze závodu americkému červenému kříži jako pomoc těm, kteří to co nejvíce potřebovali po spoušti, kterou zanechal hurikán Katrina. Kvůli tomu se Kyle Busch objevil v The Oprah Winfrey Show, kde veřejně oznámil tento dar.

## Problémy se zákonem
24. května 2011 se Kyle Busch řítil rychlostí 128 mil za hodinu v zóně s rychlostním limitem 45 mil za hodinu poblíž Troutmanu v Severní Karolíně. Veřejně se za to omluvil s odůvodněním, že se prostě a jednoduše nechal unést při testování Lexusu LFA. 23. srpna 2011 dostal pokutu tisíc dolarů a na 45 dní přišel o řidičský průkaz. Také mu bylo nařízeno, aby odpracoval 30 hodin veřejných prací a dostal podmínku na jeden rok.
29. dubna 2014 se Kyle Busch řítil rychlostí 60 mil za hodinu v zóně s rychlostním limitem 45 mil za hodinu v Denveru v Severní Karolíně. Obhajoval se, že si myslel, že rychlostní limit je 55 mil za hodinu. Policista, který ho zastavil, tvrdil, že je Kyle Busch dost nezodpovědný.

## Osobní život

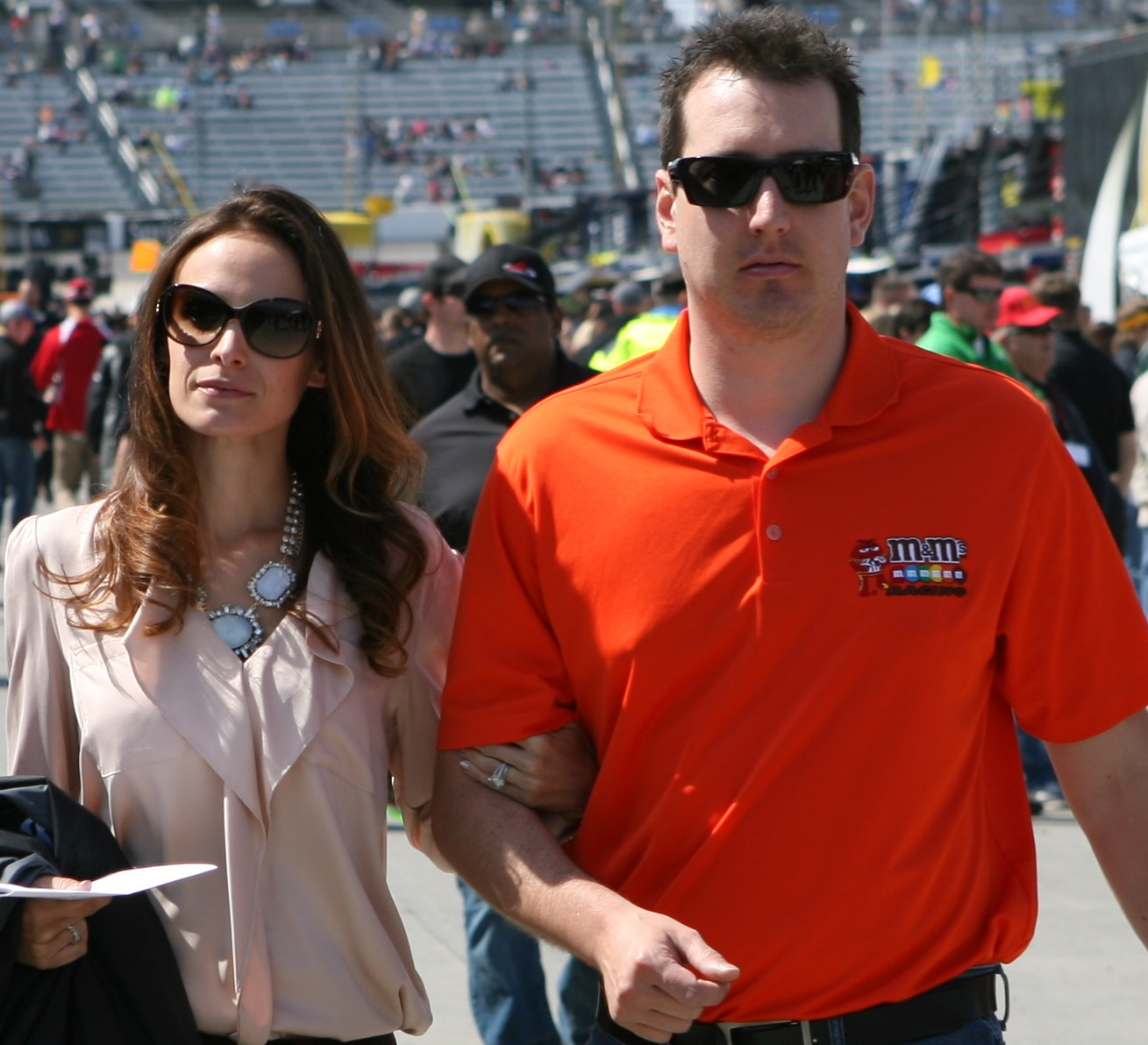
Kyle Busch a jeho žena Samantha v dubnu 2013.

Během závodního víkendu série Busch na Nazareth Speedway v roce 2004 potkal Kyle Busch svou první přítelkyni Ericu Dewey, ale trochu netradičním způsobem. Kyle poslal svého řidiče autobusu koupit nějaké zásoby na víkend do místního obchodu s potravinami. Řidič v obchodě náhodou potkal matku Ericy Dewey, dali se do řeči a když zmínil, že pracuje pro Kyla Busche, dala mu fotku její dcery s telefonním číslem na zadní straně, ať jí Kyle zavolá, jestli bude mít zájem. Erica Dewey tak zavítala do světa závodů NASCAR jakožto přítelkyně Kyla Busche a tento pár spolu vydržel 3 roky, než se v létě roku 2007 rozešli za nejasných okolností. Někteří lidé tvrdí, že si Kyle našel novou přítelkyni a Ericu Dewey podváděl.
Krátce po tomto rozchodu potkal Kyle Busch během závodního víkendu na Indianapolis Motor Speedway Samanthu Sarcinellu, která se stala jeho novou přítelkyní a kterou si 31. prosince 2010 vzal po 3 letech vztahu. Samantha Sarcinella je bývalá modelka a rodačka ze St. John ve státě Indiana, která úspěšně vystudovala psychologii na Purdueově univerzitě. 18. května 2015 se jim narodil syn Brexton Locke Busch a 10. května 2022 dcera Lennix Key Busch.
Kylu Buschovi se často přezdívá "Rowdy", což je asociace na postavu Rowdyho Burnse z filmu Bouřlivé dny (v originále Days of Thunder), "KFB", nebo také "Wild Thing" kvůli jeho agresivnějšímu stylu závodění a "The Candy Man" kvůli jeho dlouhodobému partnerství se společností Mars, Incorporated. Kromě toho je také často oslovován jako "Shrub" kvůli tomu, že je to mladší bratříček Kurta Busche. Rovněž si vysloužil od některých fanoušků přezdívku "The Little League Maestro" za jeho hojnou účast v nižších sériích NASCAR. Někdy se mu přezdívá i "Bossman" kvůli tomu, že jednak v sérii Camping World Truck vlastní tým a také je velmi úspěšným jezdcem jak Xfinity Series, tak Camping World Truck Series.
Kyle Busch je také fanouškem profesionálního wrestlingu. V roce 2009 se spolu s Joeym Loganem účastnili jako speciální hosté jedné epizody pravidelné týdenní show Monday Night RAW a o 10 let později se do této show vrátil. Tentokrát ale pouze v roli diváka, který se rozhodl využít situace a od profesionálního wrestlera R-Trutha se mu povedlo s pomocí Michaela Waltripa získat 24/7 titul. Během oslavy zisku titulu po show se ale R-Truthovi povedlo Kyla Busche zaskočit a titul získal zpátky.

## Kompletní výsledky

### NASCAR
(Tučně – Pole Position získáno nejrychlejším časem v kvalifikaci. Kurzívou – Pole Position získáno prvním místem v průběžném bodování nebo nejrychlejším časem v tréninku. * – Nejvíce kol strávených ve vedení. ** – Všechna kola strávená ve vedení. 1 – Jezdec nemůže sbírat body.)

#### NASCAR Cup Series
| 2004 | Hendrick Motorsports     | 84 | Chevy  | DAY      | CAR    | LVS 41 | ATL    | DAR    | BRI    | TEX DNQ | MAR    | TAL     | CAL    | RCH    | CLT 32 | DOV    | POC    | MCH    | SON    | DAY     | CHI    | NHA DNQ | POC     | IND     | GLN    | MCH DNQ | BRI    | CAL 24 | RCH    | NHA     | DOV    | TAL    | KAN 37 | CLT 34 | MAR     | ATL 43  | PHO     | DAR    | HOM    | 52. | 345  |
| 2005 | Hendrick Motorsports     | 5  | Chevy  | DAY 38   | CAL 23 | LVS 2  | ATL 12 | BRI 28 | MAR 39 | TEX 21  | PHO 8  | TAL 41  | DAR 23 | RCH 4  | CLT 25 | DOV 2  | POC 4  | MCH 9  | SON 40 | DAY 31  | CHI 14 | NHA 4   | POC 39  | IND 10  | GLN 33 | MCH 43  | BRI 33 | CAL 1* | RCH 4  | NHA 27  | DOV 2  | TAL 33 | KAN 21 | CLT 39 | MAR 9   | ATL 12  | TEX 40  | PHO 1  | HOM 41 | 20. | 3753 |
| 2006 | Hendrick Motorsports     | 5  | Chevy  | DAY 23   | CAL 10 | LVS 3  | ATL 12 | BRI 8  | MAR 5  | TEX 15  | PHO 36 | TAL 32  | RCH 5  | DAR 7  | CLT 38 | DOV 5  | POC 22 | MCH 14 | SON 11 | DAY 2   | CHI 3  | NHA 1*  | POC 12  | IND 7   | GLN 9  | MCH 39  | BRI 2  | CAL 8  | RCH 2* | NHA 38  | DOV 40 | KAN 7  | TAL 11 | CLT 6  | MAR 18  | ATL 27  | TEX 4   | PHO 38 | HOM 38 | 10. | 6027 |
| 2007 | Hendrick Motorsports     | 5  | Chevy  | DAY 24   | CAL 9  | LVS 9  | ATL 32 | BRI 1  | MAR 4  | TEX 37  | PHO 7  | TAL 37  | RCH 2  | DAR 37 | CLT 30 | DOV 17 | POC 8  | MCH 6  | SON 8  | NHA 11  | DAY 2  | CHI 13  | IND 4   | POC 12  | GLN 7  | MCH 13  | BRI 9  | CAL 3* | RCH 20 | NHA 4   | DOV 5  | KAN 41 | TAL 36 | CLT 3  | MAR 4   | ATL 20  | TEX 4*  | PHO 8  | HOM 20 | 5.  | 6293 |
| 2008 | Joe Gibbs Racing         | 18 | Toyota | DAY 4*   | CAL 4  | LVS 11 | ATL 1* | BRI 17 | MAR 38 | TEX 3   | PHO 10 | TAL 1   | RCH 2  | DAR 1* | CLT 3  | DOV 1  | POC 43 | MCH 13 | SON 1* | NHA 25  | DAY 1  | CHI 1*  | IND 15  | POC 36  | GLN 1* | MCH 2   | BRI 2* | CAL 7  | RCH 15 | NHA 34  | DOV 43 | KAN 28 | TAL 15 | CLT 4  | MAR 29  | ATL 5   | TEX 6   | PHO 8  | HOM 19 | 10. | 6186 |
| 2009 | Joe Gibbs Racing         | 18 | Toyota | DAY 41*  | CAL 3  | LVS 1  | ATL 18 | BRI 1* | MAR 24 | TEX 18  | PHO 17 | TAL 25* | RCH 1  | DAR 34 | CLT 6* | DOV 23 | POC 22 | MCH 13 | SON 22 | NHA 7   | DAY 14 | CHI 33  | IND 38  | POC 16  | GLN 4  | MCH 23  | BRI 1  | ATL 13 | RCH 5  | NHA 5   | DOV 31 | KAN 12 | CAL 24 | CLT 8  | MAR 4   | TAL 15  | TEX 11* | PHO 12 | HOM 8  | 13. | 4457 |
| 2010 | Joe Gibbs Racing         | 18 | Toyota | DAY 14   | CAL 14 | LVS 15 | ATL 25 | BRI 9  | MAR 22 | PHO 8*  | TEX 3  | TAL 9   | RCH 1* | DAR 7  | DOV 1  | CLT 3  | POC 2  | MCH 20 | SON 39 | NHA 11  | DAY 40 | CHI 17  | IND 8   | POC 23  | GLN 8  | MCH 18  | BRI 1* | ATL 5  | RCH 2  | NHA 9   | DOV 6  | KAN 21 | CAL 35 | CLT 2* | MAR 4   | TAL 25  | TEX 32  | PHO 13 | HOM 32 | 8.  | 6182 |
| 2011 | Joe Gibbs Racing         | 18 | Toyota | DAY 8    | PHO 2  | LVS 38 | BRI 1  | CAL 3* | MAR 3* | TEX 16  | TAL 35 | RCH 1*  | DAR 11 | DOV 4  | CLT 32 | KAN 12 | POC 3  | MCH 3  | SON 11 | DAY 5   | KEN 1* | NHA 36  | IND 10  | POC 2   | GLN 3* | MCH 1   | BRI 14 | ATL 23 | RCH 6  | CHI 22  | NHA 11 | DOV 6  | KAN 11 | CLT 2* | TAL 33  | MAR 27* | TEX QL† | PHO 36 | HOM 23 | 12. | 2246 |
| 2012 | Joe Gibbs Racing         | 18 | Toyota | DAY 17   | PHO 6  | LVS 23 | BRI 32 | CAL 2* | MAR 36 | TEX 11  | KAN 10 | RCH 1   | TAL 2  | DAR 4  | CLT 3  | DOV 29 | POC 30 | MCH 32 | SON 17 | KEN 10* | DAY 24 | NHA 16  | IND 2   | POC 33  | GLN 7* | MCH 13  | BRI 6  | ATL 6  | RCH 16 | CHI 4   | NHA 28 | DOV 7* | TAL 3  | CLT 5  | KAN 31  | MAR 2   | TEX 3   | PHO 3* | HOM 4* | 13. | 1133 |
| 2013 | Joe Gibbs Racing         | 18 | Toyota | DAY 34   | PHO 23 | LVS 4  | BRI 2  | CAL 1* | MAR 5  | TEX 1*  | KAN 38 | RCH 24  | TAL 37 | DAR 6* | CLT 38 | DOV 4* | POC 6  | MCH 4  | SON 35 | KEN 5   | DAY 12 | NHA 2   | IND 10  | POC 8   | GLN 1  | MCH 31  | BRI 11 | ATL 1  | RCH 19 | CHI 2   | NHA 2  | DOV 5  | KAN 34 | CLT 5  | TAL 5   | MAR 15  | TEX 13  | PHO 7  | HOM 7  | 4.  | 2364 |
| 2014 | Joe Gibbs Racing         | 18 | Toyota | DAY 19   | PHO 9  | LVS 11 | BRI 29 | CAL 1  | MAR 14 | TEX 3   | DAR 6  | RCH 3   | TAL 12 | KAN 15 | CLT 9  | DOV 42 | POC 12 | MCH 41 | SON 25 | KEN 2   | DAY 28 | NHA 2   | IND 2   | POC 42  | GLN 40 | MCH 39  | BRI 36 | ATL 16 | RCH 14 | CHI 7   | NHA 8  | DOV 10 | KAN 3  | CLT 5  | TAL 40  | MAR 11  | TEX 4   | PHO 34 | HOM 39 | 10. | 2285 |
| 2015 | Joe Gibbs Racing         | 18 | Toyota | DAY INQ‡ | ATL    | LVS    | PHO    | CAL    | MAR    | TEX     | BRI    | RCH     | TAL    | KAN    | CLT 11 | DOV 36 | POC 9  | MCH 43 | SON 1  | DAY 17  | KEN 1* | NHA 1   | IND 1   | POC 21  | GLN 2  | MCH 11  | BRI 8* | DAR 7  | RCH 2  | CHI 9*  | NHA 37 | DOV 2  | CLT 20 | KAN 5  | TAL 11  | MAR 5   | TEX 4   | PHO 4  | HOM 1  | 1.  | 5043 |
| 2016 | Joe Gibbs Racing         | 18 | Toyota | DAY 3    | ATL 3  | LVS 4  | PHO 4  | CAL 25 | MAR 1* | TEX 1   | BRI 38 | RCH 2   | TAL 2  | KAN 1  | DOV 30 | CLT 33 | POC 31 | MCH 40 | SON 7  | DAY 2   | KEN 12 | NHA 8*  | IND 1*  | POC 9   | GLN 6  | BRI 39* | MCH 19 | DAR 11 | RCH 9  | CHI 8   | NHA 3  | DOV 2  | CLT 6  | KAN 5  | TAL 30  | MAR 5   | TEX 5   | PHO 2  | HOM 6  | 3.  | 5035 |
| 2017 | Joe Gibbs Racing         | 18 | Toyota | DAY 38   | ATL 16 | LVS 22 | PHO 3* | CAL 8  | MAR 2* | TEX 15  | BRI 35 | RCH 16  | TAL 3* | KAN 5  | CLT 2  | DOV 16 | POC 9* | MCH 7  | SON 5  | DAY 20  | KEN 5  | NHA 12  | IND 34* | POC 1*  | GLN 7  | MCH 10  | BRI 1  | DAR 2  | RCH 9  | CHI 15  | NHA 1* | DOV 1  | CLT 29 | TAL 27 | KAN 10* | MAR 1*  | TEX 19  | PHO 7  | HOM 2  | 2.  | 5035 |
| 2018 | Joe Gibbs Racing         | 18 | Toyota | DAY 25   | ATL 7  | LVS 2  | PHO 2* | CAL 3  | MAR 2  | TEX 1*  | BRI 1  | RCH 1   | TAL 13 | DOV 35 | KAN 10 | CLT 1* | POC 3  | MCH 4  | SON 5  | CHI 1   | DAY 33 | KEN 4   | NHA 2   | POC 1*  | GLN 3  | MCH 3   | BRI 20 | DAR 7  | IND 8  | LVS 7   | RCH 1  | CLR 32 | DOV 8  | TAL 26 | KAN 2   | MAR 4   | TEX 17  | PHO 1* | HOM 4  | 4.  | 5033 |
| 2019 | Joe Gibbs Racing         | 18 | Toyota | DAY 2    | ATL 6  | LVS 3  | PHO 1* | CAL 1* | MAR 3  | TEX 10* | BRI 1  | RCH 8   | TAL 10 | DOV 10 | KAN 30 | CLT 3  | POC 1* | MCH 5  | SON 2  | CHI 22  | DAY 14 | KEN 2*  | NHA 8*  | POC 9   | GLN 11 | MCH 6   | BRI 4  | DAR 3* | IND 37 | LVS 19  | RCH 2* | CLR 37 | DOV 6  | TAL 19 | KAN 3   | MAR 14  | TEX 7   | PHO 2  | HOM 1* | 1.  | 5040 |
| 2020 | Joe Gibbs Racing         | 18 | Toyota | DAY 34   | LVS 15 | CAL 2  | PHO 3  | DAR 26 | DAR 2  | CLT 4   | CLT 29 | BRI 4   | ATL 2  | MAR 19 | HOM 6  | TAL 32 | POC 5  | POC 38 | IND 6  | KEN 21  | TEX 4  | KAN 11  | NHA 38  | MCH 5   | MCH 4  | DAY 37  | DOV 3  | DOV 11 | DAY 33 | DAR 7   | RCH 6  | BRI 2  | LVS 6  | TAL 27 | CLT 30  | KAN 5   | TEX 1*  | MAR 9  | PHO 11 | 8.  | 2341 |
| 2021 | Joe Gibbs Racing         | 18 | Toyota | DAY 14   | DAY 35 | HOM 10 | LVS 3  | PHO 25 | ATL 5  | BRI 17  | MAR 10 | RCH 8   | TAL 18 | KAN 1  | DAR 3  | DOV 27 | COA 10 | CLT 3  | SON 5  | NSH 11  | POC 2* | POC 1   | ROA 3   | ATL 2   | NHA 37 | GLN 4   | IND 20 | MCH 7  | DAY 34 | DAR 35  | RCH 9  | BRI 21 | LVS 3  | TAL 27 | CLT 4   | TEX 8   | KAN 28  | MAR 2  | PHO 7  | 9.  | 2318 |
| 2022 | Joe Gibbs Racing         | 18 | Toyota | DAY 6    | CAL 14 | LVS 4  | PHO 7  | ATL 33 | COA 28 | RCH 9   | MAR 7  | BRD 1   | TAL 3  | DOV 7* | DAR 33 | KAN 3  | CLT 2  | GTW 2* | SON 30 | NSH 21  | ROA 29 | ATL 20  | NHA 12  | POC 36* | IRC 11 | MCH 36  | RCH 9  | GLN 32 | DAY 10 | DAR 30* | KAN 26 | BRI 34 | TEX 36 | TAL 20 | ROV 3   | LVS 3   | HOM 9   | MAR 29 | PHO 7  | 13. | 2224 |
| 2023 | Richard Childress Racing | 8  | Chevy  | DAY 19   | CAL 1  | LVS 14 | PHO 8  | ATL 10 | COA 2  | RCH 14  | BRD 32 | MAR 21  | TAL 1  | DOV 21 | KAN 35 | DAR 7  | CLT 6  | GTW 1* | SON 2  | NSH 9   | CSC 5  | ATL 5   | NHA 36  | POC 21  | RCH 3  | MCH 37  | IRC 36 | GLN 14 | DAY 7  | DAR 11  | KAN 7  | BRI 20 | TEX 34 | TAL 25 | ROV 3   | LVS 3   | HOM 18  | MAR 27 | PHO 25 | 14. | 2232 |
| 2024 | Richard Childress Racing | 8  | Chevy  | DAY 12   | ATL 3  | LVS 26 | PHO 22 | BRI 25 | COA 9  | RCH 20  | MAR 16 | TEX 9   | TAL 26 | DOV 4  | KAN 8  | DAR 27 | CLT 15 | GTW 35 | SON 12 | IOW 35  | NHA 35 | NSH 27  | CSC 9   | POC 32  | IND 25 | RCH 12  | MCH 4  | DAY 2  | DAR 2  | ATL 7   | GLN 30 | BRI 25 | KAN 19 | TAL 19 | ROV 13  | LVS 13  | HOM 31  | MAR 28 | PHO 21 | 20. | 766  |
| † – Kvalifikoval se, ale byl nahrazen Michaelem McDowellem. · ‡ – Kvalifikoval se, ale byl nahrazen Mattem Craftonem. |                          |    |        |          |        |        |        |        |        |         |        |         |        |        |        |        |        |        |        |         |        |         |         |         |        |         |        |        |        |         |        |        |        |        |         |         |         |        |        |     |      |

#### Xfinity Series
| 2003 | NEMCO Motorsports        | 87 | Chevy  | DAY     | CAR     | LVS     | DAR     | BRI    | TEX     | TAL    | NSH     | CAL    | RCH     | GTY    | NZH     | CLT 2  | DOV    | NSH    | KEN     | MLW    | DAY     | CHI     | NHA    | PPR    | IRP 33  | MCH    | BRI    | DAR 2   | RCH     | DOV 15 | KAN     | CLT     | MEM 16  | ATL 43 | PHO     | CAR 7  | HOM    |        | 48.  | 827  |
| 2004 | Hendrick Motorsports     | 5  | Chevy  | DAY 24  | CAR 7   | LVS 15  | DAR 17  | BRI 3  | TEX 2*  | NSH 6  | TAL 4   | CAL 7  | GTY 5   | RCH 1* | NZH 10  | CLT 1* | DOV 5  | NSH 17 | KEN 1   | MLW 16 | DAY 11  | CHI 12* | NHA 25 | PPR 17 | IRP 1   | MCH 1* | BRI 3  | CAL 9   | RCH 5   | DOV 9  | KAN 29  | CLT 5   | MEM 14  | ATL 2  | PHO 2*  | DAR 33 | HOM 3  |        | 2.   | 4943 |
| 2005 | Hendrick Motorsports     | 5  | Chevy  | DAY 32  | CAL     | MXC     | LVS 11  | ATL    | NSH     | BRI    | TEX DNQ | PHO    | TAL 40  | DAR    | RCH 23  | CLT 1* | DOV 36 | NSH    | KEN     | MLW    | DAY 27  | CHI 36  | NHA    | PPR    | GTY     | IRP    | GLN    | MCH     | BRI 38  | CAL    | RCH 14  | DOV 37  | KAN 8   | CLT 41 | MEM     | TEX 5  | PHO    | HOM    | 44.  | 1206 |
| 2006 | Hendrick Motorsports     | 5  | Chevy  | DAY 25  | CAL 23  | MXC 7   | LVS 19  | ATL 40 | BRI 1   | TEX 4  | NSH 30  | PHO 12 | TAL 3   | RCH 9  | DAR 6   | CLT 23 | DOV 6  | NSH 31 | KEN 13* | MLW 24 | DAY 16  | CHI 42  | NHA 16 | MAR 20 | GTY 8   | IRP 21 | GLN 37 | MCH 14  | BRI 7   | CAL 11 | RCH 12  | DOV 7   | KAN 3   | CLT 12 | MEM     | TEX 32 | PHO 10 | HOM 41 | 7.   | 3921 |
| 2007 | Hendrick Motorsports     | 5  | Chevy  | DAY 37* | CAL 3   | MXC     | LVS 2*  | ATL 3* | BRI 3   | NSH    | TEX 7*  | PHO 37 | TAL 39  | RCH 5  | DAR     | CLT 8  | DOV    | NSH    | KEN     | MLW    | NHA     | DAY 1*  | CHI 5* | GTY    | IRP     | CGV    | GLN    | MCH     | BRI 4   | CAL 2  | RCH 1*  | DOV     | KAN 1   | CLT 2  | MEM     | TEX 2  | PHO 1* | HOM    | 16.  | 2943 |
| 2008 | Joe Gibbs Racing         | 18 | Toyota | DAY 2*  |         | LVS 31  |         |        |         | TEX 1* | PHO 1*  |        | TAL 16  |        |         |        |        |        | KEN 30* | MLW    | NHA 3   | DAY 2   | CHI 1* | GTY    | IRP 1*  | CGV    |        | MCH     | BRI 7   | CAL 1* |         | DOV 1*  |         | CLT 1* | MEM     | TEX 1* |        | HOM 2* | 6.   | 4461 |
| 2008 | Braun Racing             | 32 | Toyota |         | CAL 2   |         |         | BRI 42 |         |        |         |        |         | RCH 3  | DAR 31  | CLT 1* | DOV 28 | NSH 20 |         |        |         |         |        |        |         |        |        |         |         |        | RCH 10  |         | KAN 35  |        |         |        | PHO 5  |        | 6.   | 4461 |
| 2008 | Joe Gibbs Racing         | 20 | Toyota |         |         |         | ATL 24* |        | NSH 16* |        |         | MXC 1  |         |        |         |        |        |        |         |        |         |         |        |        |         |        |        |         |         |        |         |         |         |        |         |        |        |        | 6.   | 4461 |
| 2008 | D'Hondt Motorsports      | 92 | Toyota |         |         |         |         |        |         |        |         |        |         |        |         |        |        |        |         |        |         |         |        |        |         |        | GLN 2  |         |         |        |         |         |         |        |         |        |        |        | 6.   | 4461 |
| 2009 | Joe Gibbs Racing         | 18 | Toyota | DAY 4   | CAL 1*  | LVS 39  | BRI 6*  | TEX 1* | NSH 2   | PHO 10 | TAL 10* | RCH 1* | DAR 16* | CLT 3* | DOV 17* | NSH 1* | KEN 2* | MLW 2* | NHA 1   | DAY 2  | CHI 2   | GTY 1   | IRP 2  | IOW 2  | GLN 2   | MCH 3  | BRI 28 | CGV 10  | ATL 2   | RCH 3  | DOV 4*  | KAN 2*  | CAL 31* | CLT 1* | MEM 2   | TEX 1* | PHO 9  | HOM 1* | 1.   | 5682 |
| 2010 | Joe Gibbs Racing         | 18 | Toyota | DAY 18  | CAL 1   | LVS 16  | BRI 3   | NSH 3  | PHO 1*  | TEX 1* | TAL 34  | RCH 4  | DAR 2   | DOV 1* | CLT 1   | NSH    | KEN    | ROA    | NHA 1*  | DAY 7  | CHI 1*  | GTY     | IRP 1* | IOW 1* | GLN 5   | MCH 3  | BRI 1* | CGV     | ATL 2*  | RCH 9  | DOV 1*  | KAN 3*  | CAL 1   | CLT 6* | GTY     | TEX 2* | PHO 16 | HOM 1* | 3.   | 4934 |
| 2011 | Joe Gibbs Racing         | 18 | Toyota | DAY 7   | PHO 1** | LVS 30* | BRI 1*  | CAL 1  | TEX 34  | TAL 1  | NSH 2   | RCH    | DAR 1*  | DOV 2  | IOW     | CLT 3  | CHI    | MCH 3  | ROA     | DAY 4  | KEN 3   | NHA 1   | NSH    | IRP    | IOW     | GLN 4* | CGV    | BRI 1*  | ATL 2   | RCH 1  | CHI     | DOV     | KAN     | CLT 2  | TEX QL† | PHO    | HOM    |        | 89.  | 01   |
| 2012 | Kyle Busch Motorsports   | 54 | Toyota | DAY 18  | PHO 11  | LVS 33  | BRI 17  | CAL 8  | TEX     | RCH    | TAL 2*  | DAR    | IOW     | CLT 3  | DOV     | MCH    | ROA    | KEN    | DAY 23  | NHA 28 | CHI 27  | IND 22* | IOW    | GLN 6  | CGV 10  | BRI 3  | ATL 7  | RCH     | CHI 2   | KEN    | DOV 5   | CLT 4   | KAN 6   | TEX 3  | PHO 4   | HOM 2* |        |        | 100. | 01   |
| 2013 | Joe Gibbs Racing         | 54 | Toyota | DAY 32  | PHO 1*  | LVS 2   | BRI 1*  | CAL 1* | TEX 1*  | RCH 3  | TAL     | DAR 1* | CLT 1*  | DOV 5* | IOW     | MCH 4  | ROA    | KEN 5* | DAY 11  | NHA 1* | CHI     | IND 1*  | IOW    | GLN 24 | MOH     | BRI 1* | ATL 2  | RCH 4   | CHI 1*  | KEN    | DOV 8   | KAN 4   | CLT 1   | TEX 26 | PHO 1*  | HOM 3  |        |        | 89.  | 01   |
| 2014 | Joe Gibbs Racing         | 54 | Toyota | DAY 4*  | PHO 1*  | LVS 2   | BRI 1   | CAL 3  | TEX 2   | DAR 4* | RCH 3   | TAL    | IOW     | CLT 3  | DOV 1*  | MCH 4  | ROA    | KEN 3  | DAY 17  | NHA 2  | CHI     | IND 2   | IOW    | GLN 2  | MOH     | BRI 2* | ATL 4  | RCH 1** | CHI 3*  | KEN    | DOV 1*  | KAN 1   | CLT 2   | TEX 1* | PHO 2*  | HOM 2  |        |        | 77.  | 01   |
| 2015 | Joe Gibbs Racing         | 54 | Toyota | DAY 26  | ATL     | LVS     | PHO     | CAL    | TEX     | BRI    | RCH     | TAL    | IOW     | CLT    | DOV     | MCH 1  | CHI    | DAY    | KEN 3*  | NHA 4  | IND 1*  | IOW     | GLN    | MOH    | BRI 1   | ROA    | DAR 2  | RCH 2   | CHI 1*  | KEN    | DOV 3*  | CLT 31* | KAN 1   | TEX 14 | PHO 1*  | HOM 30 |        |        | 80.  | 01   |
| 2016 | Joe Gibbs Racing         | 18 | Toyota | DAY     | ATL 1*  | LVS 1*  | PHO 1*  | CAL 2* | TEX 1*  | BRI 2  | RCH     | TAL    | DOV     | CLT    | POC 4   | MCH 2* | IOW    | DAY    | KEN 1*  | NHA 1* | IND 1*  | IOW     | GLN 37 | MOH    | BRI 24  | ROA    | DAR    | RCH 1*  | CHI 13* | KEN    | DOV QL‡ | CLT     | KAN 1*  | TEX    | PHO 1*  | HOM    |        |        | 85.  | 01   |
| 2017 | Joe Gibbs Racing         | 18 | Toyota | DAY     | ATL 1   | LVS 7   | PHO     | CAL 3  | TEX     | BRI    | RCH     | TAL    | CLT     | DOV    | POC     | MCH 5  | IOW    | DAY    | KEN 1   | NHA 1  | IND 12* | IOW     | GLN 1* | MOH    | BRI 1*  | ROA    | DAR    | RCH 2*  | CHI     | KEN    | DOV     | CLT     | KAN     | TEX    | PHO     | HOM    |        |        | 88.  | 01   |
| 2018 | Joe Gibbs Racing         | 18 | Toyota | DAY     | ATL     | LVS 14  | PHO 3   | CAL    | TEX     | BRI    | RCH     | TAL    | DOV     | CLT 8* | POC 1*  | MCH 6* | IOW    | CHI    | DAY     | KEN 3* | NHA     | IOW     | GLN    | MOH    | BRI 36  | ROA    | DAR    | IND     | LVS     | RCH    | CLR     | DOV     | KAN     | TEX    | PHO     | HOM    |        |        | 86.  | 01   |
| 2019 | Joe Gibbs Racing         | 18 | Toyota | DAY     | ATL     | LVS 1*  | PHO 1*  | CAL 2* | TEX 1   | BRI    | RCH     | TAL    | DOV     | CLT    | POC     | MCH    | IOW    | CHI    | DAY     | KEN    | NHA     | IOW     | GLN 31 | MOH    | BRI 29* | ROA    | DAR    | IND 1*  | LVS     | RCH    | CLR     | DOV     | KAN     | TEX    | PHO     | HOM    |        |        | 79.  | 01   |
| 2020 | Joe Gibbs Racing         | 54 | Toyota | DAY     | LVS     | CAL     | PHO 3*  | DAR 2  | CLT 1*  | BRI    | ATL     | HOM    | HOM     | TAL    | POC     | IND    | KEN    | KEN    | TEX 37  | KAN    | ROA     | DAY     | DOV    | DOV    | DAY     | DAR    | RCH 3  | RCH     | BRI     | LVS    | TAL     | CLT     | KAN     | TEX    | MAR     | PHO    |        |        | 73.  | 01   |
| 2021 | Joe Gibbs Racing         | 54 | Toyota | DAY     | DAY     | HOM     | LVS     | PHO    | ATL     | MAR    | TAL     | DAR    | DOV     | COA 1* | CLT     | MOH    | TEX 1* | NSH 1* | POC     | ROA 1  | ATL 1*  | NHA     | GLN    | IND    | MCH     | DAY    | DAR    | RCH     | BRI     | LVS    | TAL     | CLT     | TEX     | KAN    | MAR     | PHO    |        |        | 73.  | 01   |
| 2023 | Kaulig Racing            | 10 | Chevy  | DAY     | CAL     | LVS 4   | PHO 9   | ATL    | COA     | RCH    | MAR     | TAL    | DOV     | DAR    | CLT QL± | PIR    | SON    | NSH    | CSC     | ATL    | NHA     | POC     | ROA    | MCH    | IRC     | GLN 27 | DAY    | DAR 9   | KAN     | BRI    | TEX     | ROV     | LVS     | HOM    | MAR     | PHO    |        |        | 81.  | 01   |
| 2024 | Richard Childress Racing | 33 | Chevy  | DAY     | ATL     | LVS     | PHO     | COA    | RCH     | MAR    | TEX     | TAL    | DOV     | DAR    | CLT 6   | PIR    | SON    | IOW    | NHA     | NSH    | CSC     | POC     | IND    | MCH    | DAY     | DAR    | ATL    | GLN     | BRI     | KAN    | TAL     | ROV     | LVS     | HOM    | MAR     | PHO    |        |        | 88.  | 01   |
| † – Kvalifikoval se, ale byl nahrazen Dennym Hamlinem. · ‡ – Kvalifikoval se, ale byl nahrazen Drewem Herringem. · ± – Kvalifikoval se, ale byl nahrazen Justinem Haleym. |                          |    |        |         |         |         |         |        |         |        |         |        |         |        |         |        |        |        |         |        |         |         |        |        |         |        |        |         |         |        |         |         |         |        |         |        |        |        |      |      |

#### Craftsman Truck Series
| 2001                                                            | Roush Racing              | 99 | Ford   | DAY    | HOM     | MMR    | MAR     | GTY    | DAR     | PPR    | DOV     | TEX    | MEM    | MLW | KAN     | KEN    | NHA    | IRP 9  | NSH    | CIC 17 | NZH    | RCH 22 | SBO 33 | TEX 25 | LVS 9  | PHO    | CAL QL† |        | 42. | 642  |
| 2004                                                            | Morgan-Dollar Motorsports | 47 | Chevy  | DAY    | ATL     | MAR    | MFD     | CLT    | DOV     | TEX    | MEM     | MLW    | KAN    | KEN | GTW     | MCH    | IRP 11 | NSH    | BRI    | RCH    | NHA    | LVS    | CAL    | TEX    | MAR    | PHO    | DAR     | HOM    | 82. | 130  |
| 2005                                                            | Billy Ballew Motorsports  | 15 | Chevy  | DAY    | CAL     | ATL    | MAR     | GTY    | MFD     | CLT 1* | DOV 1   | TEX    | MCH 2  | MLW | KAN     | KEN    | MEM    | IRP    | NSH    | BRI 5  | RCH 30 | NHA 9  | LVS    | MAR 5  | ATL 1  | TEX 3  | PHO 11  | HOM 6  | 27. | 1734 |
| 2006                                                            | Billy Ballew Motorsports  | 51 | Chevy  | DAY    | CAL     | ATL    | MAR     | GTY    | CLT 1*  | MFD    | DOV 10  | TEX    | MCH    | MLW | KAN     | KEN    | MEM    | IRP    | NSH    |        |        |        |        |        |        |        |         |        | 32. | 1107 |
| 2006                                                            | Billy Ballew Motorsports  | 15 | Chevy  |        |         |        |         |        |         |        |         |        |        |     |         |        |        |        |        | BRI 6  | NHA 3  | LVS    | TAL    | MAR 6  | ATL    | TEX 2  | PHO 9   | HOM    | 32. | 1107 |
| 2007                                                            | Billy Ballew Motorsports  | 51 | Chevy  | DAY    | CAL     | ATL    | MAR     | KAN    | CLT 11  | MFD    | DOV 12  | TEX    | MCH 2* | MLW | MEM     | KEN    | IRP    | NSH    | BRI 15 | GTW    | NHA 33 | LVS    | TAL 14 | MAR 31 | ATL 1* | TEX 29 | PHO 1   | HOM 2* | 26. | 1466 |
| 2008                                                            | Billy Ballew Motorsports  | 51 | Toyota | DAY 2  | CAL 1*  | ATL 1  | MAR 26  | KAN    | CLT 8*  | MFD    | DOV 27* | TEX 2  | MCH 7  | MLW | MEM     | KEN 6  | IRP 8  | NSH    | BRI 1* | GTW    | NHA 6  | LVS    | TAL 3  | MAR 4  | ATL 8  | TEX 2* | PHO 2*  | HOM 4* | 14. | 2854 |
| 2009                                                            | Billy Ballew Motorsports  | 51 | Toyota | DAY 2  | CAL 1*  | ATL 1  | MAR 17* | KAN    | CLT 2   | DOV 9* | TEX     | MCH 2* | MLW    | MEM | KEN     | IRP 10 | NSH    | BRI 1  | CHI 1* | IOW    | GTW    | NHA 1  | LVS    | MAR    | TAL 1  | TEX 1* | PHO 2   | HOM 13 | 17. | 2583 |
| 2010                                                            | Kyle Busch Motorsports    | 18 | Toyota | DAY 22 | ATL 2   | MAR    | NSH 1*  | KAN    | DOV 16* | CLT 1* | TEX     | MCH 3  | IOW    | GTY | IRP 2   | POC    | NSH    | DAR    | BRI 1* | CHI 1* | KEN 7* | NHA 1* | LVS    | MAR 2  | TAL 1  | TEX 1* | PHO 2   | HOM 1* | 14. | 2798 |
| 2011                                                            | Kyle Busch Motorsports    | 18 | Toyota | DAY 5  | PHO 1*  | DAR    | MAR 2   | NSH 1* | DOV 1*  | CLT 1  | KAN 6   | TEX    | KEN 1* | IOW | NSH     | IRP    | POC 2  | MCH 25 | BRI 30 | ATL 3  | CHI 5  | NHA 1* | KEN    | LVS    | TAL 9  | MAR    | TEX 33  | HOM    | 81. | 01   |
| 2012                                                            | Kyle Busch Motorsports    | 18 | Toyota | DAY    | MAR     | CAR    | KAN     | CLT    | DOV     | TEX    | KEN     | IOW    | CHI    | POC | MCH     | BRI    | ATL 2* | IOW    | KEN    | LVS    | TAL    | MAR    | TEX 4  | PHO    | HOM 2  |        |         |        | 82. | 01   |
| 2013                                                            | Kyle Busch Motorsports    | 51 | Toyota | DAY 2  | MAR     | CAR    | KAN 27  | CLT 1* | DOV 1   | TEX    | KEN 3   | IOW    | ELD    | POC | MCH 2   | BRI 1  | MSP    | IOW    | CHI 1* | LVS    | TAL 10 | MAR    | TEX 28 | PHO    | HOM 1  |        |         |        | 84. | 01   |
| 2014                                                            | Kyle Busch Motorsports    | 51 | Toyota | DAY 1  | MAR     | KAN 1* | CLT 1*  | DOV 1* | TEX     | GTY    | KEN 1*  | IOW    | ELD    | POC | MCH 5   | BRI 24 | MSP    | CHI 1* | NHA    | LVS    | TAL    | MAR    | TEX 1* | PHO    | HOM 4  |        |         |        | 88. | 01   |
| 2015                                                            | Kyle Busch Motorsports    | 51 | Toyota | DAY    | ATL     | MAR    | KAN     | CLT    | DOV     | TEX    | GTW     | IOW    | KEN    | ELD | POC 1*  | MCH 1* |        | MSP    | CHI    | NHA 11 | LVS    | TAL    | MAR    | TEX    | PHO    | HOM    |         |        | 80. | 01   |
| 2015                                                            | Kyle Busch Motorsports    | 54 | Toyota |        |         |        |         |        |         |        |         |        |        |     |         |        | BRI 2  |        |        |        |        |        |        |        |        |        |         |        | 80. | 01   |
| 2016                                                            | Kyle Busch Motorsports    | 18 | Toyota | DAY    | ATL     | MAR 1* | KAN     | DOV    | CLT 2   | TEX    | IOW     | GTW    | KEN 30 | ELD | POC     | BRI    | MCH    | MSP    | CHI 1* | NHA    | LVS    | TAL    | MAR    | TEX    | PHO    | HOM    |         |        | 80. | 01   |
| 2017                                                            | Kyle Busch Motorsports    | 51 | Toyota | DAY    | ATL 26  | MAR    | KAN 1*  | CLT 1* | DOV     | TEX    | GTW     | IOW    |        | ELD | POC 25* | MCH 3  |        | MSP    | CHI    | NHA    | LVS    | TAL    | MAR    | TEX    | PHO    | HOM    |         |        | 76. | 01   |
| 2017                                                            | Kyle Busch Motorsports    | 46 | Toyota |        |         |        |         |        |         |        |         |        | KEN 6  |     |         |        | BRI 1* |        |        |        |        |        |        |        |        |        |         |        | 76. | 01   |
| 2018                                                            | Kyle Busch Motorsports    | 4  | Toyota |        | ATL 21* |        |         |        | KAN 2   |        |         |        |        |     |         |        |        |        |        |        |        |        |        |        |        |        |         |        | 92. | 01   |
| 2018                                                            | Kyle Busch Motorsports    | 51 | Toyota | DAY    |         | LVS 1* | MAR     | DOV    |         | CLT 2  | TEX     | IOW    | GTW    | CHI | KEN     | ELD    | POC 1* | MCH    | BRI    | MSP    | LVS    | TAL    | MAR    | TEX    | PHO    | HOM    |         |        | 92. | 01   |
| 2019                                                            | Kyle Busch Motorsports    | 51 | Toyota | DAY    | ATL 1*  | LVS 1* | MAR 1*  | TEX 1* | DOV     | KAN    | CLT 1*  | TEX    | IOW    | GTW | CHI     | KEN    | POC    | ELD    | MCH    | BRI    | MSP    | LVS    | TAL    | MAR    | PHO    | HOM    |         |        | 97. | 01   |
| 2020                                                            | Kyle Busch Motorsports    | 51 | Toyota | DAY    | LVS 1*  | CLT 2  | ATL 21  | HOM 1* | POC     | KEN    | TEX 1*  | KAN    | KAN    | MCH | DAY     | DOV    | GTW    | DAR    | RCH    | BRI    | LVS    | TAL    | KAN    | TEX    | MAR    | PHO    |         |        | 78. | 01   |
| 2021                                                            | Kyle Busch Motorsports    | 51 | Toyota | DAY    | DAY     | LVS 2  | ATL 1*  | BRI    | RCH 2   | KAN 1* | DAR     | COA    | CLT    | TEX | NSH     | POC 2* | KNX    | GLN    | GTW    | DAR    | BRI    | LVS    | TAL    | MAR    | PHO    |        |         |        | 93. | 01   |
| 2022                                                            | Kyle Busch Motorsports    | 51 | Toyota | DAY    | LVS 2   | ATL    | COA 3*  | MAR 3  | BRI     | DAR    | KAN     | TEX    | CLT 7  | GTW | SON 1*  | KNO    | NSH    | MOH    | POC    | IRP    | RCH    | KAN    | BRI    | TAL    | HOM    | PHO    |         |        | 86. | 01   |
| 2023                                                            | Kyle Busch Motorsports    | 51 | Chevy  | DAY    | LVS 1*  | ATL    | COA 2   | TEX    | BRD     | MAR 2  | KAN 7   | DAR    | NWS    | CLT | GTW     | NSH    | MOH    | POC 1  | RCH    | IRP    | MLW    | KAN    | BRI    | TAL    | HOM    | PHO    |         |        | 84. | 01   |
| 2024                                                            | Spire Motorsports         | 7  | Chevy  | DAY    | ATL 1   | LVS 15 | BRI 2   | COA    | MAR     | TEX 1* | KAN     | DAR 32 | NWS    | CLT | GTW     | NSH    | POC    | IRP    | RCH    | MLW    | BRI    | KAN    | TAL    | HOM    | MAR    | PHO    |         |        | 79. | 01   |
| † – V průběhu závodního víkendu byl nahrazen Timem Woodsem III. |                           |    |        |        |         |        |         |        |         |        |         |        |        |     |         |        |        |        |        |        |        |        |        |        |        |        |         |        |     |      |

#### K&N Pro Series East
| 2009 | Joe Gibbs Racing | 18 | Toyota | GRE | TRC | IOW 1* | SBO | GLN | NHA | THO | ADR | LRO | NHA | DOV | 44. | 190 |

### ARCA Racing Series
(Tučně – Pole Position získáno nejrychlejším časem v kvalifikaci. Kurzívou – Pole Position získáno prvním místem v průběžném bodování nebo nejrychlejším časem v tréninku. * – Nejvíce kol strávených ve vedení. ** – Všechna kola strávená ve vedení.)
| 2002 | WP Motorsports       | 22 | Chevy | DAY    | ATL | NSH    | SLM | KEN | CLT    | KAN    | POC | MCH | TOL    | SBO | KEN | BLN     | POC | NSH | ISF | WIN | DSF | CHI | SLM    | TAL    | CLT 12 | 122. | 170  |
| 2003 | Hendrick Motorsports | 87 | Chevy | DAY    | ATL | NSH 1* | SLM | TOL | KEN 1* | CLT 11 | BLN | KAN | MCH 36 | LER | POC | POC 25* | NSH | ISF | WIN | DSF | CHI | SLM | TAL 28 | CLT 17 | SBO    | 22.  | 1170 |
| 2004 | Hendrick Motorsports | 87 | Chevy | DAY 1* | NSH | SLM    | KEN | TOL | CLT    | KAN    | POC | MCH | SBO    | BLN | KEN | GTW     | POC | LER | NSH | ISF | TOL | DSF | CHI    | SLM    | TAL    | 97.  | 225  |